# Perserteppich

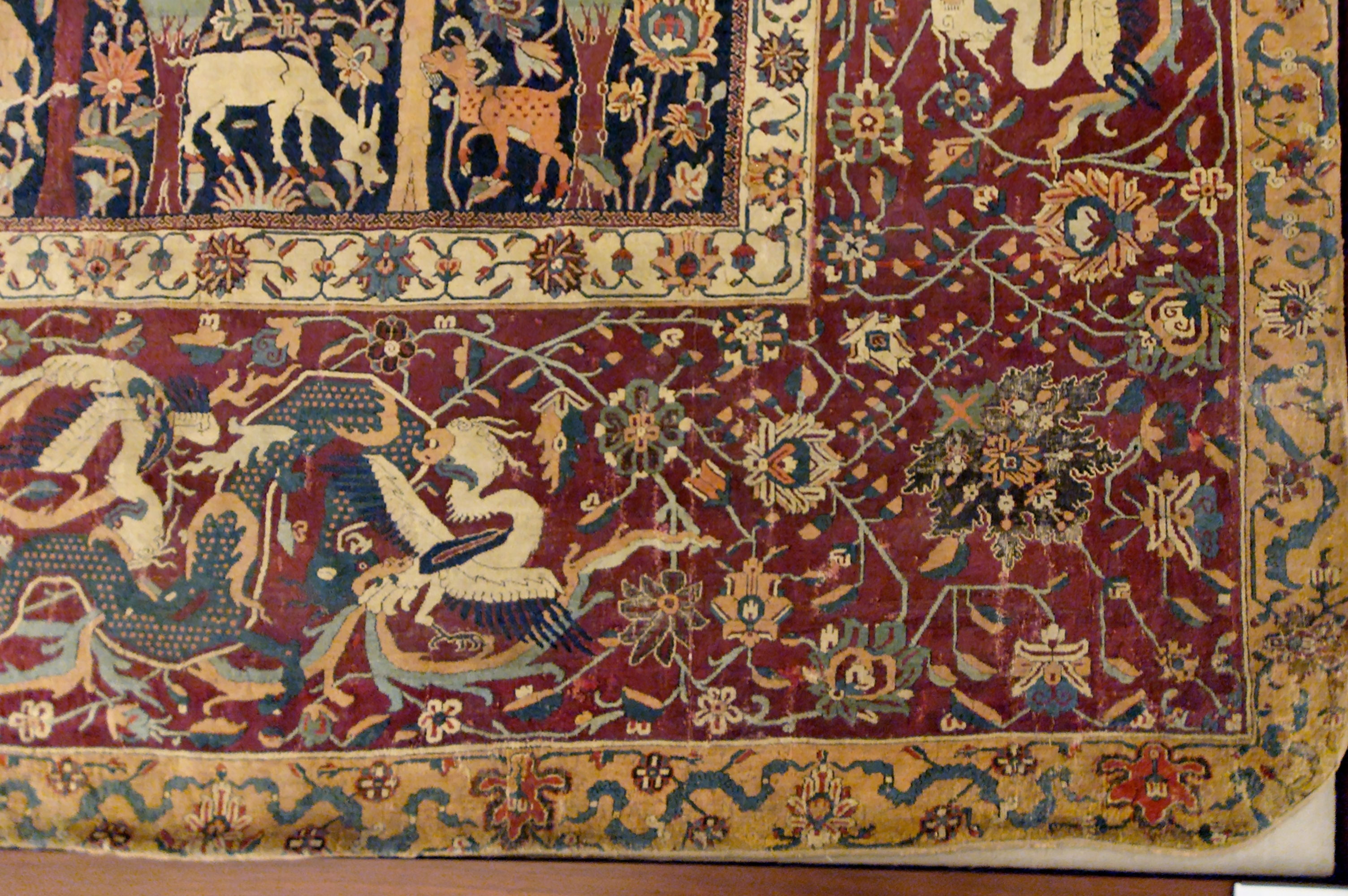
Mantes-Teppich, Detail, mit Tier- und Jagdszenen, 16. Jh., Louvre

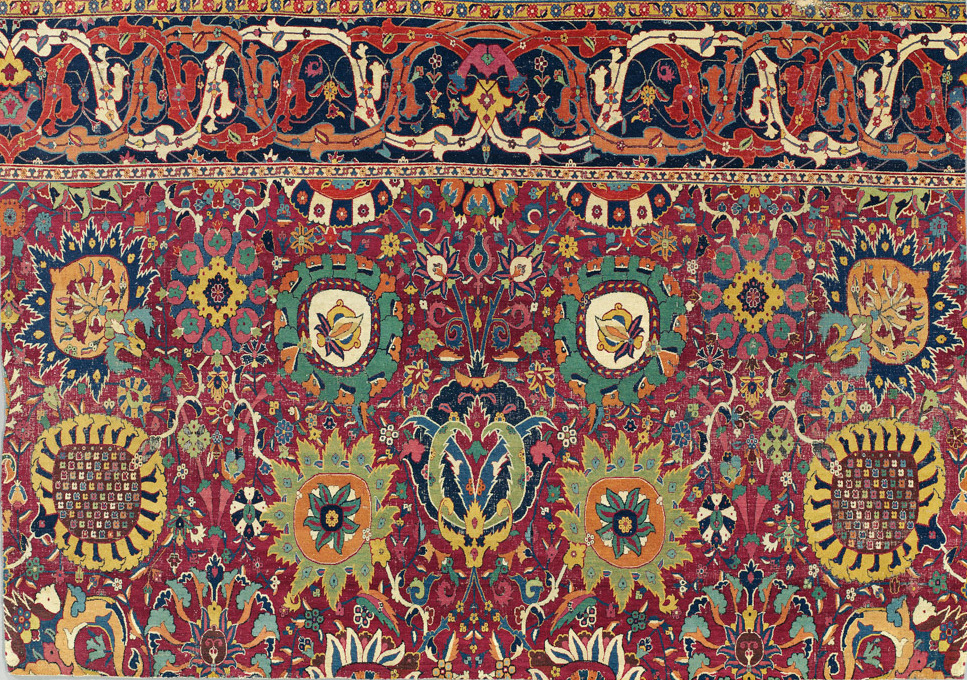
Fragment eines safawidischen Teppichs in „Vasentechnik“, Südostpersien, frühes 17. Jahrhundert

Ein Persischer Teppich ist ein schweres Gewebe, hergestellt für einen weiten Bereich nützlicher und symbolischer Zwecke, der in Afghanistan, Iran und den umgebenden Gebieten des ehemaligen Perserreichs hergestellt wird. Perserteppiche werden zum eigenen Gebrauch, zum Handel vor Ort und für den Export produziert. Der persische Teppich ist ein Grundbestandteil persischer Kunst und Kultur. Als Perserteppich ist er umgangssprachlich im deutschen Sprachraum bekannt. Innerhalb der Gruppe der Orientteppiche hebt sich der persische Teppich durch besondere Vielfalt und künstlerische Qualität seiner Farben und Muster heraus. 2010 wurde die „traditionelle Kunst des Teppichknüpfens“ in Fars und in Kashan (Kaschanteppiche) in die UNESCO-Liste des immateriellen Kulturerbes der Menschheit aufgenommen.
Persische Teppiche unterschiedlicher Art wurden zur gleichen Zeit von Nomadenstämmen, in Dörfern, städtischen und Hofmanufakturen geknüpft. Diese grobe Einteilung nach der gesellschaftlichen Schicht, für die Teppiche hergestellt wurden, steht für unterschiedliche, gleichzeitig nebeneinander bestehende Traditionen, und spiegelt die lange und reiche Geschichte Irans und der dort lebenden Völker wider.
Die Teppiche aus den Hofmanufakturen der Safawiden in Isfahan des 16. Jahrhunderts sind für ihre vielfältigen, reichen Farben und künstlerischen Muster weltberühmt. Die safawidischen Motive und Muster beeinflussten die Hofmanufakturen der umliegenden Großmächte der islamischen Welt und wurden während des gesamten späteren Perserreichs bis hin zur letzten kaiserlichen Dynastie Irans immer wieder neu geknüpft. In Städten und Marktzentren wie Täbris, Kerman, Maschhad, Kaschan, Isfahan, Nain und Ghom werden Teppiche in unterschiedlichen Techniken und Materialien, Farben und Mustern von hoher Qualität hergestellt. Nomaden und Einwohner ländlicher Dörfer knüpfen Teppiche mit kräftigeren und manchmal gröberen Mustern bzw. stark vereinfachten (beinahe diagrammartigen) Figuren, die heute als die authentischsten und traditionsverbundensten Teppiche Irans angesehen werden.
Während Zeiten politischer Unruhen oder unter dem Einfluss kommerzieller Produktion erlebte das Kunsthandwerk des Teppichknüpfens Perioden des Niedergangs. Als besonders schwerwiegend erwies sich die Einführung minderwertiger synthetischer Farben in der zweiten Hälfte des 19. Jahrhunderts. Das Teppichknüpfen spielt auch heute noch eine wichtige Rolle im Wirtschaftsleben des modernen Irans. Die moderne Produktion ist durch die Wiederbelebung der traditionellen Färbekunst mit Naturfarben und der traditionellen Muster gekennzeichnet, aber auch durch die Erfindung moderner, innovativer Muster, die in der jahrhundertealten Handwerkstradition hergestellt werden. Handgeknüpfte persische Teppiche werden seit ihrer ersten Erwähnung in antiken griechischen Schriften bis in die heutige Zeit als Objekte von hohem künstlerischem und Gebrauchswert und Prestige in aller Welt geschätzt.

## Geschichte

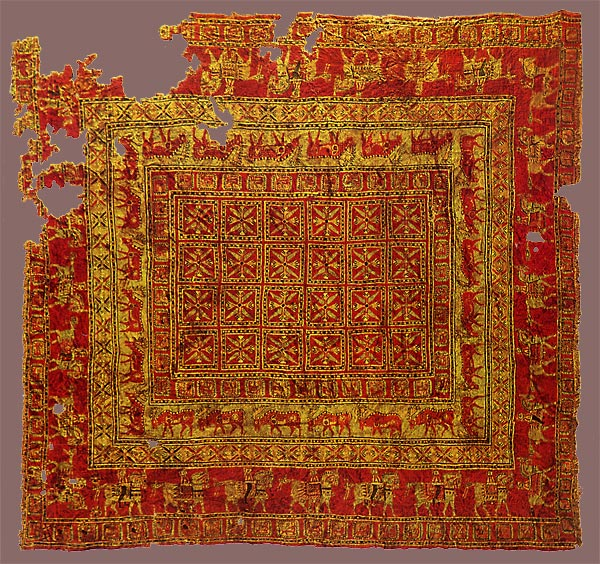
Der Pasyryk-Teppich, ältester erhaltener Knüpfteppich, 5. Jh. v. Chr. Herstellungsort umstritten.

### Frühgeschichte: circa 500 v. Chr. bis 200 n. Chr.
Persische Teppiche werden erstmals gegen 400 v. Chr. vom griechischen Autor Xenophon in seinem Werk Anabasis erwähnt:
„αὖθις δὲ Τιμασίωνι τῷ Δαρδανεῖ προσελθών, ἐπεὶ ἤκουσεν αὐτῷ εἶναι καὶ ἐκπώματα καὶ τάπιδας βαρβαρικάς“, (Xen. anab. VII.3.18)
Danach ging er zu Timasion dem Dardanier, denn er hatte gehört, dass dieser einige fremdländische Trinkgefäße und Teppiche hatte.
„καὶ Τιμασίων προπίνων ἐδωρήσατο φιάλην τε ἀργυρᾶν καὶ τάπιδα ἀξίαν δέκα μνῶν.“ [Xenophon, Anabasis VII,3,27]
Timasion trank auch auf seine Gesundheit und schenkte ihm einen silbernen Kelch und einen Teppich, der 10 Minen wert war.
Xenophon beschreibt persische („fremdländische“) Teppiche als kostbar und eines diplomatischen Geschenks wert. Es ist nicht bekannt, ob diese Teppiche geknüpft waren oder mithilfe einer anderen Technik hergestellt worden sind, bspw. als Flachgewebe oder Stickerei, aber es erscheint interessant, dass die erste Erwähnung von Perserteppichen in der Weltliteratur sie schon in einen Kontext von Luxus, Prestige und Diplomatie stellt.
Aus der Zeit der Achämeniden (553–330 v. Chr.), Seleukiden (312–129 v. Chr.) und Parther (ca. 170 v. Chr. – 226 n. Chr.) haben keine Teppiche die Zeit überstanden.

### Sassanidenzeit: 224–651
Das Sassanidenreich, welches das Partherreich ablöste, war über 400 Jahre hinweg neben dem benachbarten Byzanz eine der führenden Mächte seiner Zeit. Die Sassaniden etablierten ihre Herrschaft ungefähr innerhalb der Grenzen, die schon von den Achämeniden gesetzt worden waren. Ihre Hauptstadt war Ktesiphon. Diese letzte persische Dynastie vor der Ankunft des Islam folgte dem Zoroastrianismus als Staatsreligion.
Wann und wie genau die Perser begonnen haben, Teppiche zu knüpfen, ist noch unbekannt, aber das Wissen um ihre Herstellung und die Kenntnis geeigneter Designs für textile Bodenbedeckungen war in dem Byzanz, Anatolien und Persien umfassenden Gebiet sicher schon länger bekannt. Anatolien, zwischen Byzanz und Persien gelegen, war schon seit 133 v. Chr. unter römischer Herrschaft. Geografisch und politisch, in wechselnden Bündnissen als auch durch Handel, verband Anatolien das Byzantinische mit dem Perserreich. Auf künstlerischem Gebiet entwickelten beide Reiche ähnliche Stile und dekoratives Vokabular, wie aus Mosaiken und der Architektur des römerzeitlichen Antiochia deutlich wird. Ein türkisches Teppichmuster, abgebildet auf Jan van Eycks Gemälde Jungfrau mit Kind des Kanonikus van der Paele konnte auf spätrömische Ursprünge zurückgeführt und in Verbindung gebracht werden mit umayyadischen Bodenmosaiken aus Khirbat al-Mafdschar. Die Architektur-Elemente im Baukomplex von Khirbat al-Mafdschar werden als beispielhaft für die Aneignung und Weiterentwicklung präislamischer Muster in der frühen islamischen Kunst angesehen (Broug, 2013, S. 7.).
Flachweberei und Stickerei waren während der Sassanidenzeit bekannt. Fein gearbeitete sassanidische Seidenstoffe haben sich in europäischen Kirchen erhalten, wo sie häufig benutzt wurden, um Reliquien darin einzuhüllen. Mehr Textilien dieser Art blieben in tibetischen Klöstern erhalten, von wo sie von Mönchen mitgenommen wurden, die vor der Chinesischen Kulturrevolution nach Nepal flohen. Auch aus Begräbnisstätten wie in Astana, auf der Seidenstraße nahe Turfan gelegen, sind ähnliche Funde erhalten. Das hohe künstlerische Niveau der persischen Weber geht aus den Berichten des arabischen Historikers at-Tabarī über den Bahār-e Kisra, oder „Frühling des Ḵosrow“-Teppich (Pers.: فرش بهارستان, Frühlingsteppich) hervor, der als Kriegsbeute den arabischen Eroberern von Ktesiphon 637 n. Chr. in die Hände fiel. Die Beschreibung, die at-Tabarī von dem Teppich gibt, macht es eher unwahrscheinlich, dass dieser Teppich einen geknüpften Flor besaß.
Fragmente von Knüpfteppichen aus Fundstätten im nordöstlichen Afghanistan, wahrscheinlich aus der Provinz Samangan, wurden mit Hilfe der Radiokarbonmethode auf den Zeitraum zwischen Ende des zweiten Jahrhunderts bis zur frühen Sassanidenzeit datiert. Einige dieser Fragmente zeigen Abbildungen von Tieren wie verschiedenen Hirschen (manchmal zu Prozessionen aufgereiht wie auf dem Pasyryk-Teppich), oder verschiedene geflügelte Fabeltiere. Kette, Schuss und Flor sind aus grob gesponnener Wolle. Die Fragmente sind mit asymmetrischen Knoten wie in späteren persischen und fernöstlichen Teppichen geknüpft. Alle drei bis fünf Schussreihen sind Stränge ungesponnener Wolle und Streifen aus Stoff und Leder eingewoben. Diese Fragmente werden heute in der Al-Sabah-Sammlung im Haus der Islamischen Kunst (Dar al-Athar al-Islamyya), Kuwait, aufbewahrt.
Die Teppichfragmente, obwohl zuverlässig in die frühe Sassanidenzeit datierbar, scheinen jedoch in keiner Beziehung zu den prachtvollen Hofteppichen zu stehen, die die arabischen Eroberer beschreiben. Ihre grobe Knüpfung und die Einarbeitung von Flor auf der dem Boden zugewandten Seite sprechen eher dafür, dass diese Gewebe der besseren Wärmedämmung gegen die Bodenkälte gedient haben. Angesichts ihrer grob gezeichneten Tier- und Jagddarstellungen geht man eher davon aus, dass diese Teppiche von und für Nomaden hergestellt worden sind.

### Ausdehnung des Islam und Kalifenherrschaft: 651–1258
Die arabische Eroberung Persiens führte 651 zum Ende des Sassanidenreichs und zum Niedergang der zoroastrischen Religion in Persien. Persien wurde ein Teil der Islamischen Welt und von Kalifen regiert.
Arabische Geografen und Historiker, die durch Persien reisten, berichten erstmals auch von Teppichen als Bodenbedeckung. Der unbekannte Autor des Hudūd al-ʿĀlam berichtet, dass in Fārs Teppiche geknüpft wurden. 100 Jahre später berichtet al-Muqaddasī von Teppichen aus dem Qaināt. Yāqūt ar-Rūmī erwähnt im 13. Jahrhundert Teppiche aus dem iranischen Azerbaidschan. Der große arabische Reisende Ibn Battūta berichtet, dass ein grüner Teppich vor ihm ausgebreitet wurde, als er die Winterresidenz des Bakhthiarischen Atabeg in Izeh besuchte. Die Berichte deuten darauf hin, dass während des Kalifats in Persien Teppiche durch Nomadenstämme oder in ländlichen Werkstätten hergestellt worden sind.
Die Herrschaft der Kalifen über Persien endete, nachdem das Kalifat der Abbasiden mit der Eroberung von Bagdad dem Mongolenreich unter Hülegü unterlegen war. Die Abbasiden zogen sich in das Mamluken-Sultanat von Kairo zurück. Der Mamluken-Sultan Baibars setzte den Abbasiden al-Mustansir II. 1261 als nächsten Kalifen ein. Obwohl ohne politischen Einfluss, konnte die Dynastie doch ihre religiöse Autorität bis zur Eroberung Ägyptens 1517 durch das Osmanische Reich behaupten. Unter der Mamluken-Dynastie wurden in Kairo großformatige Teppiche hergestellt, die als „Mamluken-Teppiche“ bekannt sind.

### Invasion der Seldschuken und turko-persische Tradition: 1040–1118

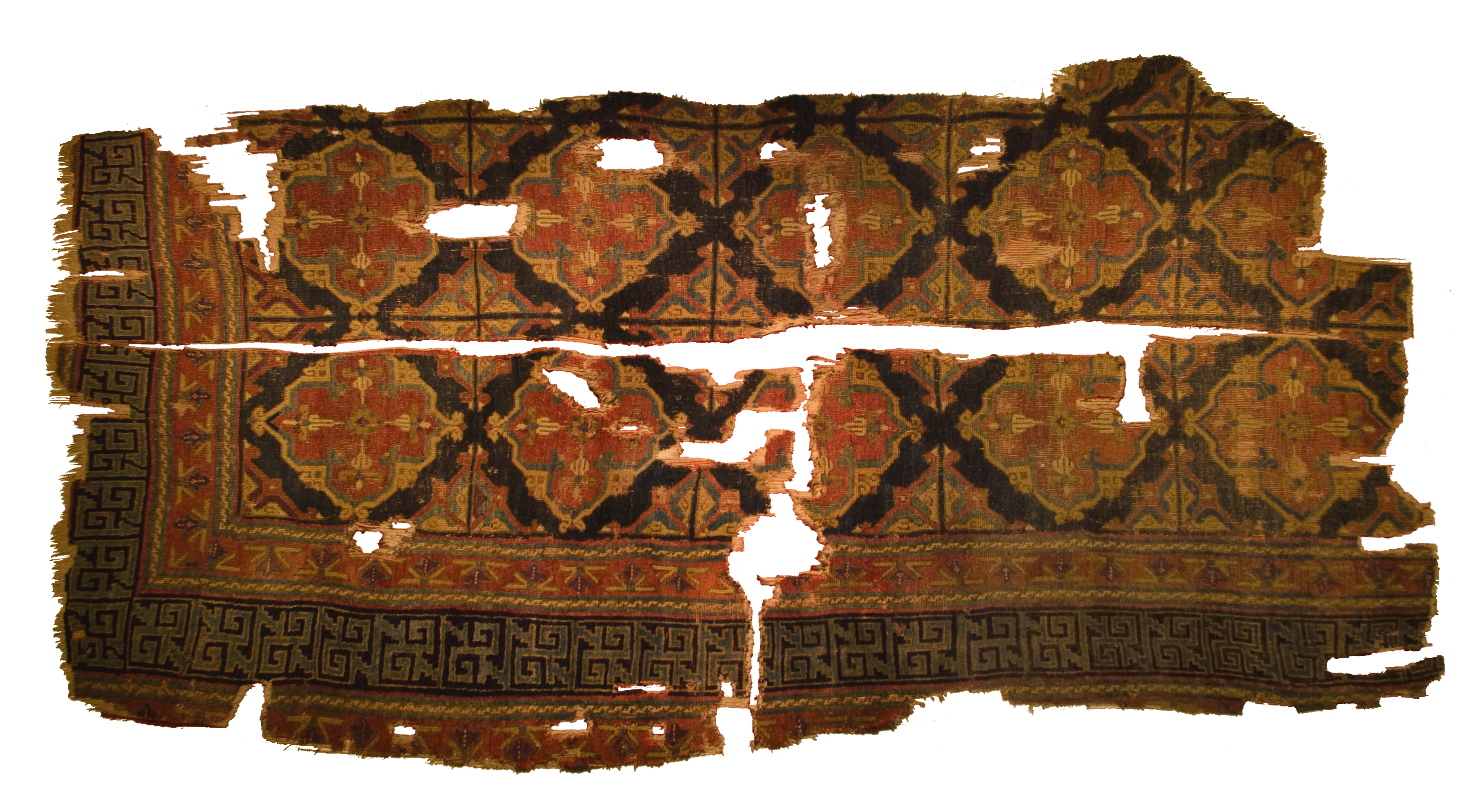
Teppichfragment aus der Eşrefoğlu-Moschee, Beyşehir, Türkei. Seldschukenzeit, 13. Jahrhundert

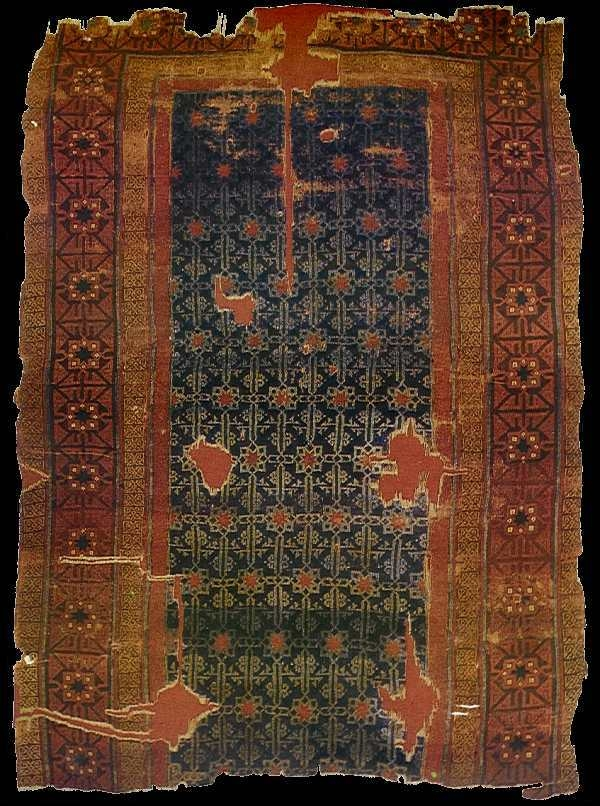
Teppich aus der Alaeddin-Moschee, Konya, 13. Jh., 320 × 240 cm

Mit der Invasion Anatoliens und Nordwest-Persiens durch die Seldschuken entwickelte sich eine eigene türkisch-persische Tradition. Fragmente von Knüpfteppichen wurden in der Alâeddin-Moschee in der türkischen Stadt Konya und der Eşrefoğlu-Moschee in Beyşehir gefunden, und in die Zeit des Sultanats der Rum-Seldschuken (1243–1302) datiert. Weitere Teppichfragmente wurden in Fustāt aufgefunden. Diese Fragmente geben eine Vorstellung davon, wie Seldschuken-Teppiche ausgesehen haben mögen. Die Funde aus Ägypten beweisen auch, dass schon zu dieser Zeit Exporthandel getrieben worden ist. Ob und wie diese Teppiche die persische Produktion beeinflusst haben, ist noch unbekannt, weil aus dieser Zeit keine eindeutig persischen Teppiche existieren, oder wir sie nicht als solche identifizieren können. Es wird angenommen, dass die Seldschuken zumindest neue Muster nach Persien eingeführt haben, wenn nicht sogar das Handwerk des Teppichknüpfens selbst.

### Mongolisches Ilchanat (1256–1335) und Timuridenreich (1370–1507)

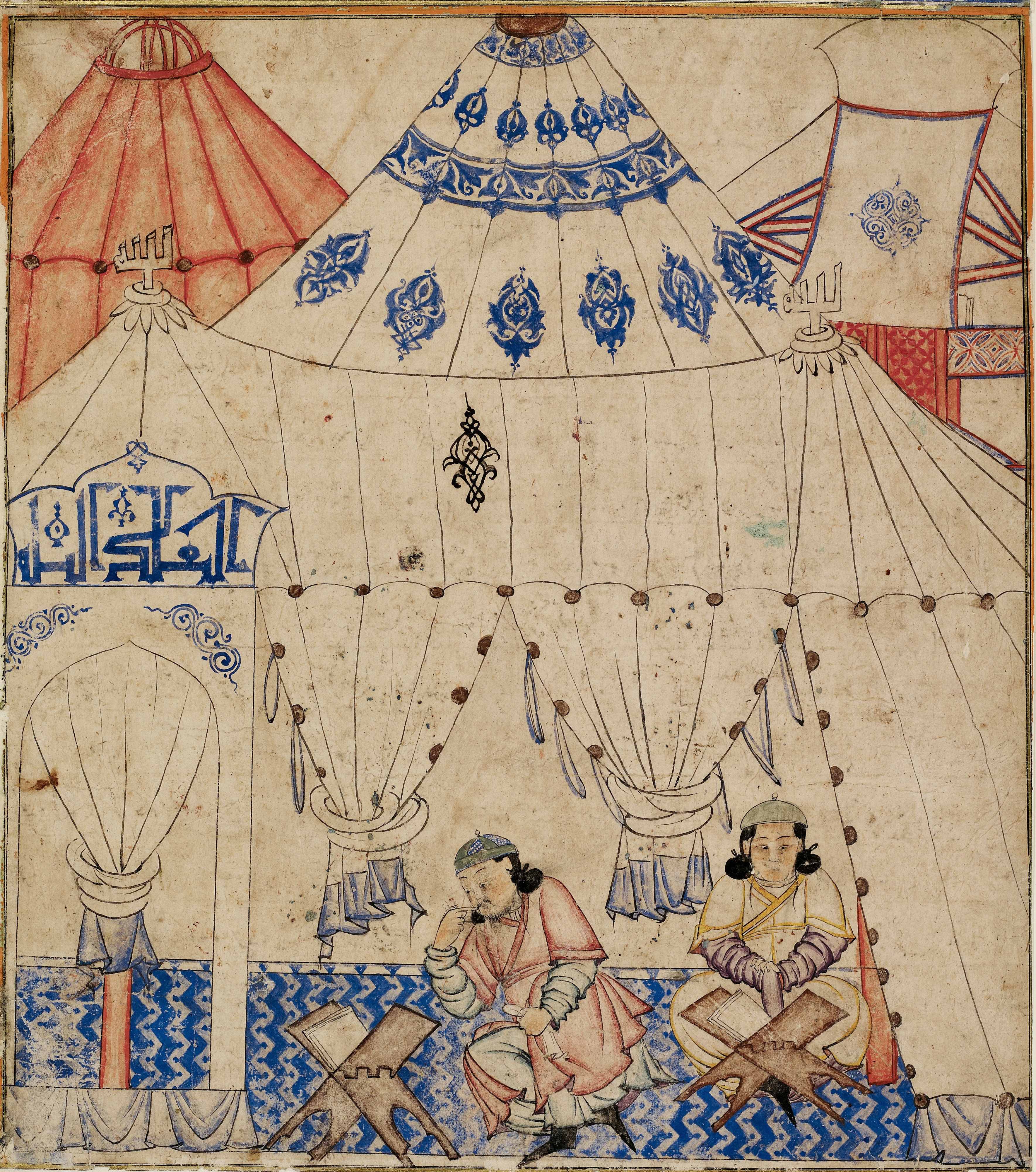
Mongolischer Prinz, den Koran studierend. Illustration von Rashid-ad-Din’s Dschami' at-tawarich, Täbris (?), 1. Viertel 14. Jh.

Zwischen 1219 und 1221 wurde Persien von den Mongolen überfallen. Nach 1260 trugen die Nachkommen von Hülagü Chan den Titel „Ilchane“. Gegen Ende des 13. Jahrhunderts erbaute Ghazan Ilchan eine neue Hauptstadt in Shãm, nahe Täbris. Er ordnete an, dass die Böden seiner Residenz mit Teppichen aus Fārs bedeckt werden sollten.
Mit dem Tode von Ilchan Abu Said Bahatur 1335 zerfiel die Herrschaft der Mongolen in Persien, und das Land verfiel in politische Anarchie. 1381 fiel Timur in Persien ein und begründete das Reich der Timuriden. Seine Nachfolger behielten die Herrschaft über einen Großteil Persiens, bis sie 1468 dem Bündnis der Aq Qoyunlu unter Uzun Hasan unterlagen; Uzun Hasan und seine Nachkommen beherrschten Persien bis zum Aufstieg der Safawiden.
1463 ging der Senat von Venedig auf der Suche nach Verbündeten im osmanisch-venezianischen Krieg diplomatische Beziehungen mit dem Hof Uzun Hasans in Täbris ein. 1473 wurde Giosafat Barbaro als Botschafter nach Täbris entsandt. In seinen Berichten an den venezianischen Senat erwähnt er mehrfach die prachtvollen Teppiche, die er im Palast sah. Einige davon, schreibt er, waren aus Seide.
1403–1405 war Ruy González de Clavijo Botschafter König Heinrichs III. von Kastilien am Hof von Timur. Er berichtet, dass in Timurs Palast in Samarkand, „der Boden überall mit Teppichen und Schilfmatten belegt war.“ Miniaturen aus der Timuridenzeit zeigen Teppiche mit geometrischen Mustern, Reihen von Oktogonen und Sternen, Knotenornamenten und Bordüren, die manchmal kufischer Schrift ähnlich sind. Aus der Zeit vor 1500 sind keine Teppiche aus persischer Manufaktur bekannt.

### Safawidenzeit: 1501–1732

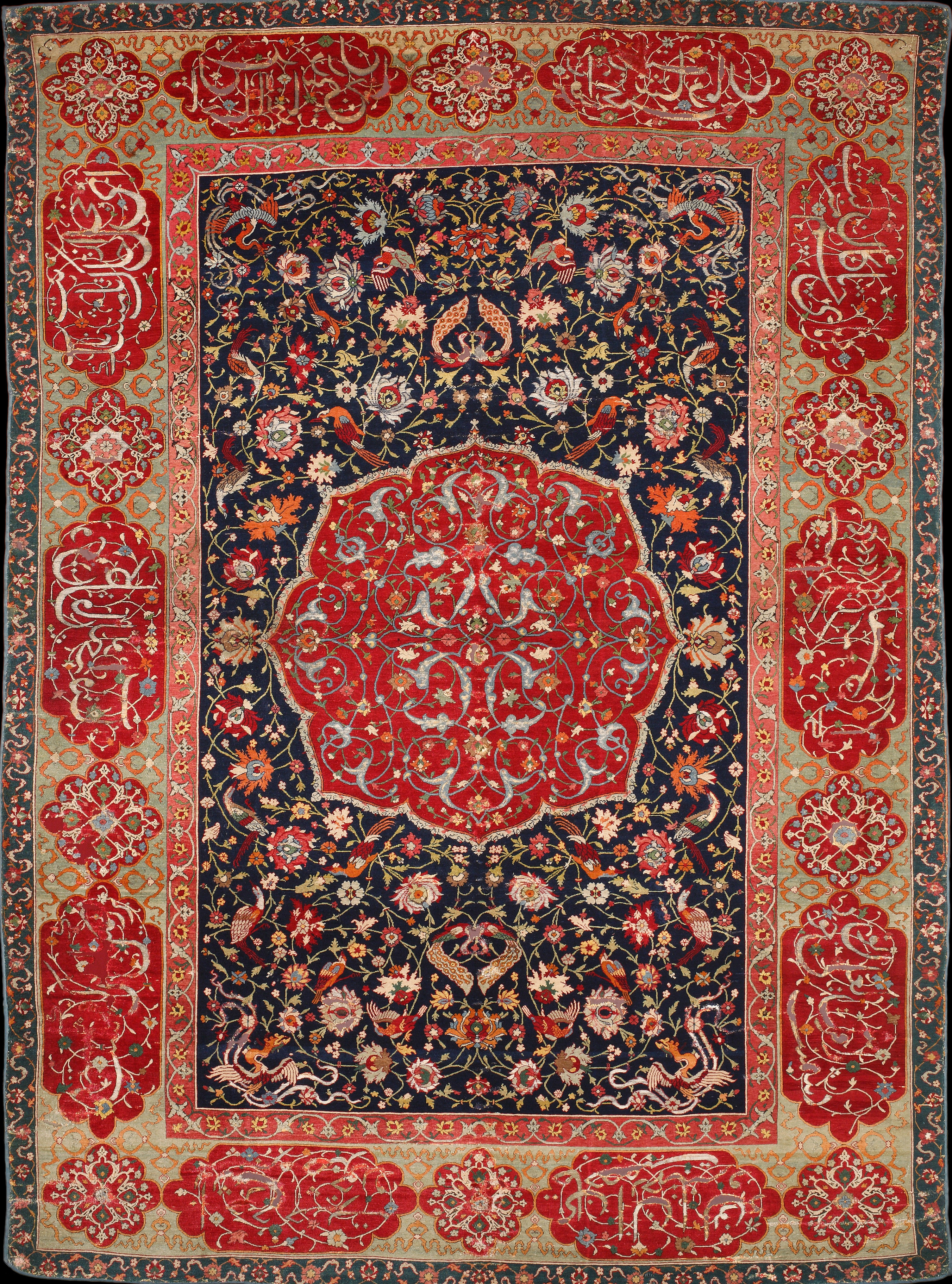
„Salting“-Teppich, Wolle, Seide, Metallfäden, safawidisch, um 1600.

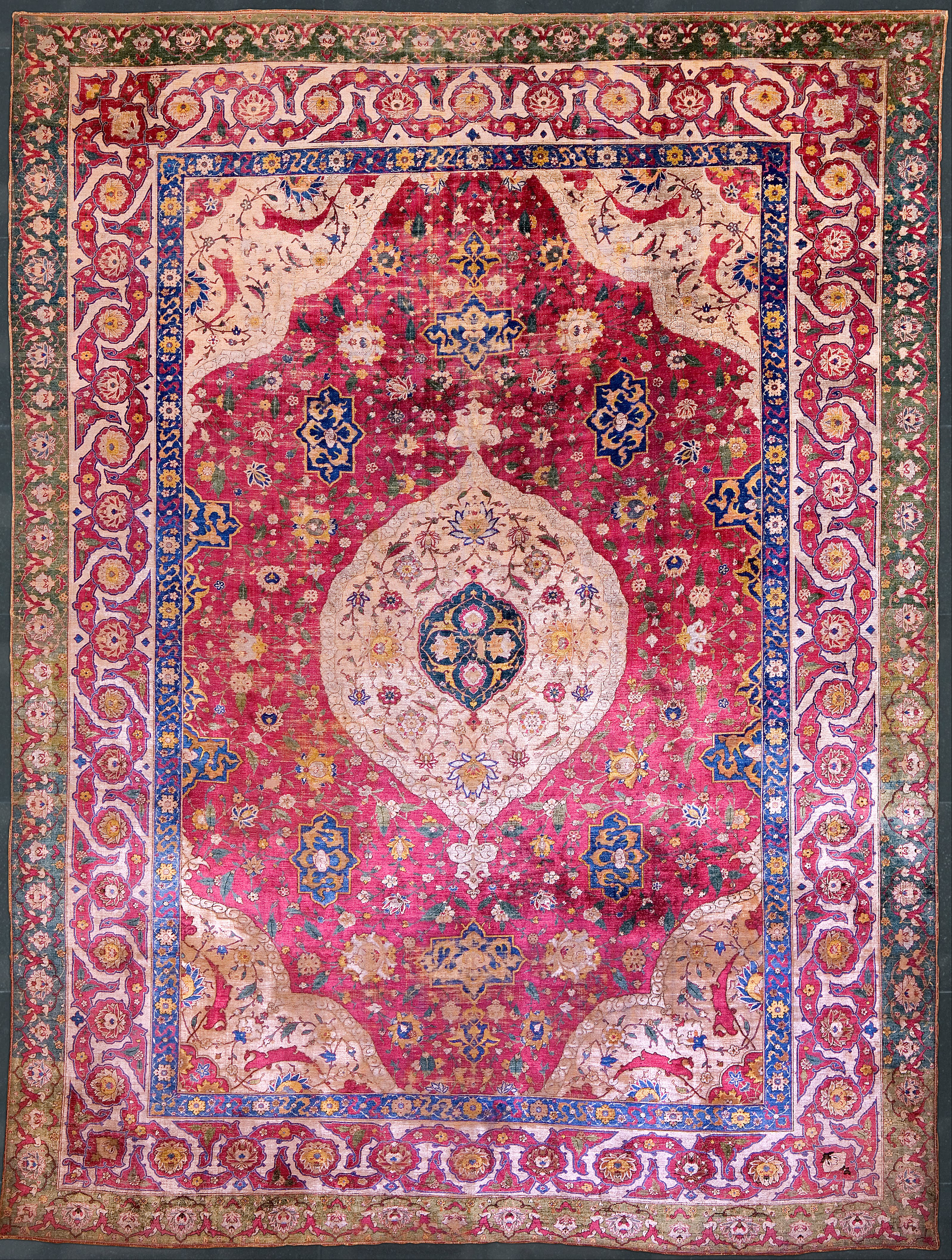
„Rothschild“-Seidenmedaillon-Teppich, Mitte 16. Jhdt. Museum für Islamische Kunst (Doha)

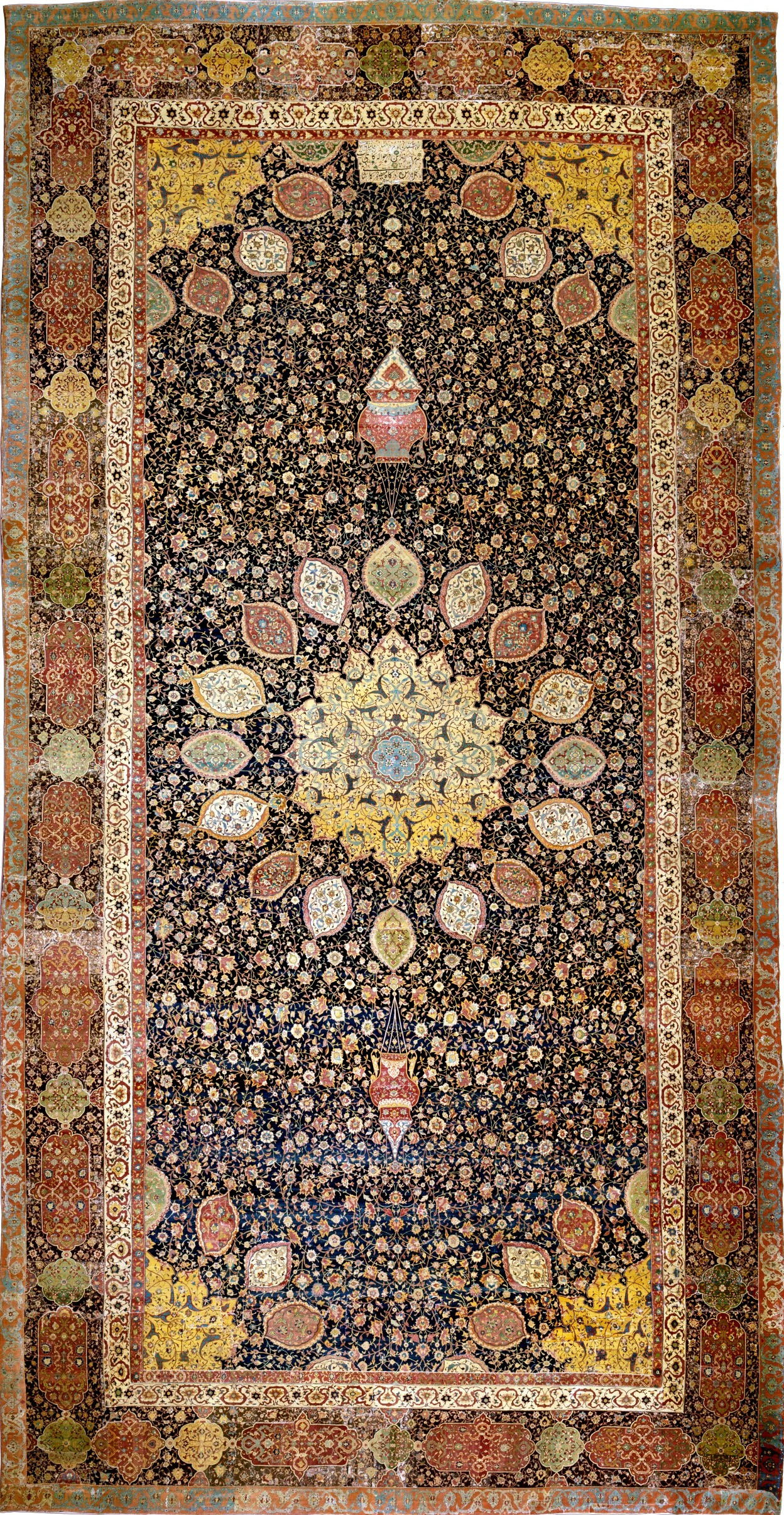
Ardabil-Teppich im V&A. Inschrift am oberen Feldrand nahe der Bordüre.

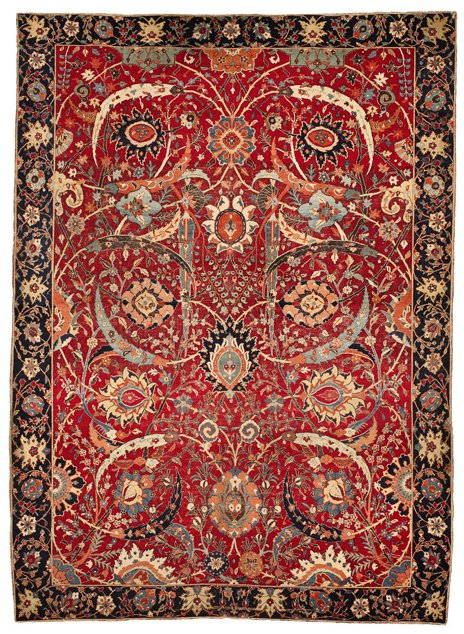
Der Clark 'Sichelblatt'-Teppich, Kirman, 17. Jhdt.

Im Jahr 1499 kam eine neue Dynastie an die Macht. Ihr Begründer, Schah Ismail I., war ein Verwandter Uzun Hasans. Er wird als der erste nationale Herrscher Persiens seit der Arabischen Expansion angesehen und etablierte den schiitischen Islam als Staatsreligion Persiens. Ismail I. und seine Nachfolger, Schah Tahmasp I. und Schah Abbas I. wurden zu wichtigen Förderern der safawidischen Kunst. Hofmanufakturen wurden wahrscheinlich schon von Schah Tahmasp in Täbris eingerichtet, sicher aber von Schah Abbas, als er seine Hauptstadt während des osmanisch-safawidischen Kriegs (1603–1618) von Täbris im Nordwesten nach Isfahan in Zentralpersien verlegte. Für die Kunst des Teppichknüpfens in Persien bedeutete dies, wie A.C. Edwards schrieb: „dass sie in kurzer Zeit aus dörflichem Niveau zur Würde einer hohen Kunst aufstieg“.
In die Zeit der Safawiden fällt einer der Höhepunkte der persischen Kunst, einschließlich des Teppichknüpfens. Teppiche aus der späten Safawidenzeit sind erhalten, die zu den feinsten und bestgearbeiteten Knüpfungen zählen, die wir heute kennen. Das Phänomen, dass die ersten vollständig erhaltenen persischen Teppiche schon von so vollendeter Gestaltung sind, setzt voraus, dass das Teppichknüpfen als Kunsthandwerk schon eine Zeitlang bekannt gewesen sein musste. Nachdem keine Teppiche aus der Timuridenzeit erhalten sind, hat sich das Interesse der Forschung auf Buchillustrationen und Miniaturen aus dieser Zeit gerichtet. Die Malereien bilden Teppiche mit farbenprächtigen Muster aus gleich großen geometrischen Ornamenten ab, oft in Kassettenform angeordnet und mit „kufischen“ Bordüren, die aus der Islamischen Kalligraphie stammen. Die Muster sind anatolischen Teppichen, speziell den „Holbein-Teppichen“, so ähnlich, dass ein gemeinsamer Ursprung wahrscheinlich ist: Timuridische Muster haben vielleicht sowohl in persischen als auch in anatolischen Teppichen der frühen Safaviden- und Osmanenzeit überdauert.

#### Frühsafawidische Kassettenteppiche
Eine kleine Gruppe erhaltener frühsafawidischer Teppiche ist den gemalten Teppichen der timuridischen Miniaturen sehr ähnlich. Das Feld dieser Teppiche ist in verschiedene, symmetrisch angeordnete Flächen aufgeteilt, daher werden diese Teppiche als „Kassettenteppiche“ bezeichnet. Erhaltene Stücke werden im Metropolitan Museum of Art, New York, und im Musée des Tissus, Lyon, aufbewahrt, ein Fragment befindet sich im Museum für Islamische Kunst, Berlin. Das Feldmuster besteht meist aus Achtpass-Rosetten, die von schildförmigen Feldern umgeben sind, Füllmotive sind Drache-und-Phönix-Paare, Wolkenbänder, Arabeskenranken und längliche Kartuschen. Einige Teppiche weisen ein auf das Kassettenfeld aufgelegtes Medaillon auf, diese können als Übergang zu den späteren Medaillonteppichen angesehen werden. Als Herstellungsort kommt Täbris in Frage.

#### „Musterrevolution“ und Datierung
Im späten 15. Jahrhundert veränderten sich die in den Miniaturen abgebildeten Muster grundlegend. Großformatige Medaillons treten auf, die Ornamente beginnen in kurvilinearer Weise zu fließen. Große Spiralen und Ranken, florale Ornamente, Abbildungen von Blumen und Tieren erscheinen oft in gespiegelter Darstellung entlang der langen oder kurzen Achse des Teppichfelds und erzeugen so Harmonie und Rhythmus. Das ältere „kufische“ Bordürendesign wird durch Rankenwerk und Arabesken abgelöst. Alle diese Muster setzten ausgefeiltere Knüpftechniken voraus als jene, die für die geraden, rektilinearen Muster erforderlich waren. Ein solcher Teppich kann nicht aus dem Gedächtnis geknüpft werden, sondern braucht Künstler, die die Mustergestaltung erfinden, geschickte Weber, die den Entwurf auf dem Webstuhl ausführen, sowie eine Möglichkeit, die Ideen des Künstlers auf effiziente Weise dem Weber zu vermitteln. Heute wird dies durch Vorlagen („Kartons“) ermöglicht. Wie die safawidischen Manufakturen damit umgingen, ist unbekannt. Das Ergebnis ihrer Arbeit jedoch war die grundlegende Änderung der geknüpften Muster, für die Kurt Erdmann den Begriff der „Musterrevolution“ prägte.
Offensichtlich wurden die neuen Muster von Miniaturenmalern entwickelt, denn sie erscheinen zuerst auf Buchilluminationen und Bucheinbänden des frühen 15. Jahrhunderts. Zu dieser Zeit also wurde das Muster etabliert, das prägend für das „klassische“ Design islamischer Teppiche wurde: Das Medaillon-und-Ecken-Design (pers.: Lechek Torūnj). 1522 stellte Ismail I. den berühmten Miniaturenmaler der Herat-Schule, Kamāl ud-Dīn Behzād als Leiter des königlichen Ateliers ein. Behzād übte entscheidenden Einfluss auf die spätere Entwicklung der safawidischen Kunst aus. Die uns bekannten Safawiden-Teppiche unterscheiden sich von den Abbildungen in den Miniaturen, sodass die Buchillustrationen keine Hilfe bieten, die uns bekannten Teppiche zu klassifizieren und zu datieren. Das Gleiche gilt leider auch für europäische Gemälde, denn im Gegensatz zu den hier gut dokumentierten anatolischen Teppichen werden vor dem 17. Jahrhundert keine persischen Teppiche auf europäischen Gemälden abgebildet. Da einige wenige Teppiche wie die Ardabil-Teppiche eingeknüpfte Inschriften mit Datum aufweisen, gehen die wissenschaftlichen Versuche einer Klassifizierung und Datierung von diesen Stücken aus.

„Ich kenne keine andere Zuflucht in dieser Welt als Deine Schwelle.
Es gibt keinen Schutz für mein Haupt außer dieser Tür.
Das Werk des Sklaven der Schwelle Maqsud aus Kashan im Jahr 946.“

Das AH-Jahr 946 entspricht AD 1539–1540, sodass der Ardabil-Teppich in die Regierungszeit Schah Tahmasps datiert werden kann, der die Teppiche für das Grabmal Scheich Safi ad-Din Ardabilis in Ardabil, den geistlichen Vater der Safawidendynastie, gestiftet hatte.
Eine weitere Inschrift kann auf dem Jagdteppich, heute im Museo Poldi Pezzoli, Mailand, identifiziert werden, und datiert diesen Teppich in das Jahr 949 AH/AD 1542–3:

„Durch die Sorgfalt des Ghyath ud-Din Jami wurde vollendet
Dieses berühmte Werk, das uns durch seine Schönheit berührt.
Im Jahre 949“

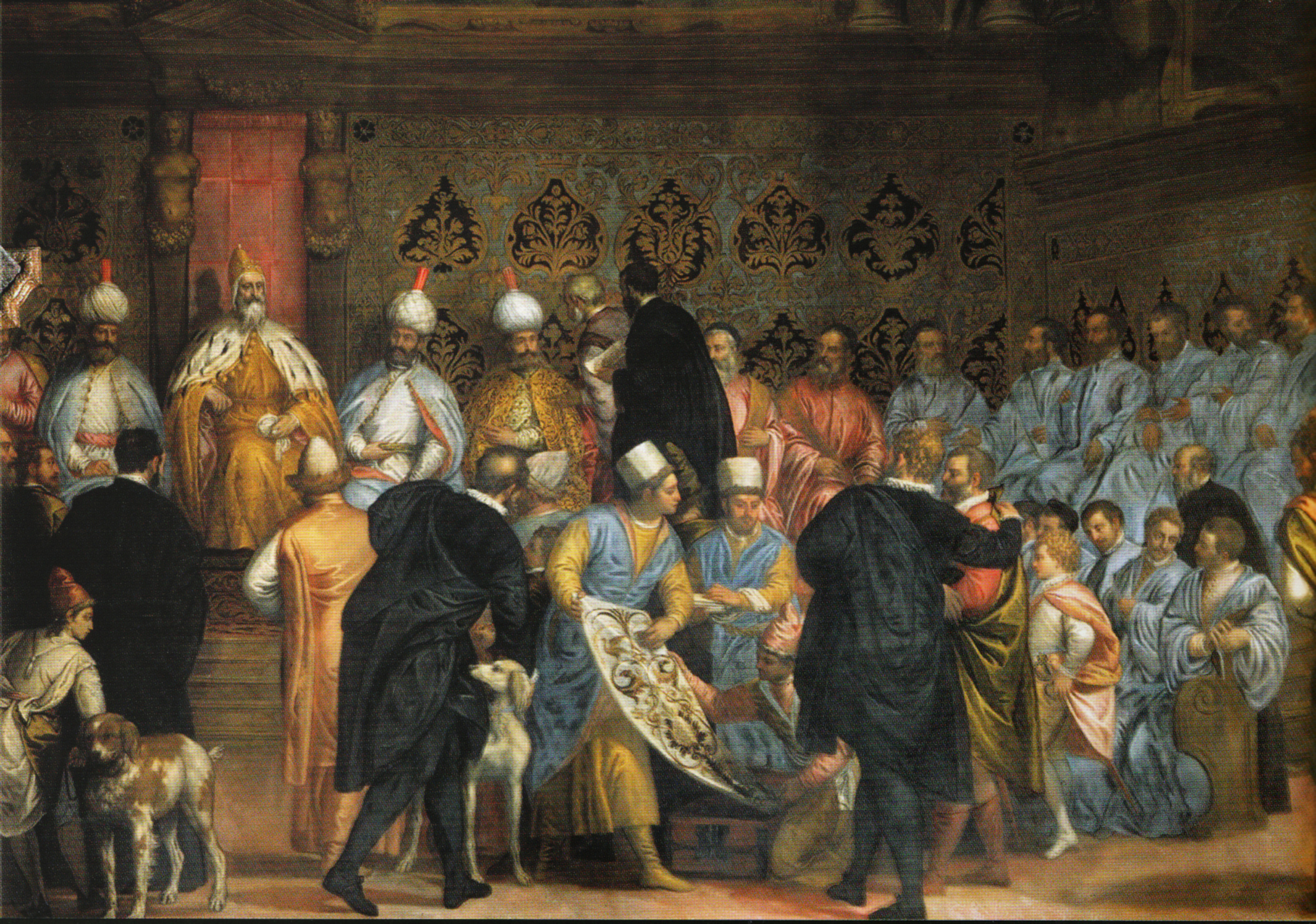
Gesandtschaft Schah 'Abbas I. nach Venedig, Carlo Caliari, 1595. Dogenpalast, Venedig

Die Quellen zu einer präziseren Datierung und Herkunftsbestimmung fließen während des 17. Jahrhunderts reicher. Safawidische Teppiche kamen mit der Intensivierung des diplomatischen Austauschs häufiger als Geschenke in europäische Städte und Staaten. 1603 schenkte Schah Abbas I. dem venezianischen Dogen Marino Grimani einen Teppich mit eingewobenen Gold- und Silberfäden. Europäische Adelige fingen an, Teppiche direkt bei den Manufakturen von Isfahan und Kashan zu bestellen, die in der Lage waren, spezielle Muster, beispielsweise europäische Wappen, in die Teppiche zu knüpfen. Gelegentlich kann der Erwerb genau nachvollzogen werden: 1601 wurde der Armenier Sefer Muratowicz vom polnischen König Sigismund III. Wasa nach Kaschan entsandt, um acht Teppiche mit dem eingeknüpften Wappen des polnischen Herrscherhauses zu bestellen. Am 12. September 1602 konnte Muratowicz dem König die Teppiche und seiner Schatzkanzlei die Rechnung für Teppiche und Reisekosten vorlegen. Irrtümlich glaubte man, repräsentative Safawidenteppiche aus Seide mit eingewobenen Silber- und Goldfäden seien in Polen geknüpft worden. Obwohl der Irrtum schnell aufgeklärt wurde, behielten Teppiche dieses Typs den Gattungsnamen „Polnische“ oder „Polonaise-Teppiche“. Kurt Erdmann hat vorgeschlagen, den Teppichtyp besser als „Schah-Abbas-Teppiche“ zu bezeichnen.

#### Medaillonteppiche
Ab der frühen Safawidenzeit wird die Gliederung in Medaillon und Ecken zum häufigsten Gestaltungsprinzip. Die Mitte des Teppichfelds wird von einer runden Form eingenommen, dem Medaillon. In den vier Feldecken finden sich Viertel derselben Form, die Eckmedaillons. Die Gestaltung des Musters erfolgt symmetrisch, jeweils an der horizontalen und vertikalen Mittelachse gespiegelt. Der Entwerfer des Musters braucht also nur ein Viertel eines Teppichs als Knüpfvorlage zu entwerfen. Häufig sind dem Medaillon in der Längsrichtung des Felds querstehende Kartuschen und schildförmige Begleitmotive zugeordnet.
Medaillonteppiche werden in zwei Gruppen eingeteilt, eine mit figürlichen und eine andere mit rein floralen Mustern.
1. Der bekannteste safawidische Medaillonteppich mit figürlichen Darstellungen ist der „Mailänder Jagdteppich“ des Museo Poldi Pezzoli, inschriftlich datiert auf die Zeit des Regierungsantritts Schah Tahmasps I. Sein Medaillon ist fast kreisrund und entspricht drei Vierteln der Feldbreite. Die Eckmedaillons sind genaue Viertel des Zentralmedaillons. Die Reiter und Tiere sind horizontal und vertikal achsensymmetrisch ausgeführt, ordnen sich also der Medaillongliederung unter. Charakteristisch für die frühen Teppiche aus dieser Gruppe ist, dass die Musterebene der Figuren eigenständig ist, und das Medaillonmuster unabhängig von den eingesetzten figürlichen Motiven bestehen kann. In späteren Stücken wie dem „Jagdteppich“ aus dem Museum für angewandte Kunst in Wien, oder dem „Rothschild“-Seidenmedaillonteppich in Boston erscheinen figürliche Darstellungen auch in den Bordüren. Stilistisch stellen der Wiener Jagd- und der Bostoner Rothschildteppich Weiterentwicklungen des Mailänder Teppichs dar und wurden wahrscheinlich in Kaschan, dem Zentrum der safawidischen Seidenweberei, geknüpft. Die so genannten „Sanguszko“-Teppiche, knüpftechnisch-strukturell den „Vasentechnik“-Teppichen verwandt, stammen aus der zweiten Hälfte des 16. Jahrhunderts. Bei ihnen wird die klassische Medaillongliederung abgewandelt, die Eckmedaillons sind meist Viertel eines eigenständigen Spitzovals. Der reiche Figurenschmuck steht jedoch im Vordergrund. Mit großer Farbenvielfalt werden die Figuren zeichnerisch elegant und sicher geknüpft.[30]
2. Eine Gruppe kleinformatiger Medaillonteppiche mit floralen Motiven, meist Kaschan zugeordnet, kommt zu Beginn des 17. Jahrhunderts auf und leitet über zu den so genannten „Polonaise-“ oder „Schah-Abbas“-Teppichen.[31]

#### Spiralranken-Teppiche

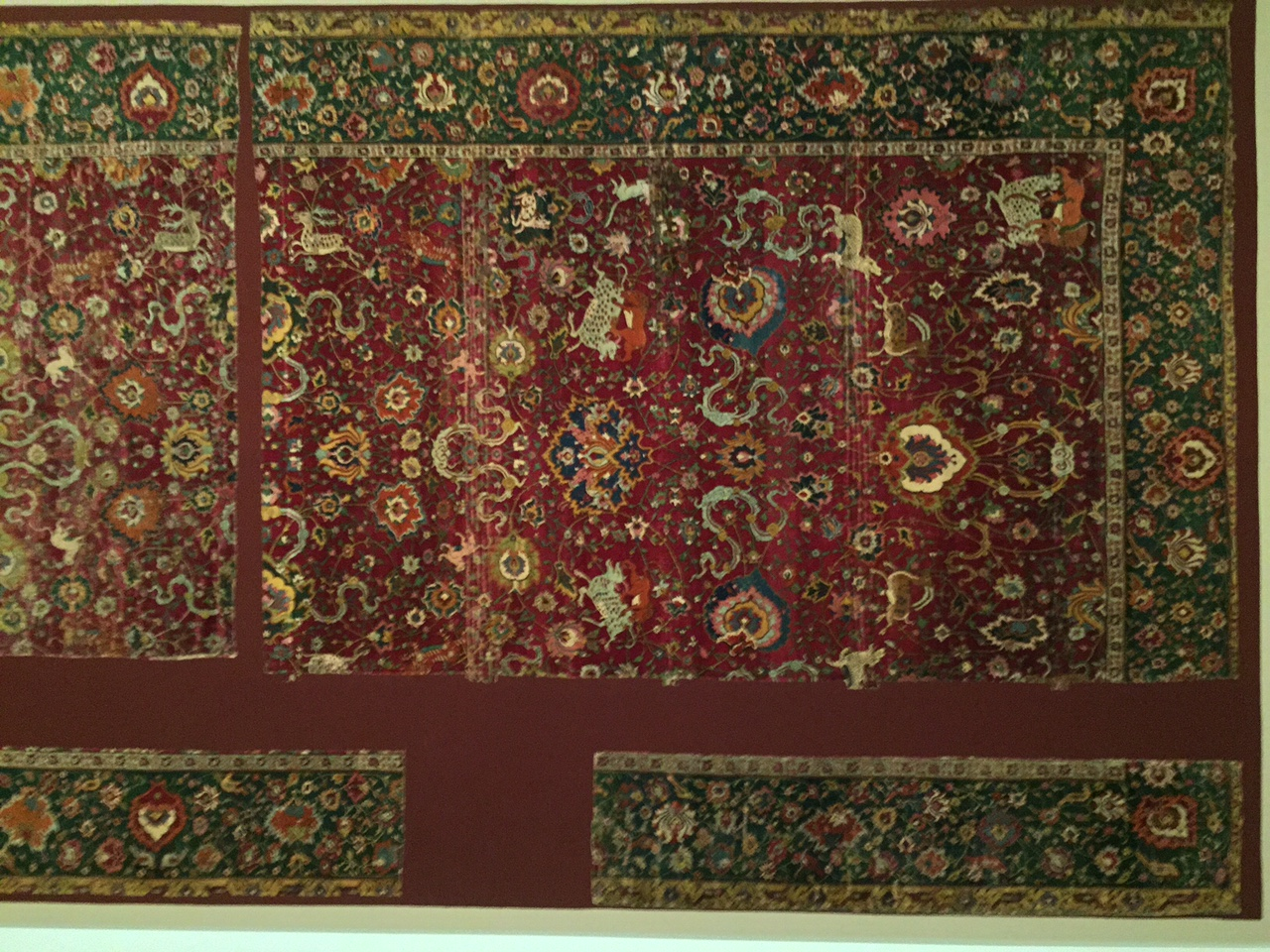
Safawidischer Spiralrankenteppich mit Tierdarstellungen, 16. Jh., Museum für Kunst und Gewerbe Hamburg

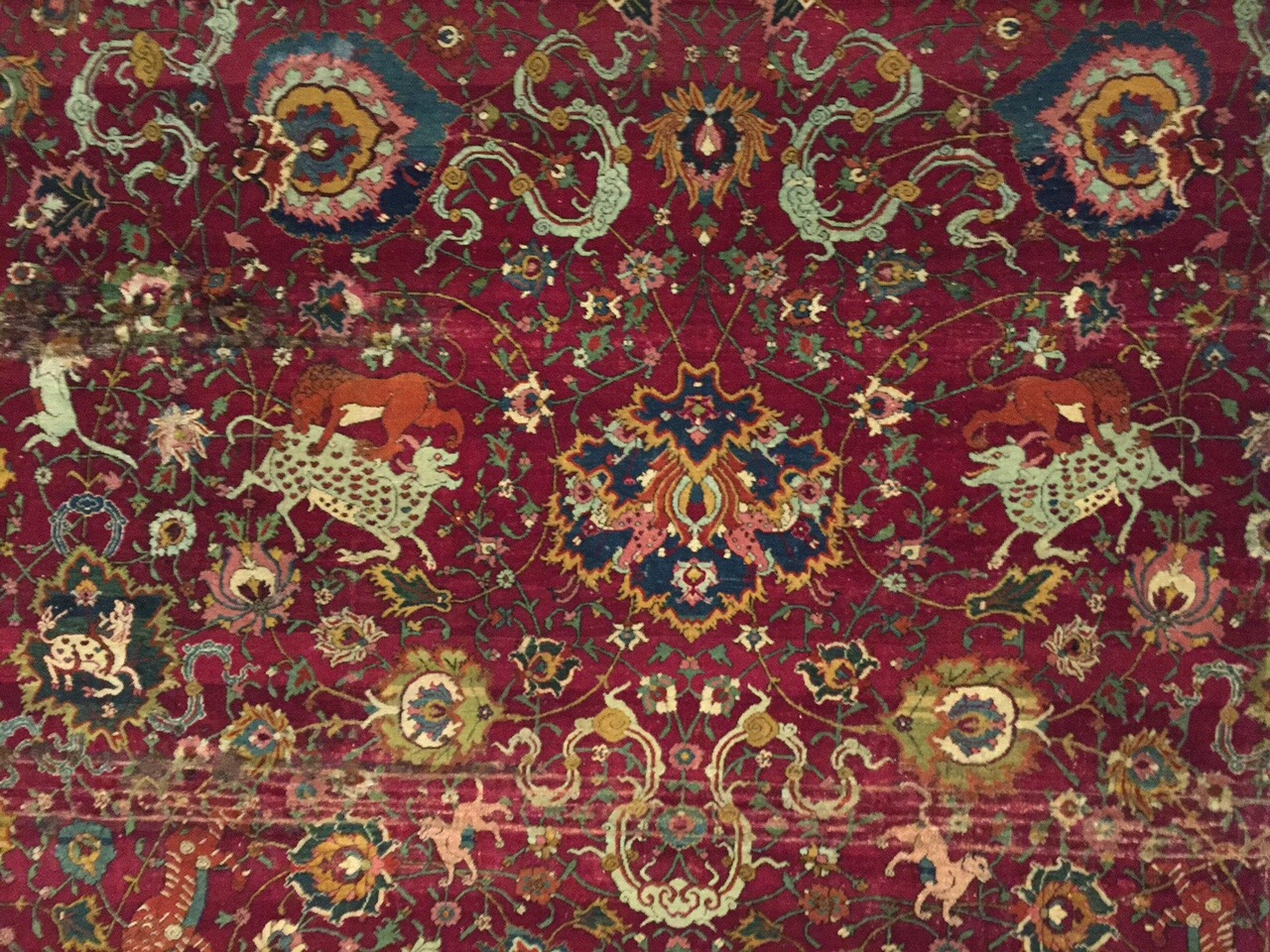
Safawidischer Teppich, Detail: Spiralranken, Blüten, Wolkenbänder, kämpfende Löwe-Qilin-Tierpaare. 16. Jh., Museum für Kunst und Gewerbe, Hamburg

Spiralranken-Teppiche sind auch unter dem Namen ihres vermutlich ostpersischen Entstehungsorts als „Herat“-Teppiche bekannt. Auf meist weinrotem Grund überziehen achsensymmetrische Rankensysteme das Feld. Auf deren Berührungs- und Kreuzungspunkten liegen vielfältige Palmettblüten, meist mit geflammter Kontur. Die dunkelgrün oder -blau grundierten Bordüren werden von Wellenranken durchlaufen. In den frühesten bekannten Stücken aus der Mitte des 16. Jahrhunderts finden sich noch Tiere und Tierkampfszenen. Meist von großem Format, ist ihr Rankenwerk feingliedrig, die Palmettblüten groß, die figürlichen Darstellungen sind exakt symmetrisch angeordnet. Teppiche mit steifer geführten Ranken und Wolkenbändern mit engerer Farbpalette und in zwei Farben aufgeteilten Lanzettblättern werden dem 17. Jahrhundert zugeordnet. Dieser Teppichtyp wurde in großem Umfang exportiert und in niederländischen Gemälden der Renaissancezeit abgebildet. Er wurde auch in Indien
nachgeknüpft und ebenfalls nach Europa exportiert.
2011 konnte das Museum für Kunst und Gewerbe Hamburg ein großes Fragment eines safawidischen Spiralrankenteppichs mit Tierdarstellungen erwerben, welches ein schon seit 1967 im Besitz des Museums befindliches Fragment ergänzt. Anhand webtechnischer Details wie der genau zueinander passenden Färbung der seidenen Kettfäden konnte eindeutig nachgewiesen werden, dass die beiden Fragmente Teil eines einzigen, ursprünglich etwa 2,5 × 5,6 m großen Teppichs waren. Der Teppich wurde gereinigt und restauriert, die Fragmente zusammengeführt. Das Muster des Teppichs besteht aus einem linearen System aus Spiralranken, welche aufgeschnittene Blütenornamente verbinden. Eingefügt sind erkennbar plastisch angelegte Gruppen kämpfender Tiere. Der Eindruck der Dreidimensionalität wird durch Überschneidungen der Blütenornamente mit einzelnen Wolkenbändern noch verstärkt. Einflüsse der chinesischen Kunst werden in den kämpfenden Tierpaaren (Löwe und Qilin) sowie in den dynamisch gezeichneten Wolkenbändern sichtbar. Zwei unterschiedliche chinesische künstlerische Traditionen sind in diese Gestaltung eingeflossen: Ranken und Blumenmotive entstammen der chinesischen Porzellankunst, die Tierdarstellungen der chinesischen Malerei und der von dieser beeinflussten persischen Buchmalerei. Eine Abhandlung von Sadiqi Beg, dem Leiter der Bücherwerkstatt Schah Abbas I. (reg. 1587–1598), unterscheidet zwischen Spiralranken (islimi), chinesischen Blumenmotiven (khatai) und Wolkenformen einerseits, sowie andererseits Figuren- und Tierdarstellungen. Nach der mongolischen Eroberung und der Errichtung des Ilchanats brachte der stark anwachsende Handel mit China im 16. Jahrhundert eine Fülle neuer Muster in die bildende Kunst der persischen Hofmanufakturen, die schließlich auch Eingang in die Gestaltung der Teppichmuster fanden.

#### „Vasentechnik“-Teppiche aus Kermān

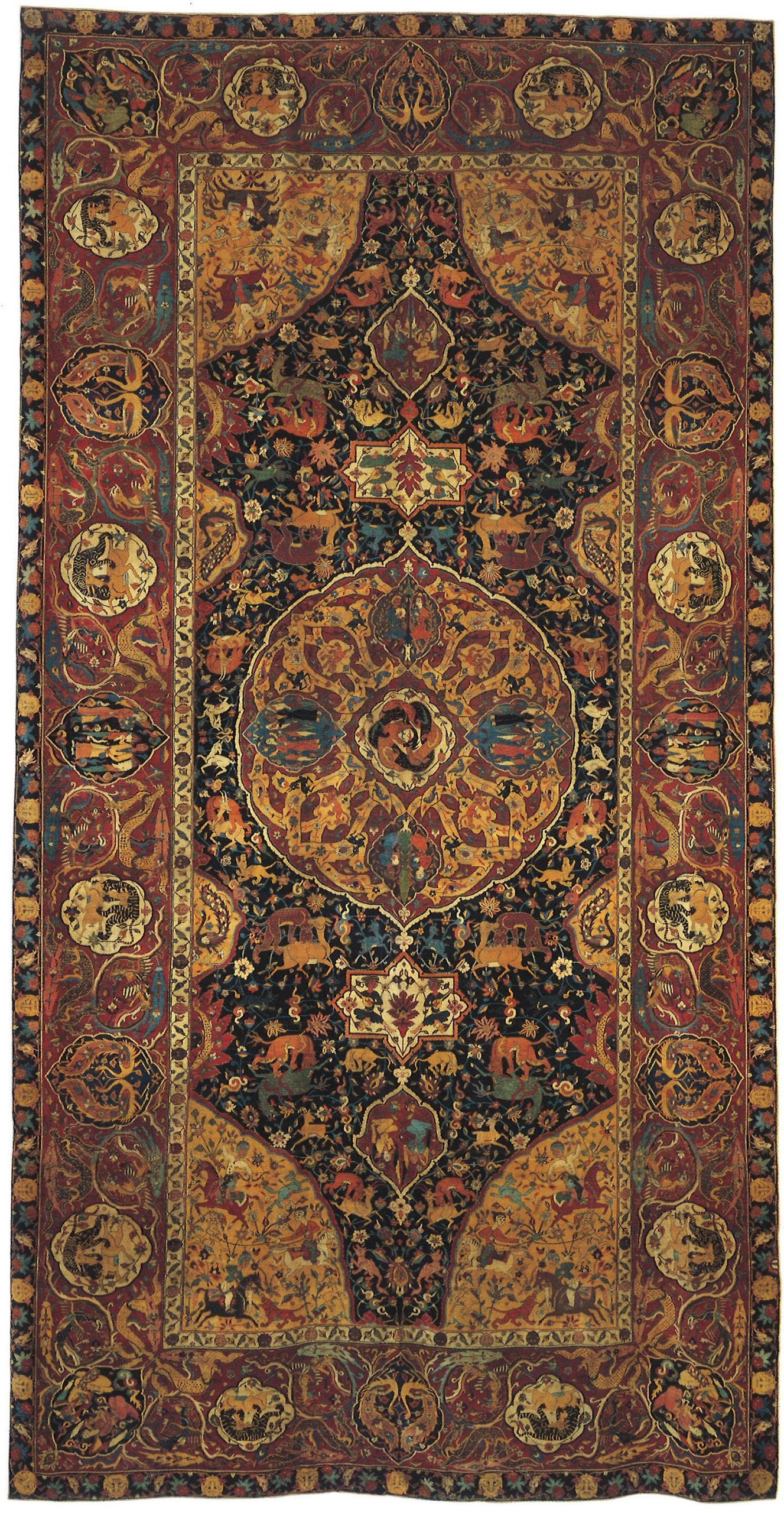
Sanguszko-Teppich, Kirmān, 16./17. Jh. Miho Museum

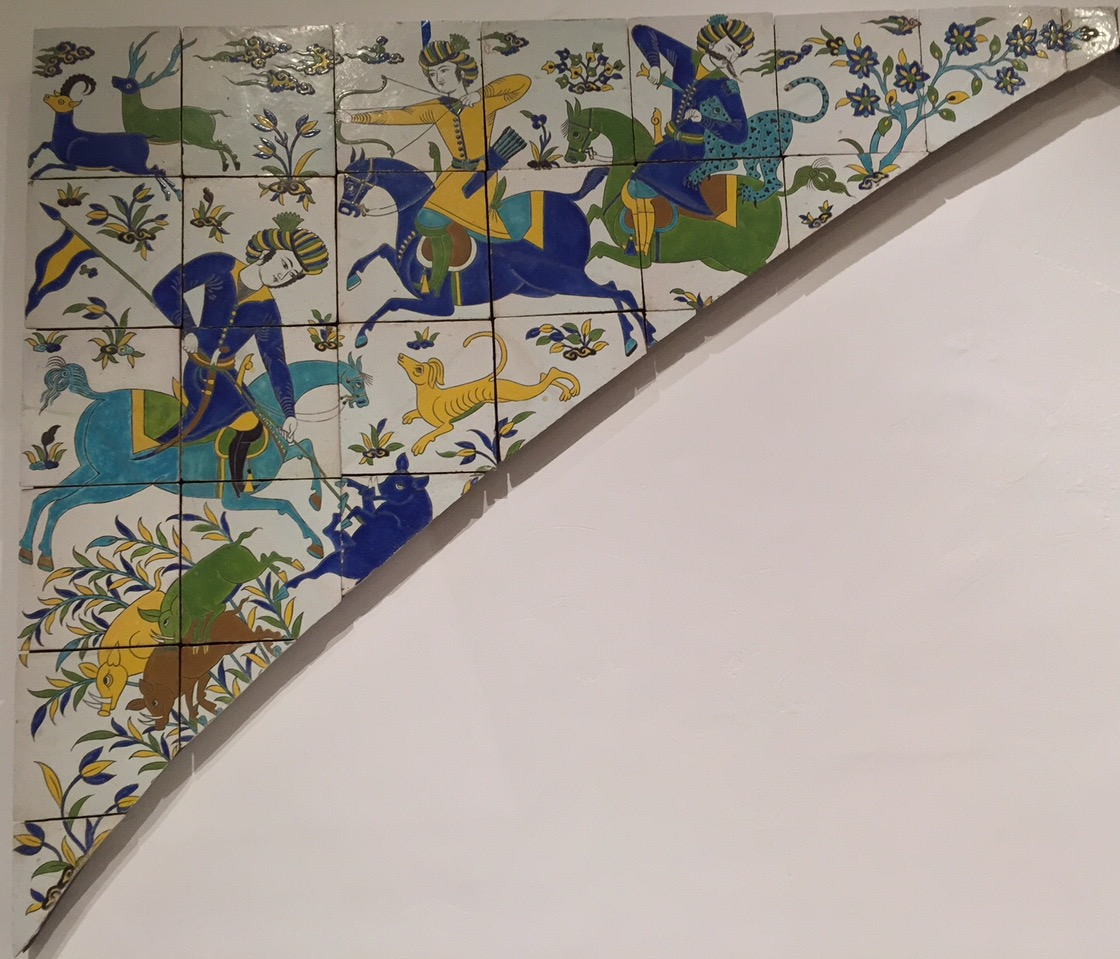
Bogenzwickel mit Jagdszenen. Spätes 17. Jh. Isfahan/Iran. Museum für Kunst und Gewerbe, Hamburg

Eine besondere Gruppe safawidischer Teppiche wurde von May H. Beattie aufgrund knüpftechnisch-struktureller Gemeinsamkeiten identifiziert und der Region von Kerman zugeordnet. Manche der in „Vasentechnik“ hergestellten Teppiche zeigen ein gerichtetes Muster von aus Vasen entspringenden Blüten und Pflanzen. Der technische Begriff wird jedoch unabhängig vom Teppichmuster verwendet.
Sieben verschiedene Typen sind unterscheidbar:
1. Gartenteppiche (Abbildungen förmlicher Gärten und Wasserläufe);
2. Teppiche mit zentralisiertem Muster, gekennzeichnet durch ein großes Medaillon;
3. Vielfachmedaillons mit diagonal versetzten Medaillons und gereihter Unterteilung;
4. gerichtete Muster mit individuell arrangierten kleinen Szenen;
5. Sichelblatt-Muster in denen lange, gebogene, manchmal zusammengesetzte gezahnte Blätter das Feld dominieren;
6. Arabeskenmuster;
7. Gittermuster.

Ihre gemeinsame, kennzeichnende Struktur besteht aus asymmetrischen Knoten; die Kettfäden aus Baumwolle sind gestaffelt, und es gibt immer drei Schussfäden. Der erste und dritte Schuss sind aus Wolle und liegen tief im Inneren des Flors. Der mittlere Schuss ist aus Seide und geht von der Flor- zur Bodenseite hin und her. Bei der unvermeidlichen Abnutzung des Teppichs wird der mittlere Schussfaden sichtbar, und es entsteht ein visueller Effekt ähnlich wie Eisenbahnschienen, die über den Teppich laufen.
Die bekanntesten Vasentechnik-Teppiche aus Kerman sind die der sogenannten Sanguszko-Gruppe, benannt nach dem Haus Sanguszko, zu dessen Sammlung das außergewöhnlichste Stück einmal gehörte. Das Medaillon- und Ecken-Design ähnelt dem anderer Teppiche aus dem 16. Jh., aber die Farben und der Stil der Abbildungen sind besonders. Im Zentralmedaillon erscheinen Paare von menschlichen Figuren jeweils in kleineren Medaillons und sind umgeben von einer Tierkampfszene. Andere kämpfende Tiere sind im Feld abgebildet, während Reiter in den Eckmedaillons erscheinen. Auch die Hauptbordüre enthält gelappte Medaillons mit Huris, kämpfenden Tieren oder einander gegenüberstehenden Pfauen. Zwischen den Medaillons der Bordüre kämpfen Phönixe mit Drachen. Aufgrund ihrer Ähnlichkeit mit Mosaiken in den Bogenzwickeln des Ganjali-Khan-Gebäudekomplexes im Bazar von Kerman, deren Vollendung inschriftlich für das Jahr 1006 AH/AD 1596 belegt ist, können diese Teppiche auf das späte 16. oder beginnende 17. Jhdt. datiert werden. Zwei weitere Teppiche in Vasentechnik haben Inschriften mit einem Datum: Der eine trägt das Datum 1172 AH/AD 1758 und gibt den Namen des Knüpfers an: Meister Muhammad Sharīf Kirmānī. Der andere besitzt drei Inschriften, die anzeigen, dass er von Meister Mu’min, Sohn des Qutb al-Dīn Māhānī, 1066-7 AH/AD 1655-6 hergestellt worden ist. Teppiche in safawidischer Tradition wurden in Kerman also noch nach dem Sturz der Dynastie im Jahr 1732 geknüpft (Ferrier, 1989, S. 127.).
Das Ende der Regierung von Abbas II. im Jahr 1666 bedeutete den Anfang des Endes für die Safawiden-Dynastie. Das im Niedergang befindliche Land wurde wiederholt an seinen Grenzen angegriffen. Ein Anführer der Ghilzai-Paschtunen namens Mir Wais Hotak entfachte einen Aufruhr in Kandahar und besiegte die safawidische Armee, geführt von Gurgin Khan. 1722 eroberte Zar Peter der Große im Russisch-Persischen Krieg (1722–1723) viele der kaukasischen Gebiete Persiens, darunter Derbent, Şəki, Baku, sowie Gilan, Mazandaran und Gorgan. 1722 marschierte die afghanische Armee des Mir Mahmud Hotaki durch Ostpersien, und nahm Isfahan ein. Mahmud proklamierte sich selbst zum Schah von Persien. Die Osmanen und Russen nutzten die entstehende Verwirrung und annektierten weitere Territorien. Diese Ereignisse setzten dem Safawidenreich ein Ende.

#### Meisterstücke safawidischer Teppichknüpfung
A. C. Edwards eröffnet sein bekanntes Buch über persische Teppiche mit der Beschreibung von acht Meisterstücken aus safawidischer Zeit:
- Ardabil-Teppich – Victoria and Albert Museum
- Jagdteppich – Museum für angewandte Kunst (Wien)
- Chelsea-Teppich – Victoria and Albert Museum
- Tier- und Blumenteppich – Museum für angewandte Kunst (Wien)
- Rosenfeld-Vasenteppich – Victoria and Albert Museum
- Medaillonteppich mit Tieren und Blumen und Inschriftenband – Museo Poldi Pezzoli, Mailand
- Medaillonteppich mit Inschrift, Tieren, Blumen und Inschriftenband – Metropolitan Museum of Art, Accession Number: 32.16
- Medaillonteppich mit Tieren und Bäumen – Musée des Arts décoratifs (Paris)

#### Galerie: persische Teppiche aus der Safawidenzeit

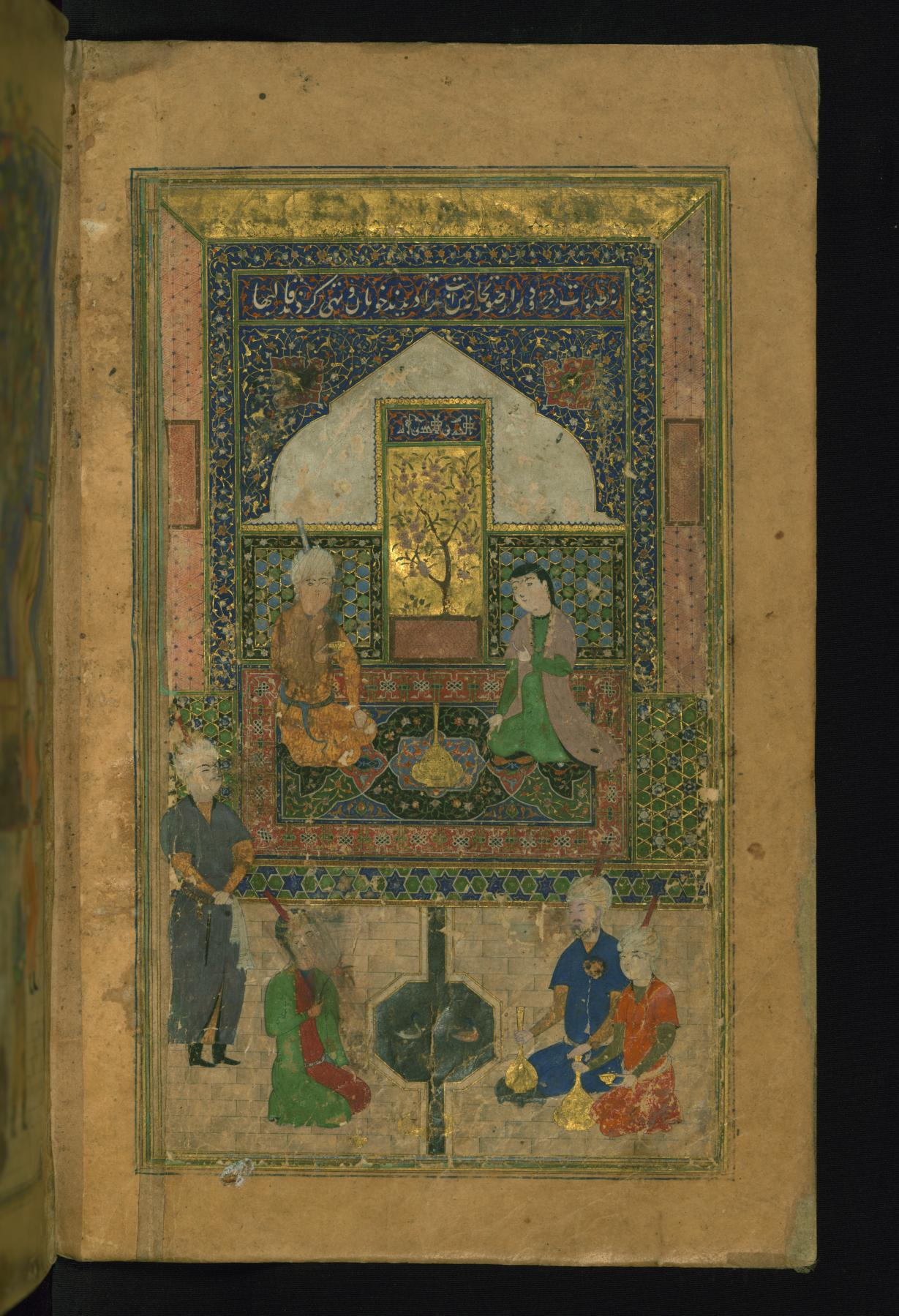
Zayn al-'Abidin bin ar-Rahman al-Jami, Miniatur, frühes 16. Jhdt., Walters Art Museum
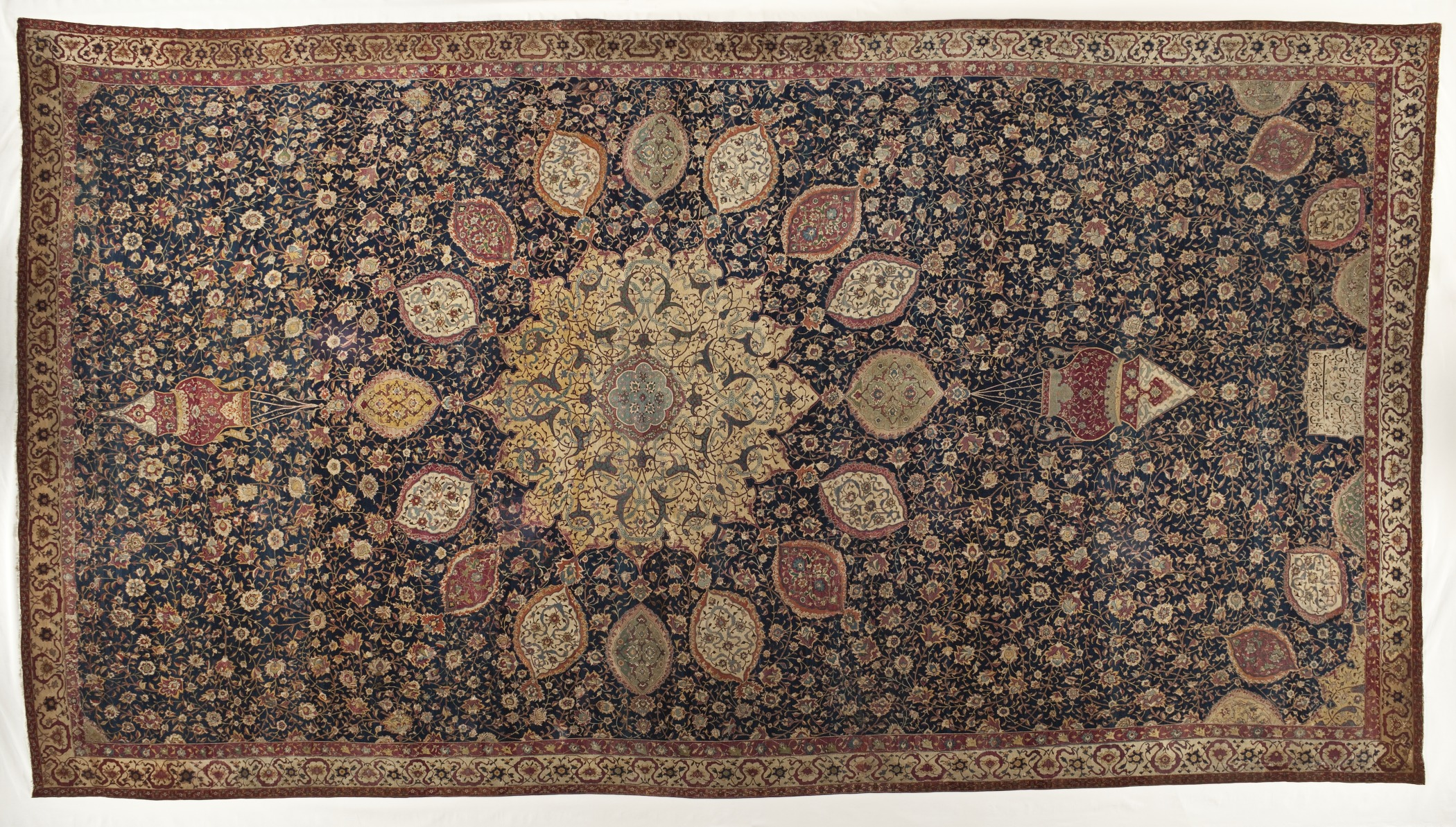
Ardabil-Teppich im LACMA
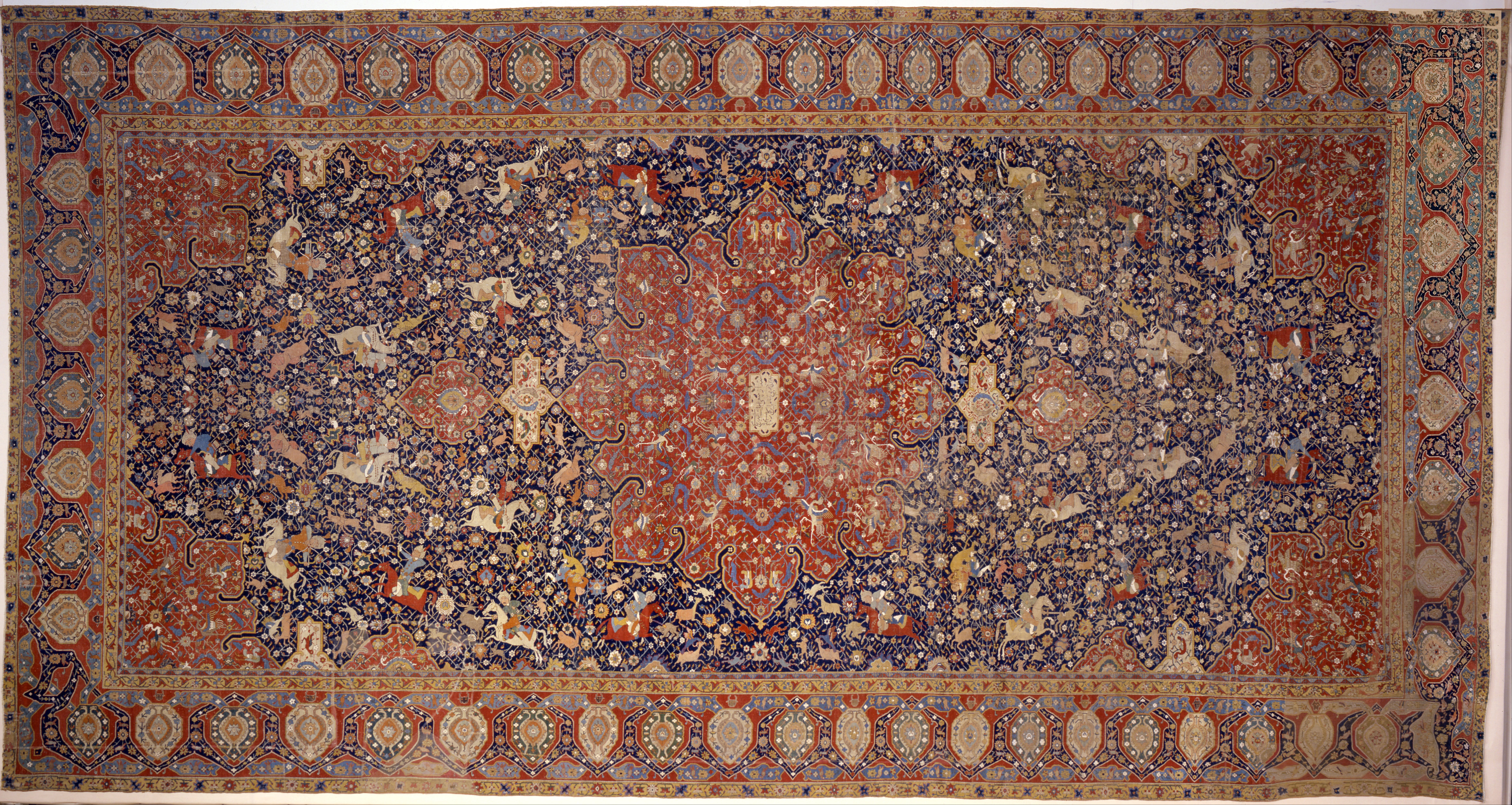
Jagdteppich, geknüpft von Ghyath ud-Din Jami. Wolle, Baumwolle, Seide, 1542-3. Museo Poldi Pezzoli, Mailand
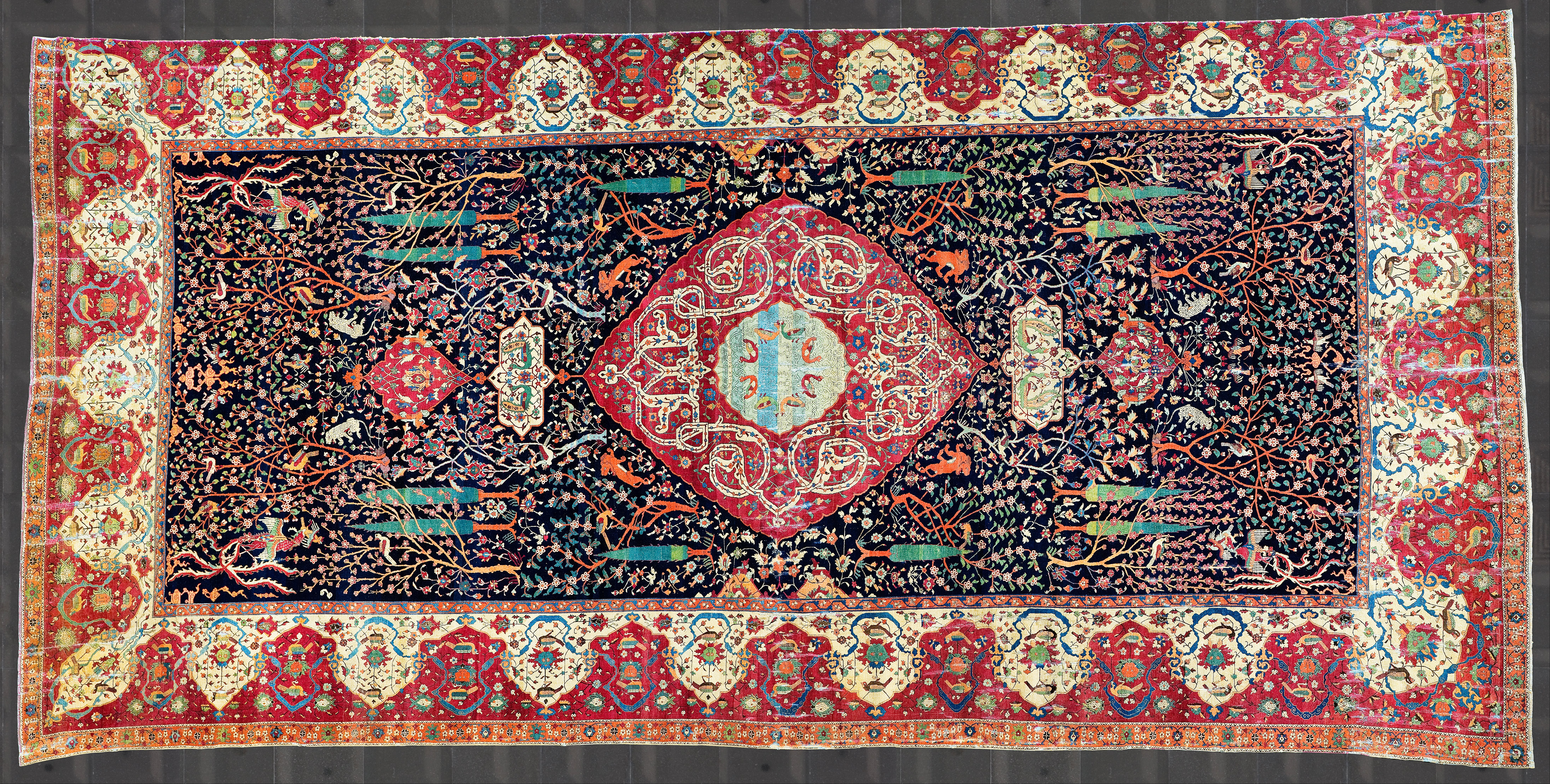
„Schwarzenberg-Teppich“, Persien, 16. Jhdt
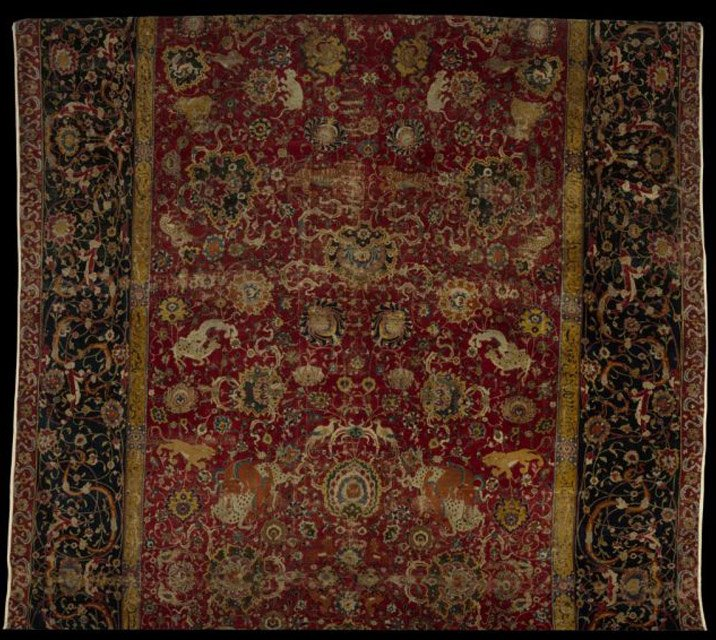
„Kaiserteppich“ (Detail), 2. Hälfte 16. Jhdt., Persien. Metropolitan Museum of Art, New York
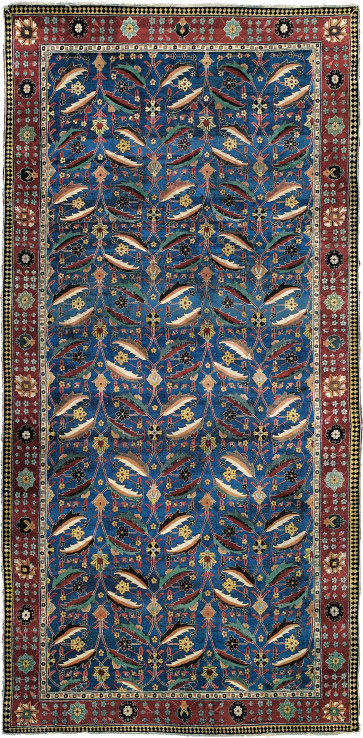
Teppich in „Vasentechnik“, Kerman, 17. Jahrhundert
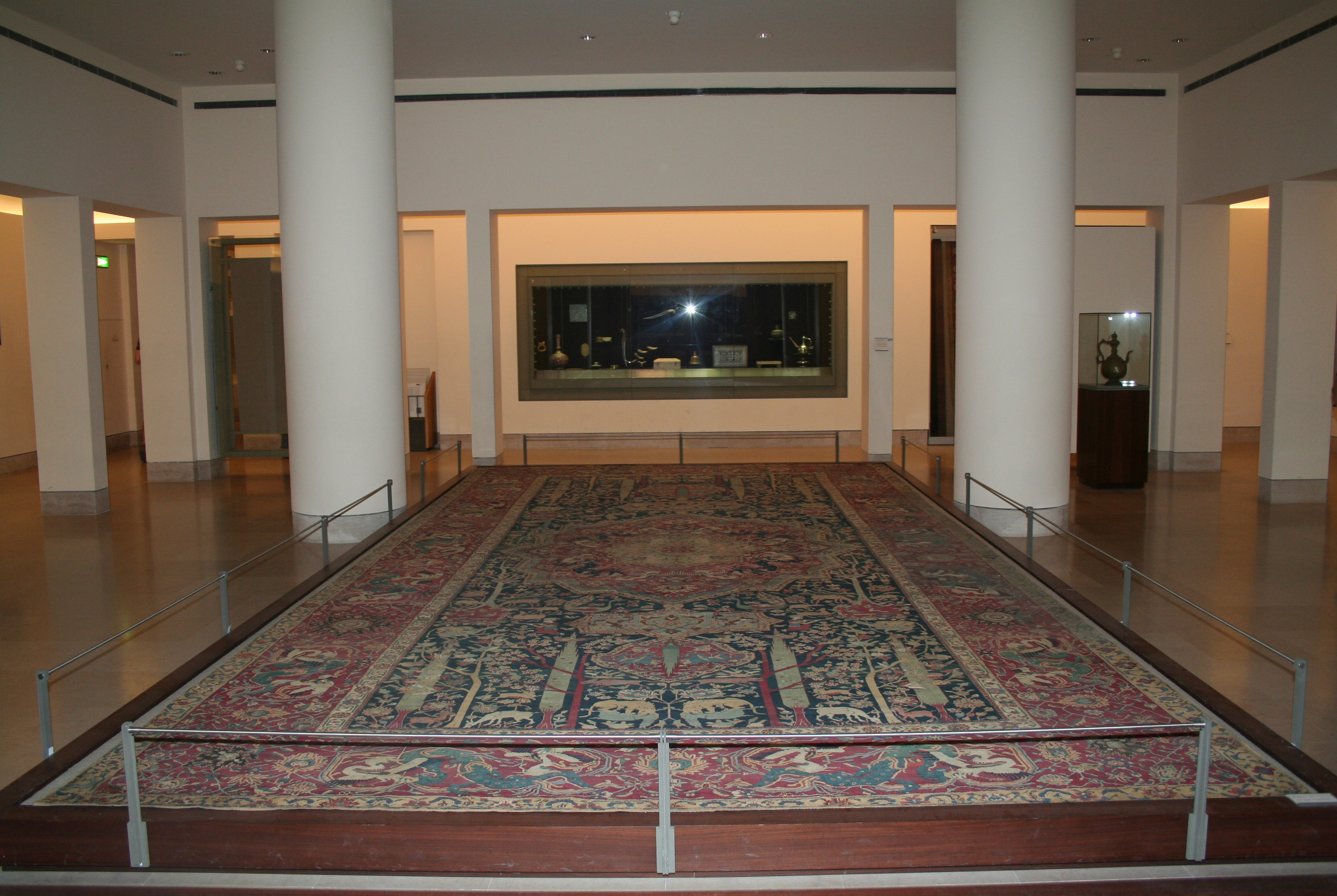
Teppich von Mantes, safavidisch, Louvre
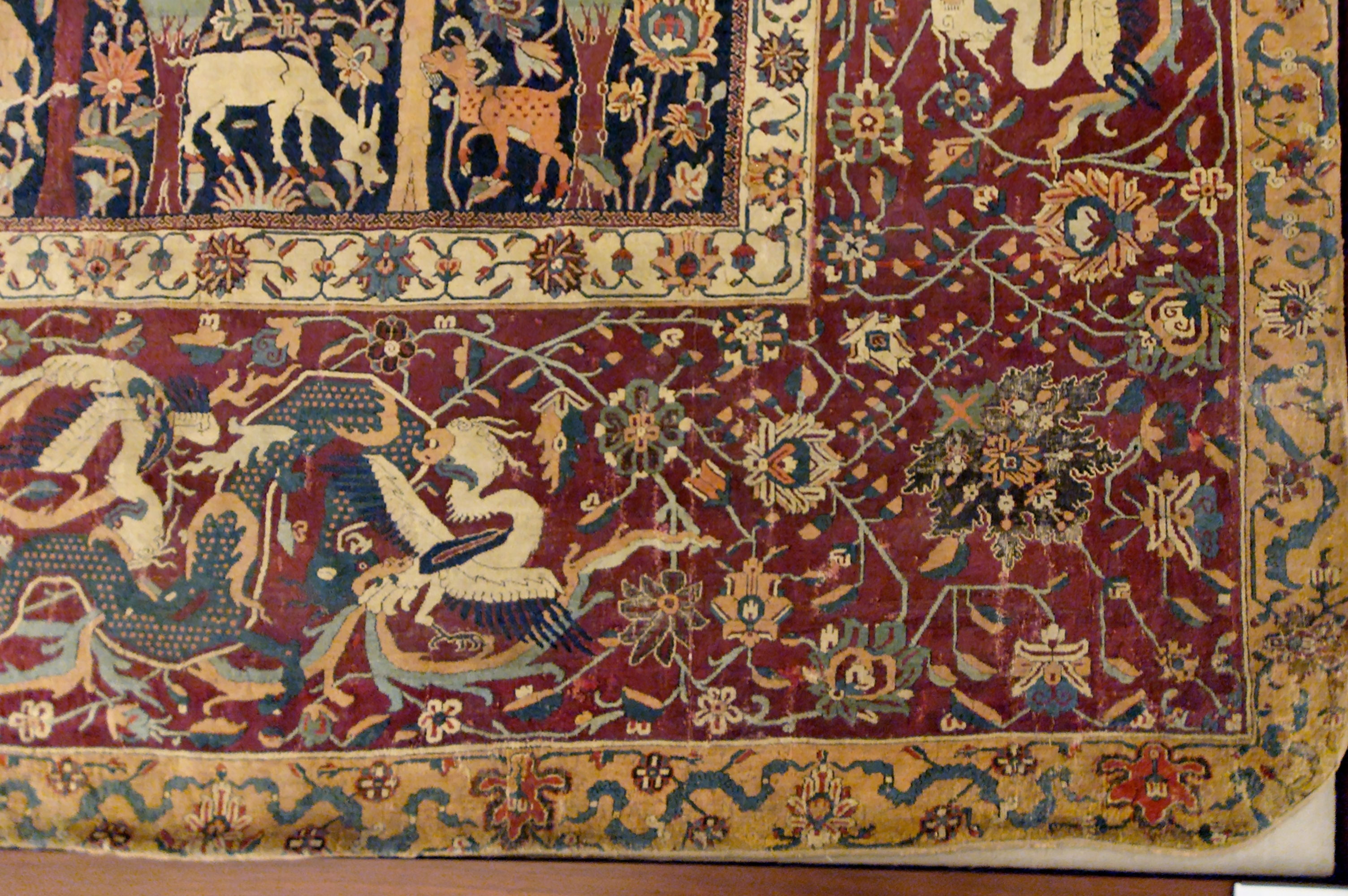
Teppich von Mantes, Detail

### Afschariden- (1736–1796) und Zand-Dynastie (1750–1796)
Die territoriale Einheit Persiens wurde durch Nadir Schah, einen Kriegsherren vom Turkvolk der Afschariden aus Chorasan, wiederhergestellt. Er besiegte sowohl die Afghanen als auch die Osmanen, setzte die Safawiden wieder als Herrscher ein und verhandelte mit dem Russischen Reich über die Rückgabe der kaukasischen Territorien Persiens in den Verträgen von Resht und Ganja. 1736 wurde Nadir selbst zum Schah gekrönt. Aus der Zeit der Afschariden und der nachfolgenden Zand-Dynastie ist nichts über die Teppichherstellung bekannt. Edwards beschreibt die Teppichknüpferei aus dieser Zeit als „unbedeutendes Handwerk“.

### Kadscharen-Dynastie: 1789–1925

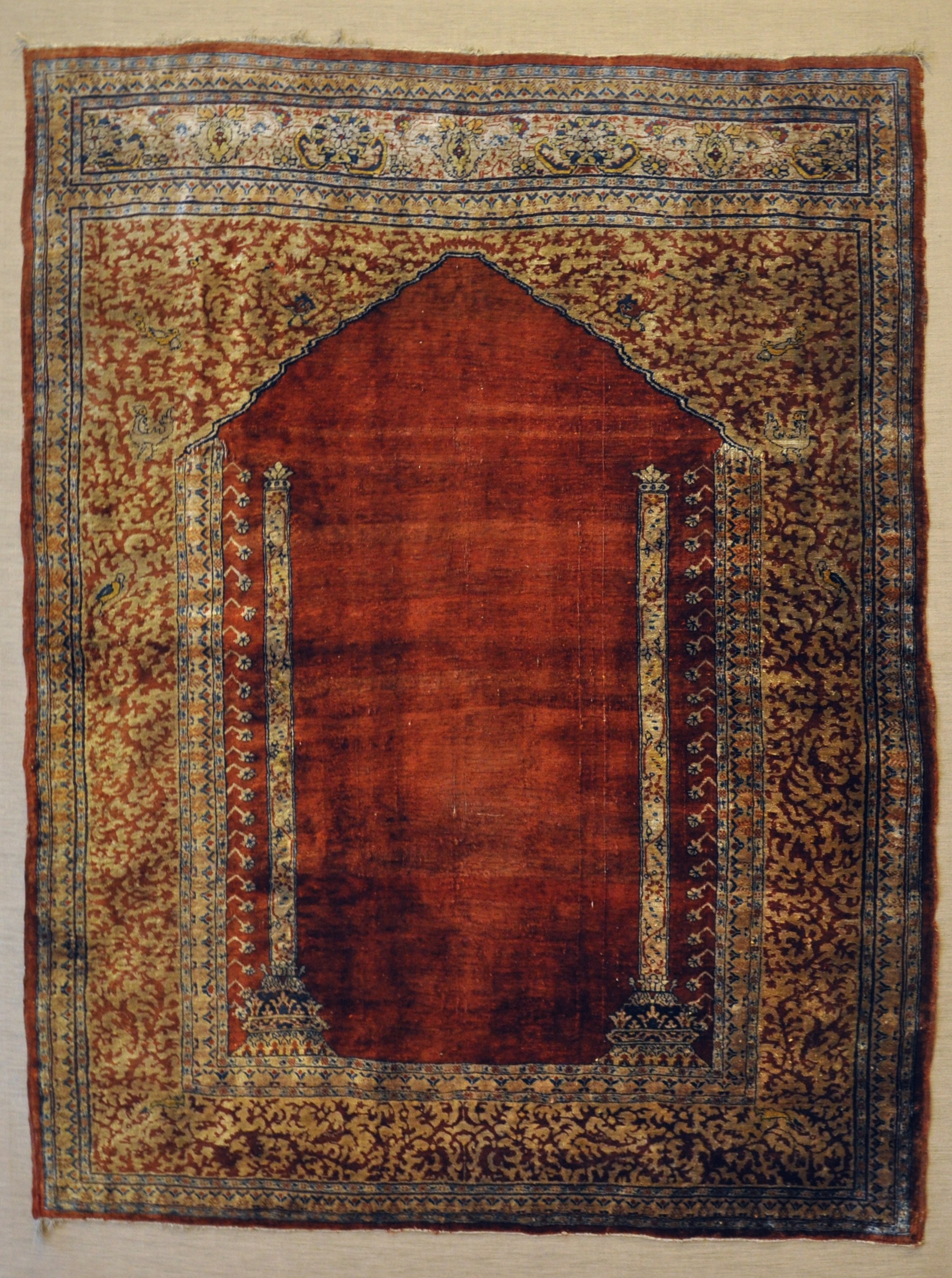
Teppich aus Täbris, 18./19. Jh., Museum für Angewandte Kunst, Frankfurt

1789 wurde Aga Mohammed Khan zum Schah von Persien gekrönt, der Gründer der Kadscharen-Dynastie, die für lange Zeit Ordnung und vergleichsweise friedliche Verhältnisse in Persien herstellte. Das Wirtschaftsleben erwachte. Drei wichtige Kadscharenherrscher, Fath Ali Schah, Nāser ad-Din Schāh, und Mozaffar ad-Din Schah belebten alte Traditionen der persischen Monarchie wieder. Diese Gelegenheit nutzten die Teppichknüpfer von Täbris, indem sie seit etwa 1885 ihre Manufakturbetriebe ausweiteten, und somit zu den Begründern der modernen Teppichknüpferei in Persien wurden. Bereits seit 1840 entstanden zahlreiche Teppiche, die Motive von lithographierten, verkleinerte und gröbere höfische Miniaturmalereien darstellenden, Illustrationen von Schāhnāme und dem Chamsa von Nezami enthielten.

### Pahlavi-Dynastie: 1925–1979

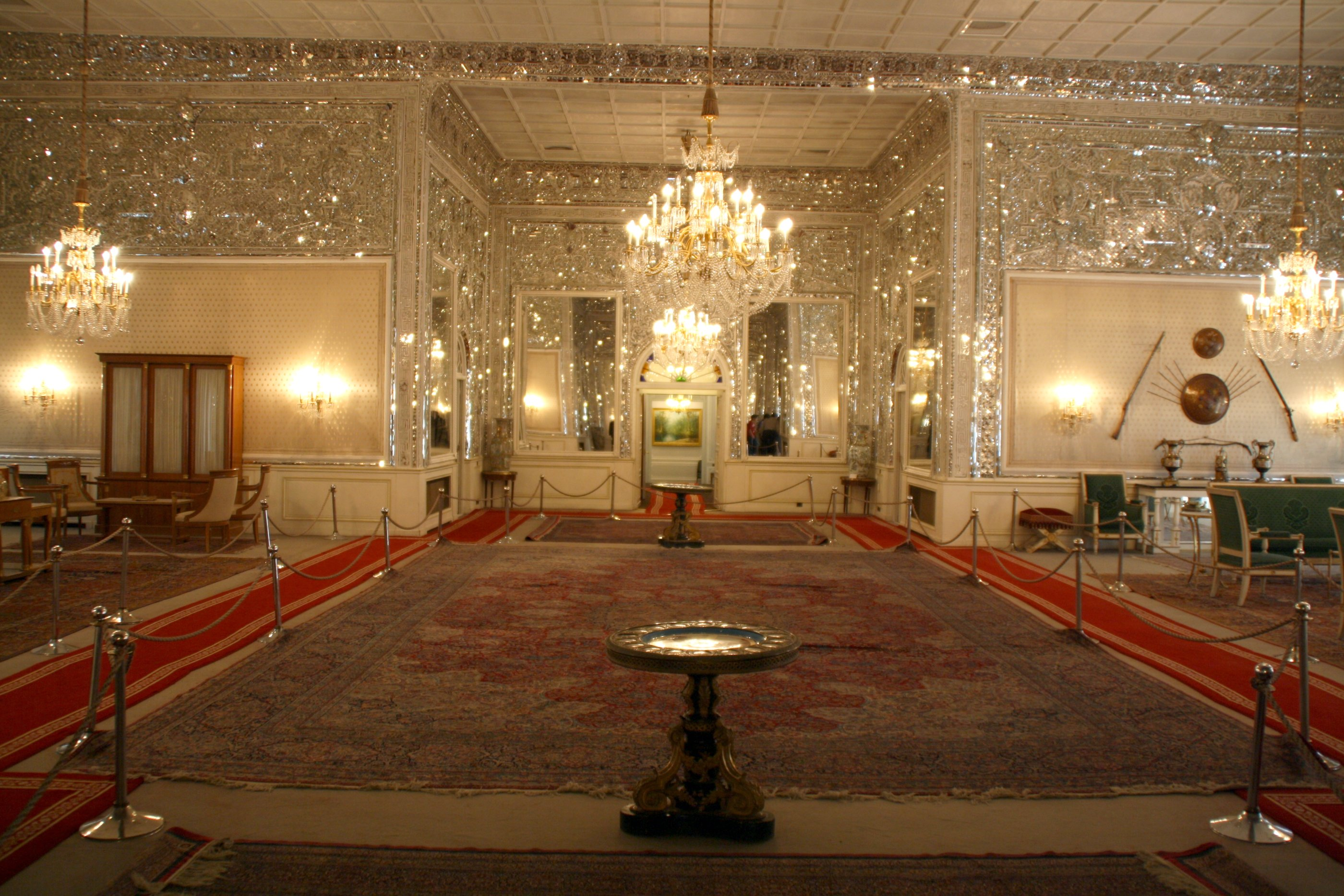
Teppich im Niavaran-Palast, Teheran

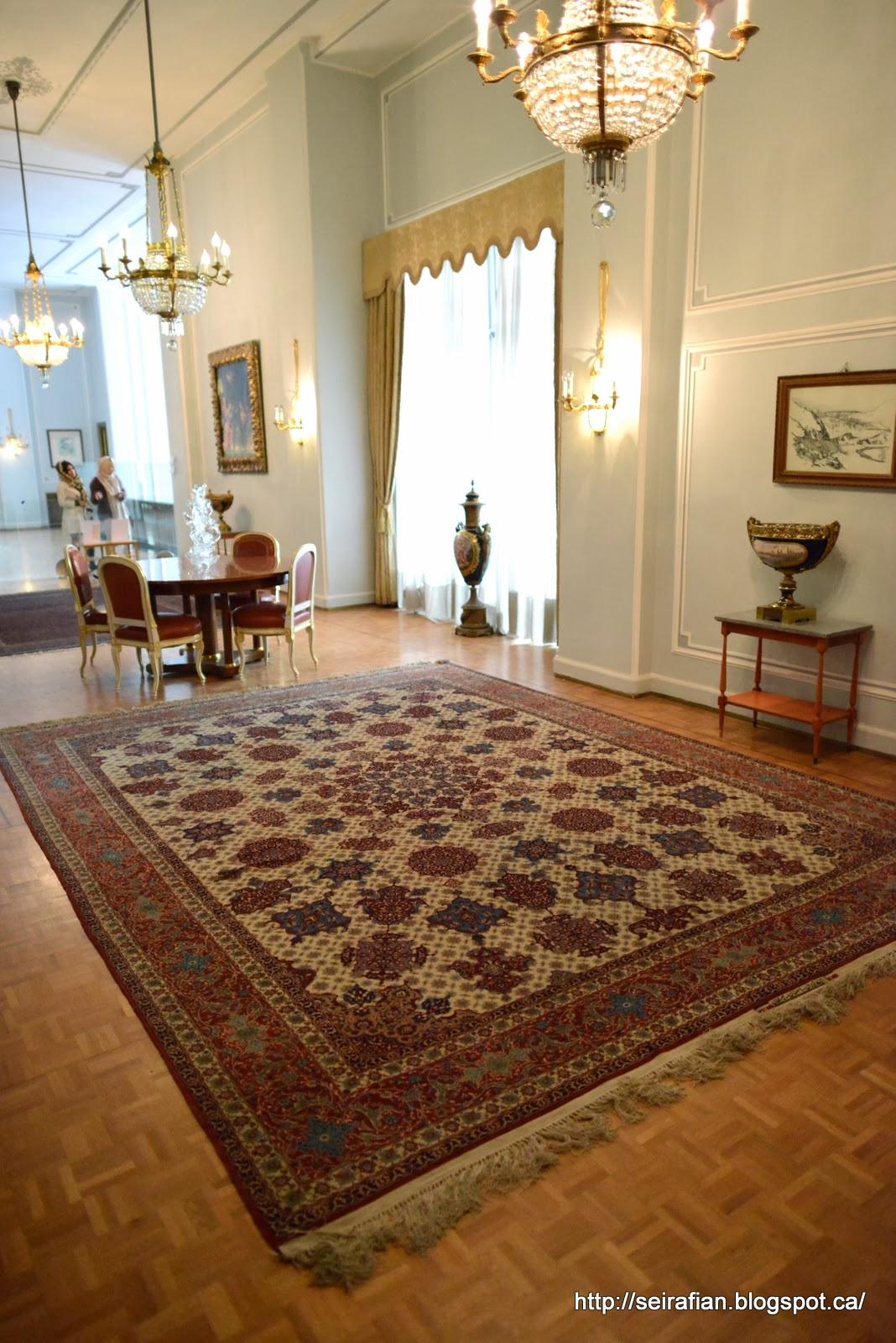
Teppich im Niavaran-Palast, Teheran

In der Zeit nach der Russischen Oktoberrevolution wurde Persien erneut Schauplatz von Auseinandersetzungen. 1917 nutzte Großbritannien Persien als Basis für eine Intervention im Russischen Bürgerkrieg. Die Sowjetunion reagierte mit der Annexion von Teilen Nordpersiens und errichtete dort die kurzlebige Sozialistische Sowjetrepublik Iran. Um 1920 hatte die persische Regierung de facto die Kontrolle über das Land an britische und sowjetische Kräfte abgegeben.
1925 setzte Reza Schah Pahlavi mit Unterstützung der britischen Regierung den letzten Schah der Kadscharen, Ahmad Schah Kadschar ab und gründete die Pahlavi-Dynastie. Er setzte eine konstitutionelle Monarchie ein, die bis zur Islamischen Revolution 1979 Bestand hatte. Reza Schah führte soziale, wirtschaftliche, und politische Reformen in seinem Land ein, das nach seinem Willen in Iran umbenannt wurde. Um ihre Herrschaft zu legitimieren, suchten Reza Schah und sein Sohn Mohammad Reza Pahlavi alte persische Traditionen wiederzubeleben. Auch die Teppichknüpferei wurde gefördert, oft unter Rückbesinnung auf traditionelle Muster der safawidischen Hofmanufaktur, und hatte einen wichtigen Anteil an diesen Bemühungen. 1935 gründete Reza Schah die „Iran Carpet Company“, die die Teppichherstellung unter nationalstaatliche Kontrolle brachte. Sorgfältig ausgeführte Teppiche wurden für den Export geknüpft und auch als diplomatische Geschenke an andere Staaten verwendet.
Die Pahlavi-Dynastie modernisierte und zentralisierte die iranische Verwaltung und versuchte, effektive Kontrolle und Autorität über all ihre Bürger auszuüben. Reza Schah war der erste Monarch, dem hierzu moderne Waffen zur Verfügung standen. Das Militär setzte seine Anordnungen durch. 1930 wurde die nomadische Lebensweise für unrechtmäßig erklärt, die traditionelle Stammeskleidung sowie die Benutzung von Jurten und Zelten wurden in Iran verboten. Unfähig umherzuziehen, verloren die Nomaden ihre Herden, und viele verhungerten. Während der 1940er und 1950er Jahre, während Iran in den Zweiten Weltkrieg verwickelt war, und nachdem Reza Schah 1941 gezwungen war, abzudanken, konnten die Nomadenstämme in relativem Frieden leben. Mohammed Reza Schah konsolidierte seine Macht während der 1950er Jahre. Das Landreform-Programm von 1962, Bestandteil der Weißen Revolution, bot zwar Vorteile für Landarbeiter ohne Grundbesitz, zerstörte aber die traditionelle politische Organisation der Nomadenstämme wie der Kaschgai und deren traditionellen, nomadischen Lebensstil. Die jahrhundertealte Tradition der nomadischen Teppichknüpferei, die schon mit der Einführung synthetischer Farben geringer Qualität im späten 19. Jh. empfindlich getroffen war, wurde durch die letzte kaiserliche Dynastie Irans fast zunichtegemacht.
Um 1970 beobachtete J. Opie, dass das traditionelle Teppichknüpfen bei den großen Nomadenstämmen fast zum Erliegen gekommen war.

### Moderne

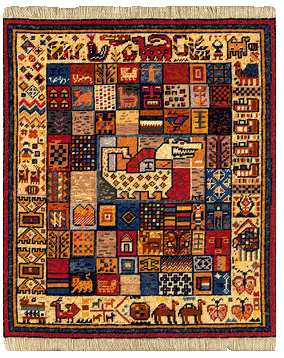
Moderner Gabbeh-Teppich

Nach der Islamischen Revolution war zunächst wenig Information über die Teppichproduktion in Iran verfügbar. Während der 1980er und 1990er Jahre erwachte das Interesse europäischer Kunden an Gabbeh-Teppichen, die ursprünglich von den Nomadenstämmen für den eigenen Gebrauch hergestellt wurden, und die sich von geplantem Manufakturdesign durch ihre naiven, abstrakten Muster, die grobe Knüpfung und die Verwendung natürlicher Farben unterscheiden.
1992 zeigte die erste Große Persische Konferenz und Ausstellung („Grand Persian Conference and Exhibition“) erstmals moderne persische Teppichdesigns. Iranische Meisterknüpfer wie beispielsweise Razam Arabzadeh oder Hossein Rezvani stellten Teppiche aus, die mit den traditionellen Techniken hergestellt sind, aber ungewöhnliche moderne Muster zeigen. Nachdem die „Grand Conferences“ in regelmäßigen Abständen wiederholt werden, zeichnen sich zur Zeit zwei Trends in der iranischen Teppichproduktion ab. Einerseits sieht man moderne und innovative künstlerische Designs, erfunden von den iranischen Herstellern, die somit die alte Tradition in das 21. Jahrhundert weitertragen. Andererseits wurde das erneuerte Interesse an Naturfarben von kommerzieller Seite aufgegriffen. Die Firmen beauftragen Knüpfer aus Stammesdörfern mit der Herstellung von Teppichen, liefern das Material und Angaben zum Design, lassen den Knüpfern aber einen gewissen Grad von künstlerischer Freiheit. Somit bietet die Teppichknüpferei auch wieder eine Einkommensquelle für die iranische Landbevölkerung, insbesondere für ehemals nomadisch lebende Stämme.
Als kommerzielle Haushaltsware treffen persische Teppiche heute auf Wettbewerb aus anderen Ländern mit niedrigeren Löhnen und günstigeren Produktionsmethoden: Maschinell hergestellte Schlingenware oder von Hand hergestellte Teppiche in Schlingenwebung erzeugen Teppiche mit „orientalischem“ Muster, jedoch ohne künstlerischen Wert. Traditionell handgeknüpfte Teppiche in Naturfarben erzielen höhere Preise, weil sie mit einem hohen Aufwand an Handarbeit hergestellt werden, der sich im Wesentlichen seit alter Zeit nicht verändert hat.

## Herstellung

### Übersicht: Herstellung eines Knüpfteppichs
Das Knüpfen eines Teppichs in traditioneller Handarbeit ist ein zeitaufwändiger Prozess, der je nach Größe und Qualität Monate bis sogar Jahre dauern kann. Teppiche werden auf einem Webstuhl hergestellt. Auf diesem werden Kettfäden aufgespannt, in die im Verlauf abwechselnd Knotenreihen eingeknüpft und Schussfäden eingewoben werden.
Das Weben des Teppichs beginnt vom unteren Ende des Webstuhls aus, indem man eine Anzahl von Schussfäden quer zu den Kettfäden einbringt. Die Kett- und Schussfäden bilden die Grundlage des Teppichs. Die Ränder an den Schmalseiten bestehen oft aus mehr oder weniger breiten Streifen von Flachgewebe ohne Flor. Knoten aus Woll-, Baumwoll- oder Seidengarnen werden dann nebeneinander um die Kettfäden geknüpft. Wenn eine Reihe Knoten fertiggestellt ist, werden ein oder mehrere Schussfäden eingewoben, um die Knoten zu fixieren. Mit einem kammähnlichen Instrument werden die Schussfäden auf die Knotenreihe herabgeklopft und das Gewebe somit verdichtet. Wenn der Flor fertiggestellt ist, wird oft erneut ein Rand aus Flachgewebe eingefügt, bevor der Teppich vom Webstuhl genommen wird. Die überstehenden Enden der Kettfäden werden befestigt und bilden die Fransen. Auch die langen Seiten des Teppichs werden befestigt und bilden die Ränder („Schirazeh“ oder falsch „Schirazi“, englisch: selvedge). Der Flor wird anschließend auf einheitliche Länge gekürzt und der Teppich abschließend gewaschen.

### Traditionelle Formen von Webstühlen in Persien
Aufgabe des Webstuhls ist es, die Spannung der Kettfäden aufrecht zu halten und Vorrichtungen zu bieten, um diese auf verschiedenen Ebenen („Fächer“) zu halten und hierdurch die Schussfäden leichter jeweils ober- oder unterhalb eines Kettfadens durch das Gewebe führen zu können.

#### Horizontaler Webstuhl
Der horizontale Webstuhl ist die einfachste Form; seine Balken werden auf den Boden gelegt und mit Pflöcken in der Erde befestigt. Die notwendige Spannung der Kettfäden wird durch eingetriebene Keile gesichert. Dieser einfache Webstuhl ist für die nomadische Lebensweise geeignet, denn er ist leicht auf- oder abzubauen und gut transportabel. Teppiche, die auf horizontalen Webstühlen geknüpft werden, sind oft kleinformatig. Wenn der Webstuhl öfter auf- und abgebaut wird, wird die Spannung der Kettfäden jeweils unterschiedlich sein, sodass der Teppich am Ende unregelmäßiger wird und nicht so flach auf dem Boden liegt wie ein Teppich, der auf einem stationären, professionellen Webstuhl entstanden ist.

#### Aufrechte Webstühle
Die stationären vertikalen Webstühle sind technisch fortgeschrittener und werden in dörflichen und städtischen Manufakturen verwendet. Man unterscheidet drei Typen aufrechter Webstühle, die auf verschiedene Weise technisch modifiziert sein können: Den festen Dorfwebstuhl, den Täbris- oder Bunyan-Webstuhl, und den Rollbalken-Webstuhl.
1. Der feste Dorfwebstuhl wird überwiegend in Iran verwendet und setzt sich zusammen aus einem fixierten oberen und einem beweglichen unteren Balken („Stoffbalken“), der in Schlitzen in den Seitenbalken befestigt ist. Die richtige Spannung der Kettfäden wird durch Keile erzeugt, die in die Schlitze der Seitenbalken eingetrieben werden. Die Knüpfer arbeiten auf einer höhenverstellbaren Planke, die dem fortschreitenden Teppich folgend immer höher gestellt wird. Ein auf einem solchen Webstuhl hergestellter Teppich kann maximal so lang sein wie der Webstuhl hoch ist.
2. Der nach der gleichnamigen Stadt benannte Täbris-Webstuhl wird traditionell im nordwestlichen Iran benutzt. Die Kettfäden setzen sich hinter dem Webstuhl ähnlich wie ein senkrechtes Fließband fort. Die Spannung der Kettfäden wird mit Keilen eingestellt und aufrechterhalten. Die Knüpfer behalten eine feste Position ein. Wenn ein Abschnitt des Teppichs fertig ist, werden die Kettfäden gelockert und der Abschnitt nach unten auf die Rückseite des Webstuhls gezogen. Dieser Prozess wiederholt sich so lange, bis der Teppich fertig ist. Technisch bedingt kann auf einem Täbris-Webstuhl ein Teppich geknüpft werden, der maximal doppelt so lang ist wie der Webstuhl hoch.
3. Der Rollbalken-Webstuhl findet weite Verwendung in den Ländern, die Teppiche herstellen. Er besteht aus zwei beweglichen Balken, um die die Kettfäden gewickelt sind. Die Balken sind mit Rasten befestigt. Wenn ein Teppichabschnitt fertig ist, wird er auf den unteren Balken aufgewickelt. Theoretisch kann auf einem Rollbalken-Webstuhl ein Teppich jeder beliebigen Länge hergestellt werden. In manchen, besonders in türkischen, Manufakturen werden auch mehrere Teppiche hintereinander auf denselben Kettfäden geknüpft und erst am Schluss auseinander geschnitten.[46]

#### Weitere Werkzeuge

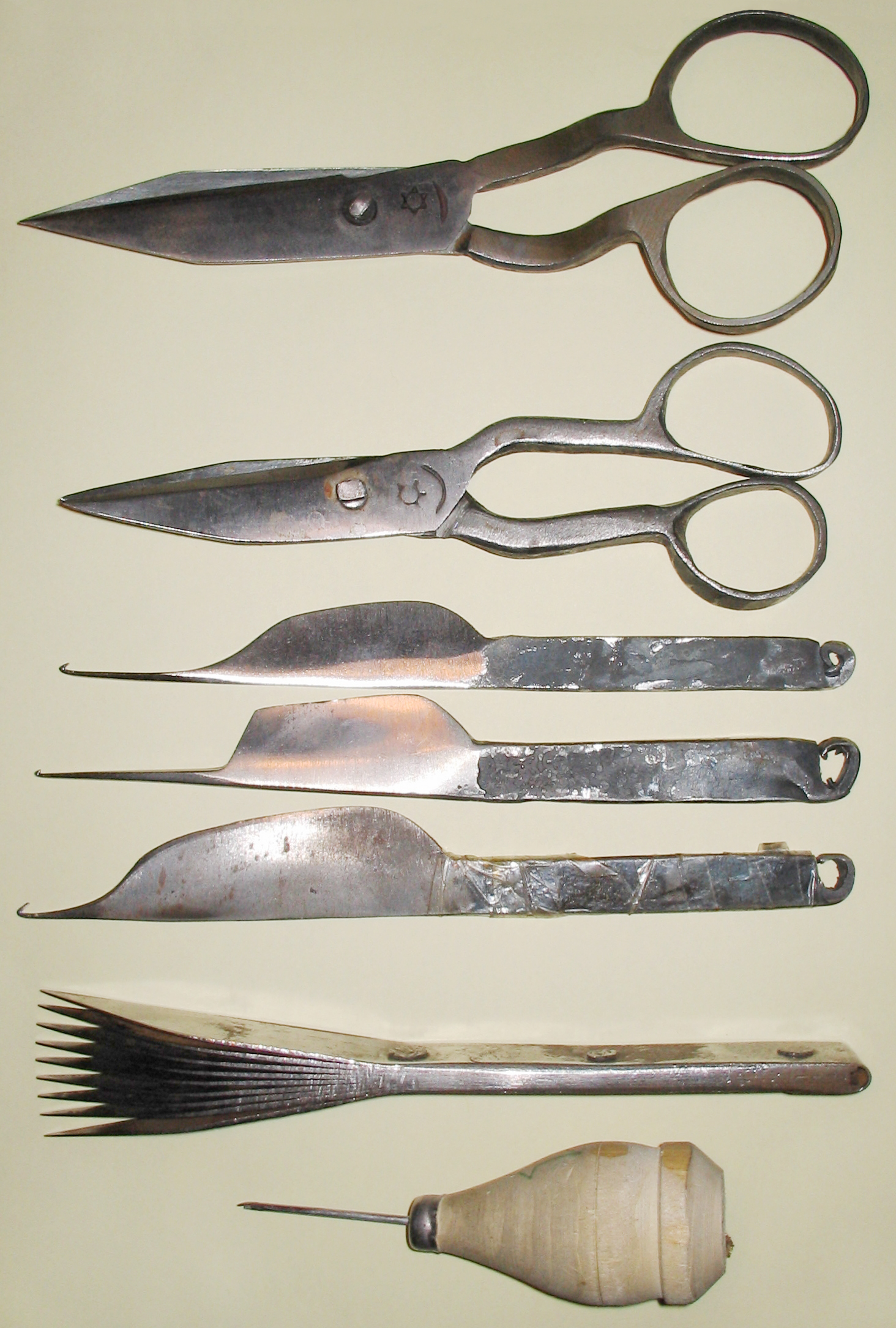
Traditionelle Werkzeuge zur Teppichherstellung: Scheren, Messer mit Knüpfhaken, kleiner Kammklopfer, Garnspindel

Zum Knüpfen braucht man eine Anzahl wichtiger Werkzeuge: ein Messer um das Garn abzuschneiden; ein schweres kammähnliches Instrument mit einem Griff („Kammklopfer“, engl. „comb beater“) um die Schussfäden und Knoten zu verdichten, eine Schere um den Flor nach dem Einbringen einer oder einer kleinen Anzahl von Knotenreihen zu kürzen. In Täbris befindet sich an der Spitze des Messers ein Knüpfhaken, mit dessen Hilfe die Knoten schneller geknüpft werden können. Manchmal wird ein Stahlkamm benutzt, um überschüssiges Garn auszukämmen, wenn eine Reihe Knoten fertig ist.
Zusätzliche Instrumente werden verwendet, um den Flor weiter zu verdichten, besonders in denjenigen Regionen Irans, die sehr feine Teppiche herstellen. In Kerman benutzen die Knüpfer hierzu ein besonderes Werkzeug in Form eines Schwertes, das horizontal in das Fach (den Zwischenraum zwischen den beiden Ebenen der Kettfäden) eingeführt wird. In der Region um Bidschar führt man einen nagelähnlichen Stab zwischen die Kettfäden und schlägt fest darauf, um das Gewebe noch weiter zu verdichten. Bidschar ist auch für seine Technik des Nasswebens bekannt. Florgarn, Kett- und Schussfäden werden kontinuierlich befeuchtet, um sie während des Knüpfens kompakt zu halten. Nach dem Trocknen dehnen sich Wolle und Baumwolle aus, sodass ein sehr schweres und steifes Gewebe entsteht. Bidschar-Teppiche sind so dicht geknüpft, dass sie schwer zu falten sind ohne das Gewebe zu beschädigen.
Weitere Klingen wurden traditionell verwendet, um nach der Vollendung des Teppichs den Flor auf gleichmäßige Höhe zu scheren. Diese Arbeit wird heute schneller und leichter von Maschinen, die einer Schleifmaschine ähnlich über den Teppich geführt werden, erledigt. Wenn ein Reliefeffekt erzeugt werden soll, wird der Flor entlang der Farbgrenzen an den gewünschten Stellen schräg eingeschnitten. Reliefeffekte sind in klassischen persischen Teppichen sehr selten, in chinesischen und tibetischen Knüpfteppichen häufig zu sehen.

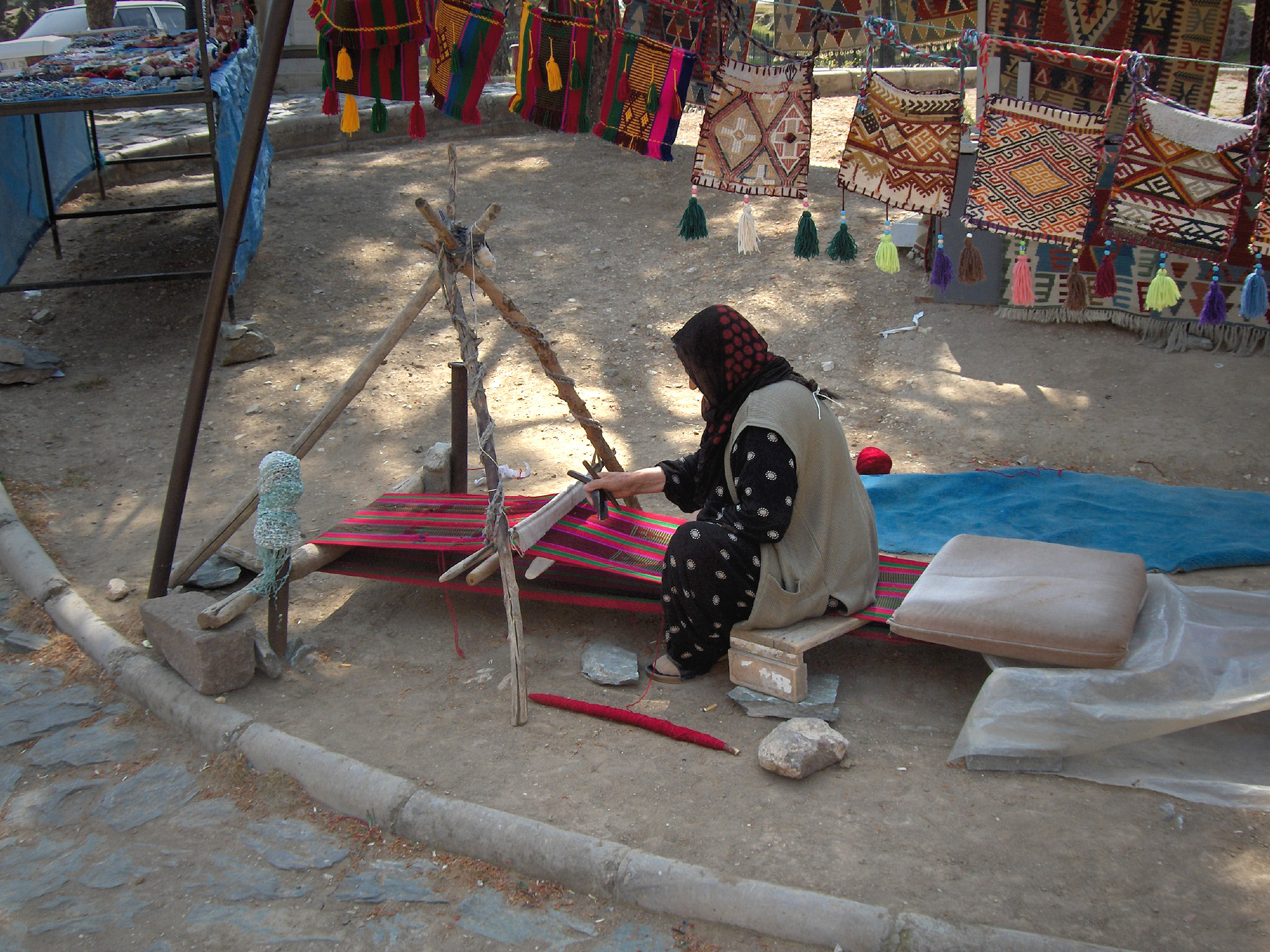
Horizontaler nomadischer Webstuhl
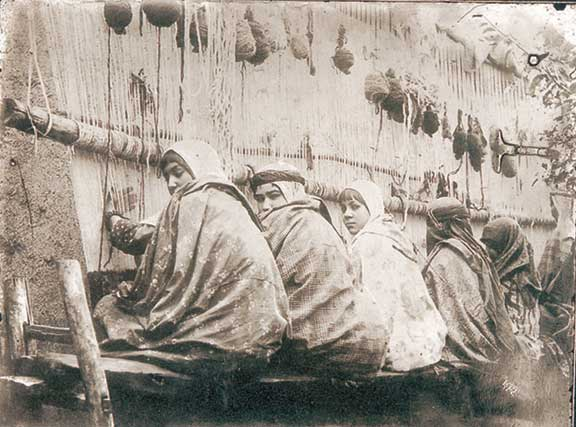
Teppichknüpferinnen an einem aufrechten Dorfwebstuhl, Antoin Sevruguin um 1890
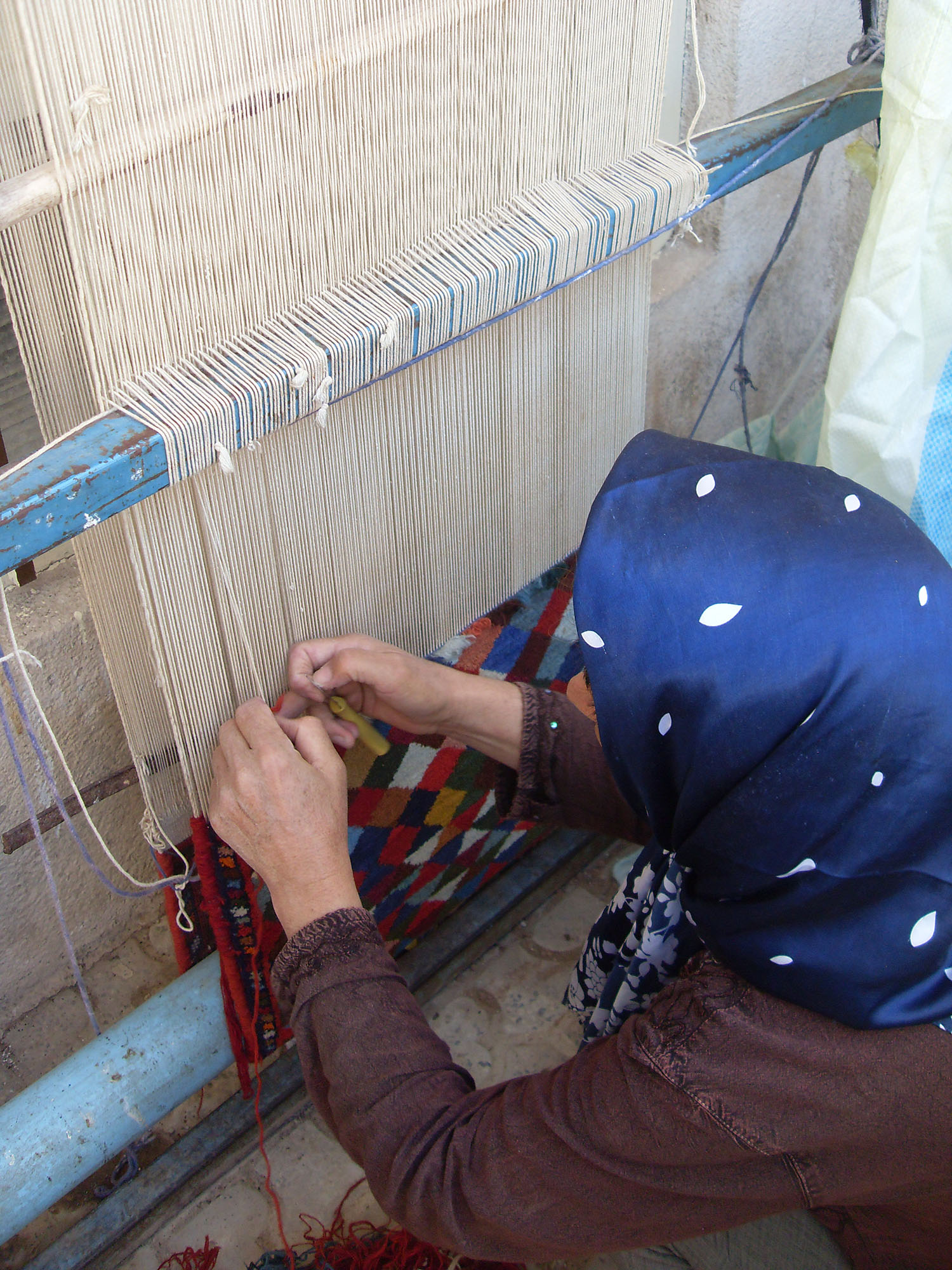
Teppichknüpferin an einem aufrechten Webstuhl vom „Täbris“-Typ
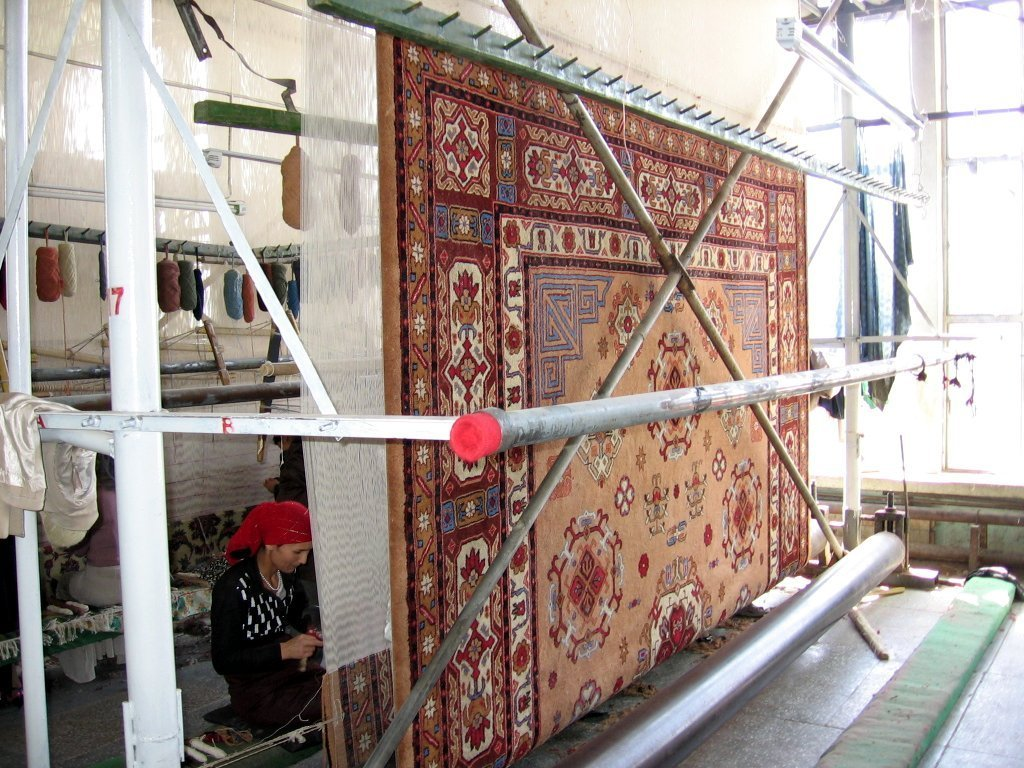
Aufrechter Webstuhl in einer Teppichfabrik
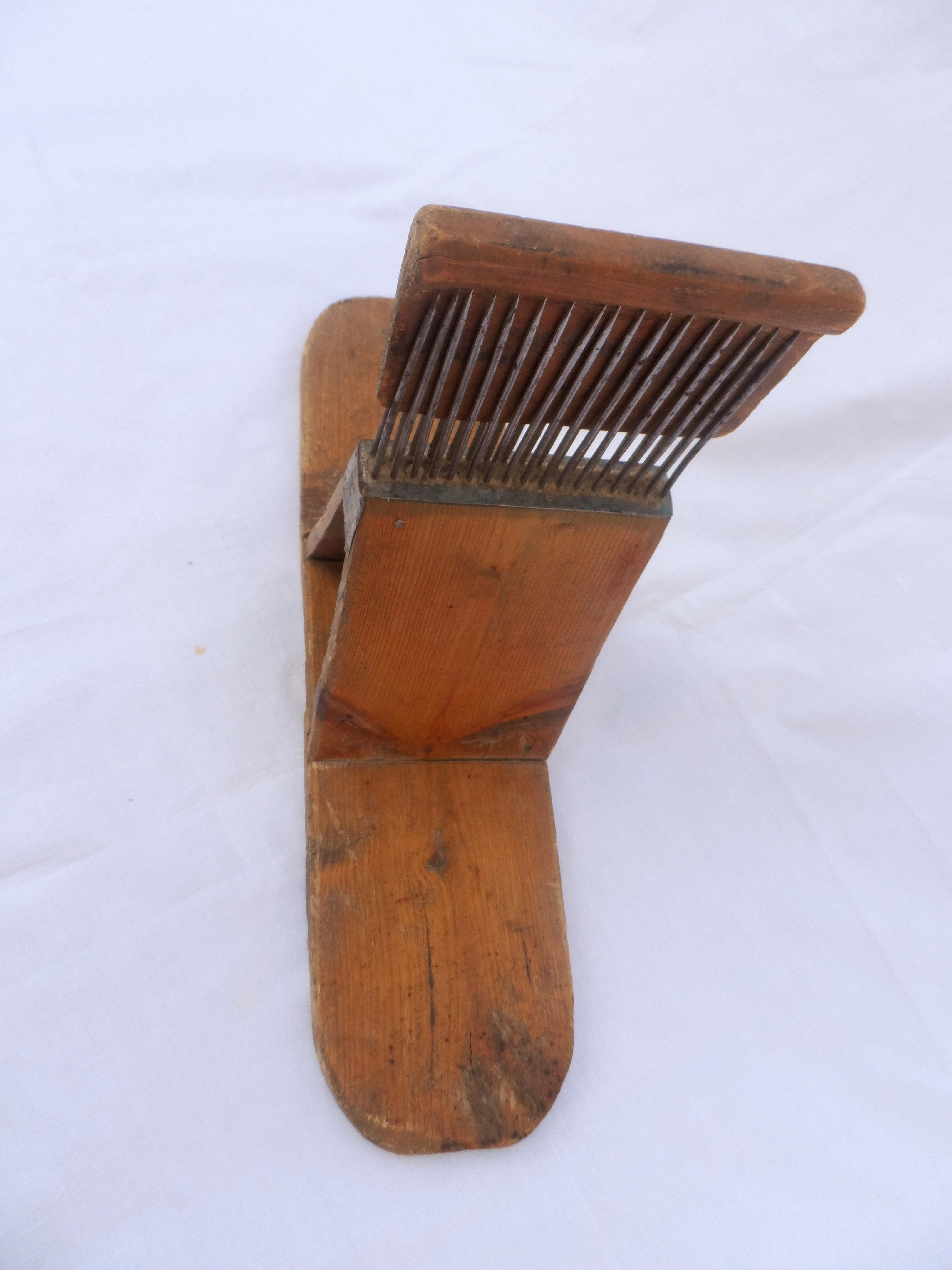
Kammklopfer

### Spinnen

S- und Z-gesponnene Garne

Die Fasern von Wolle, Baumwolle oder Seide werden entweder von Hand mittels Handspindel oder mechanisch mit Hilfe eines Spinnrads oder industrieller Spinnmaschinen durch Verziehen und Drehen der Fasern zu einem Garn gesponnen. Mehrere einzelne Garne werden der größeren Dicke und Stabilität wegen meist zu einem Zwirn gedreht. Die Richtung, in welche das Garn gesponnen und gezwirnt wird, wird entweder als „Z-“ oder als „S-Drehung“ bezeichnet. Üblicherweise werden handgesponnene einzelne Garne mit Z-Drehung gesponnen und anschließend mit S-Drehung verzwirnt. Dies gilt auch für nahezu alle Orientteppiche einschließlich des persischen Teppichs, mit der Ausnahme der S-gesponnenen und Z-gezwirnten Garne der Mamlukenteppiche.

### Färben des Garns

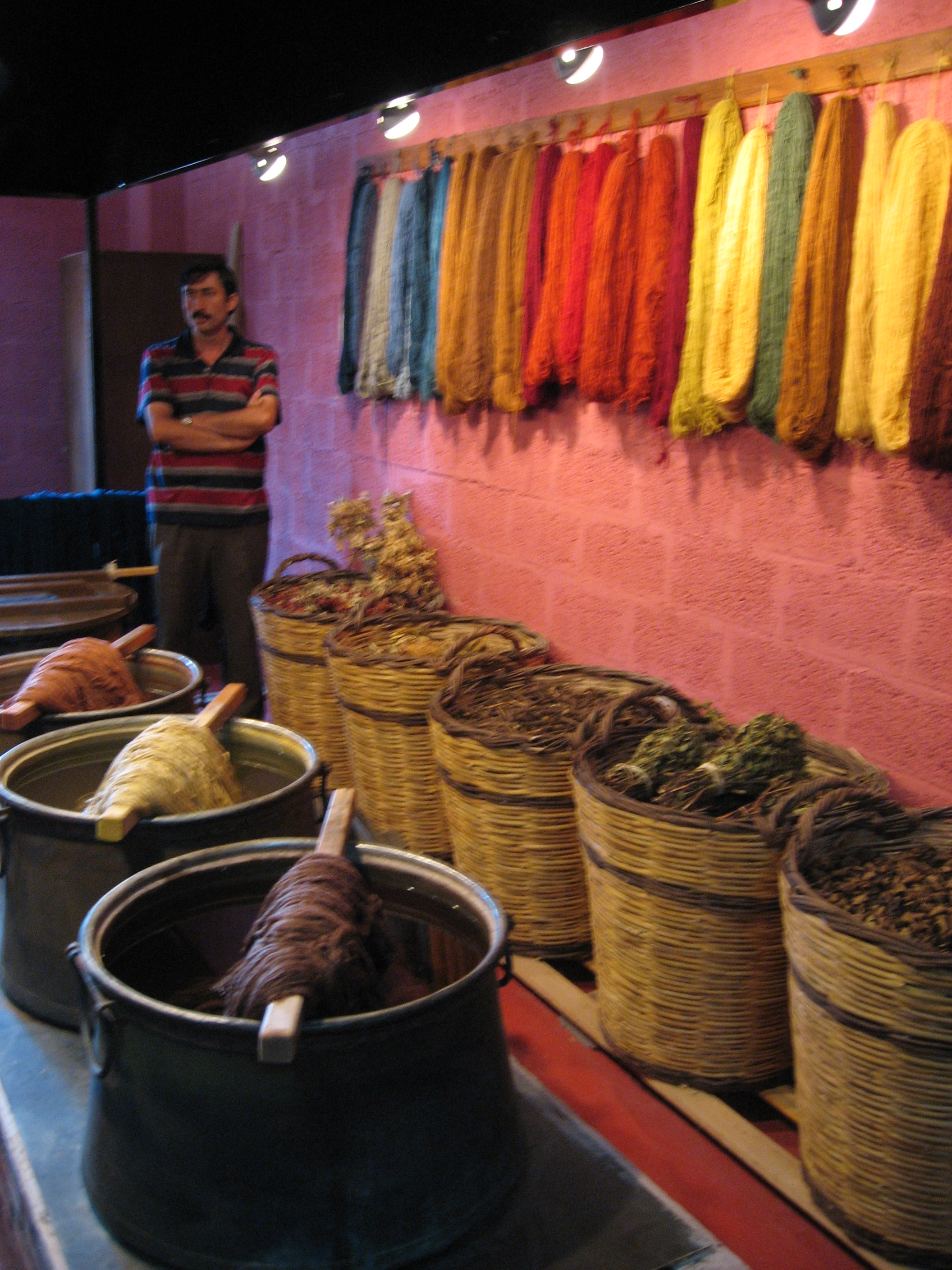
Mit Naturfarben gefärbte Wolle in einer türkischen Teppichmanufaktur

Der Prozess des Färbens beginnt mit der Vorbereitung des Garns durch Beizen, um es für die eigentlichen Farbstoffe aufnahmefähig zu machen. Die Farbstoffe werden in Wasser aufgelöst, die Wolle für eine bestimmte Zeit der Färbelösung hinzugegeben. Anschließend muss das gefärbte Garn in Luft und Sonne trocknen. Einige Farbstoffe, besonders dunkelbraun, benötigen eisenhaltige Beizen, die die Wolle des Garns angreifen können. Deshalb nutzen sich braungefärbte Florbereiche schneller und stärker ab, was bei antiken Teppichen zu einem Relief-Effekt führen kann.

#### Pflanzenfarbstoffe
Naturfarbstoffe, die in persischen Teppichen verwendet werden, werden aus Pflanzen und Insekten gewonnen. 1856 hatte der englische Chemiker William Henry Perkin die erste Anilinfarbe entwickelt, das Mauvein. Im Folgenden wurde eine Vielzahl weiterer synthetischer Farben erfunden. Verglichen mit Naturfarbstoffen waren sie billiger und einfacher anzuwenden. Ihre Verwendung in Knüpfteppichen ist seit ca. Mitte der 1860er Jahre dokumentiert. Synthetische Farbstoffe haben die Herstellung von Knüpfteppichen so grundlegend (nachteilig) verändert, dass die Tradition des Färbens mit Naturfarbstoffen fast völlig verloren ging. In den frühen 1980er Jahren wurde sie in der Türkei wiederbelebt: Chemische Analysen aus Wollproben antiker Teppiche führten zur Identifikation der zum Färben verwendeten Pflanzen, und die Färberezepte und -prozeduren wurden experimentell rekonstruiert.
Demnach wurden folgende Pflanzen zum Färben von Teppichgarnen verwendet:
- Rot aus der Wurzel des Färberkrapp (Rubia tinctorum);
- Gelb aus verschiedenen Pflanzen, darunter Zwiebelschalen (Allium cepa), verschiedene Kamillenarten (Hundskamillen (Anthemis), Echte Kamille (Matricaria chamomilla)), und Wolfsmilch (Euphorbia);
- Schwarz: Gallapfel, Eicheln, Gerber-Sumach (Rhus coriaria),
- Grün: Doppelfärbung mit Indigo und gelben Farbstoffen,
- Orange: Doppelfärbung mit Färberkrapp und gelben Farbstoffen,
- Blau: Indigo aus der Indigopflanze (Indigofera tinctoria).

Einige Farbstoffe wie beispielsweise Indigo oder Färberkrapp waren Handelsware und überall erhältlich. Gelbe oder braune Farbstoffe wurden meist lokal aus Pflanzen der Umgebung gewonnen und variieren deshalb stark von Region zu Region. Viele Pflanzen liefern gelbe Farbstoffe, neben den oben genannten auch Weinblätter und Granatapfelrinde. Safran als Gelbfarbstoff wird oft erwähnt, die tatsächliche Nutzung dieses kostbaren, aber wenig haltbaren Farbstoffs konnte bislang nicht eindeutig nachgewiesen werden.
In Iran wurde das traditionelle Färben mit Pflanzenfarben in den 1990er Jahren wiederbelebt. Das generelle Interesse der Kunden an traditionell gefärbten Teppichen traf auf Färbemeister wie Abbas Sayahi, der das Wissen um die traditionellen iranischen Rezepte bewahrt hatte.

#### Insektenfarbstoffe
Karminrote Farben werden auch aus den harzigen Absonderungen der Cochenilleschildlaus (Coccus cacti), und anderen Schildläusen der Art Porphyrophora (Porphyrophora hamelii (Brandt), Armenische Schildlaus; Porphyrophora polonica, Polnische Schildlaus) gewonnen. Cochenillerot, das sogenannte „laq“, wurde zunächst aus Indien, später aus Mexiko und von den Kanarischen Inseln importiert. Karminfarben wurden überwiegend in Regionen verwendet, in denen der Färberkrapp nicht gedieh, wie in West- und Nordwestpersien.

#### Synthetische Farbstoffe
Frühe synthetische Farbstoffe erwiesen sich gegenüber Licht und Feuchtigkeit äußerst unbeständig. Sie enttäuschten so sehr, dass Nāser ad-Din Schāh und sein Nachfolger Mozaffar ad-Din Schah versuchten, ihre Verbreitung gesetzlich und mit Steuermaßnahmen einzuschränken. (Gans-Ruedin 1978, S. 13.). Im Gegensatz hierzu kann mit modernen Farben nahezu jede Farbe und Farbintensität erreicht werden. Bei einem sorgfältig hergestellten modernen Teppich ist es nahezu unmöglich mit bloßem Auge festzustellen, ob natürliche oder künstliche Farben verwendet wurden.

#### Abrasch
Das Auftreten feiner Abweichungen innerhalb derselben Farbe wird als „Abrasch“ bezeichnet (Türkisch abraş, wörtlich, „fleckig, scheckig“). Abrasch sieht man nur in traditionell gefärbten Teppichen. Wenn Abrasch auftritt, deutet dies darauf hin, dass wahrscheinlich nur eine einzige Person an dem Teppich gearbeitet hat, die nicht genug Zeit oder Ressourcen hatte, um das ganze Garn auf einmal zu färben, das sie für den Teppich brauchte. Es wurden also nur kleine Mengen des jeweils benötigten Garns von Zeit zu Zeit gefärbt. Wenn das Garn aufgebraucht war, wurde neues gefärbt. Weil der exakt gleiche Farbton mit Naturfarben kaum jemals ein zweites Mal erreicht wird, verändert sich die Farbe des Teppichflors, wenn eine neue Knotenreihe mit dem neu gefärbten Garn geknüpft wird. Diese Farbänderung lässt auf eine Teppichherstellung durch Angehörige eines Nomadenstamms oder in einem kleinen Dorf schließen. Abrasch kann aber auch absichtlich durch vordefinierte Farbveränderung in einem Manufakturteppich erzeugt werden.

#### Galerie: Farben und Farbstoffe

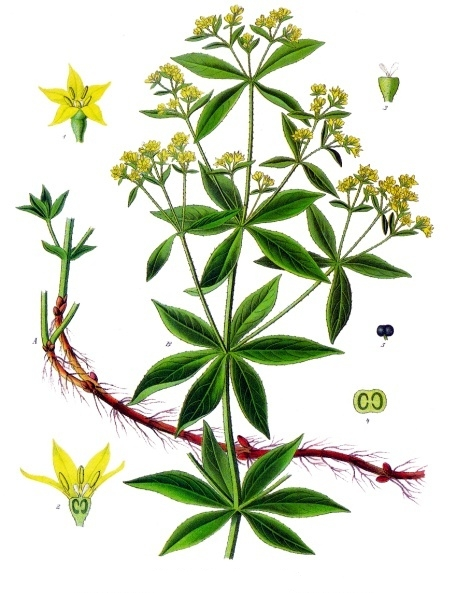
Färberkrapp (Rubia tinctorum)
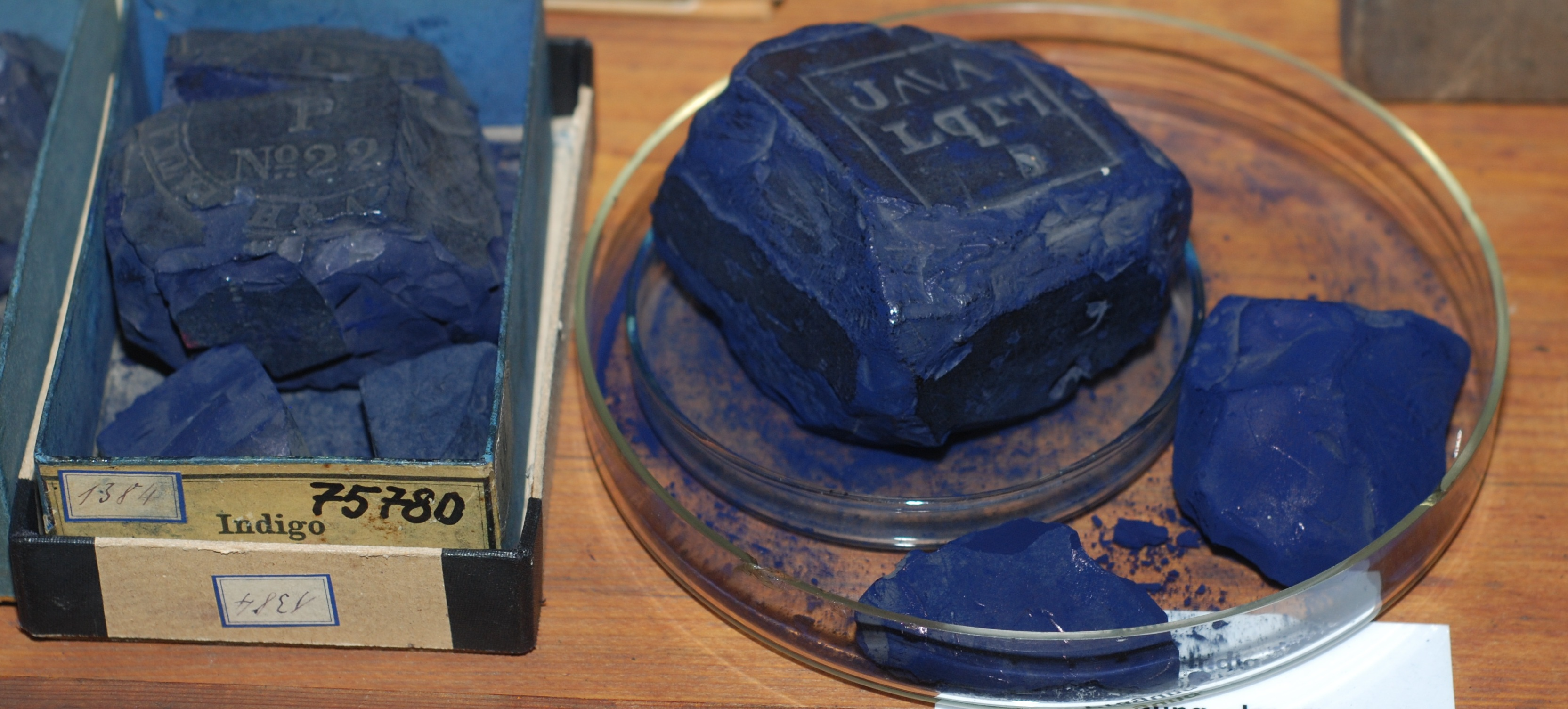
Indigo, Sammlung historischer Farbstoffe Technische Universität Dresden
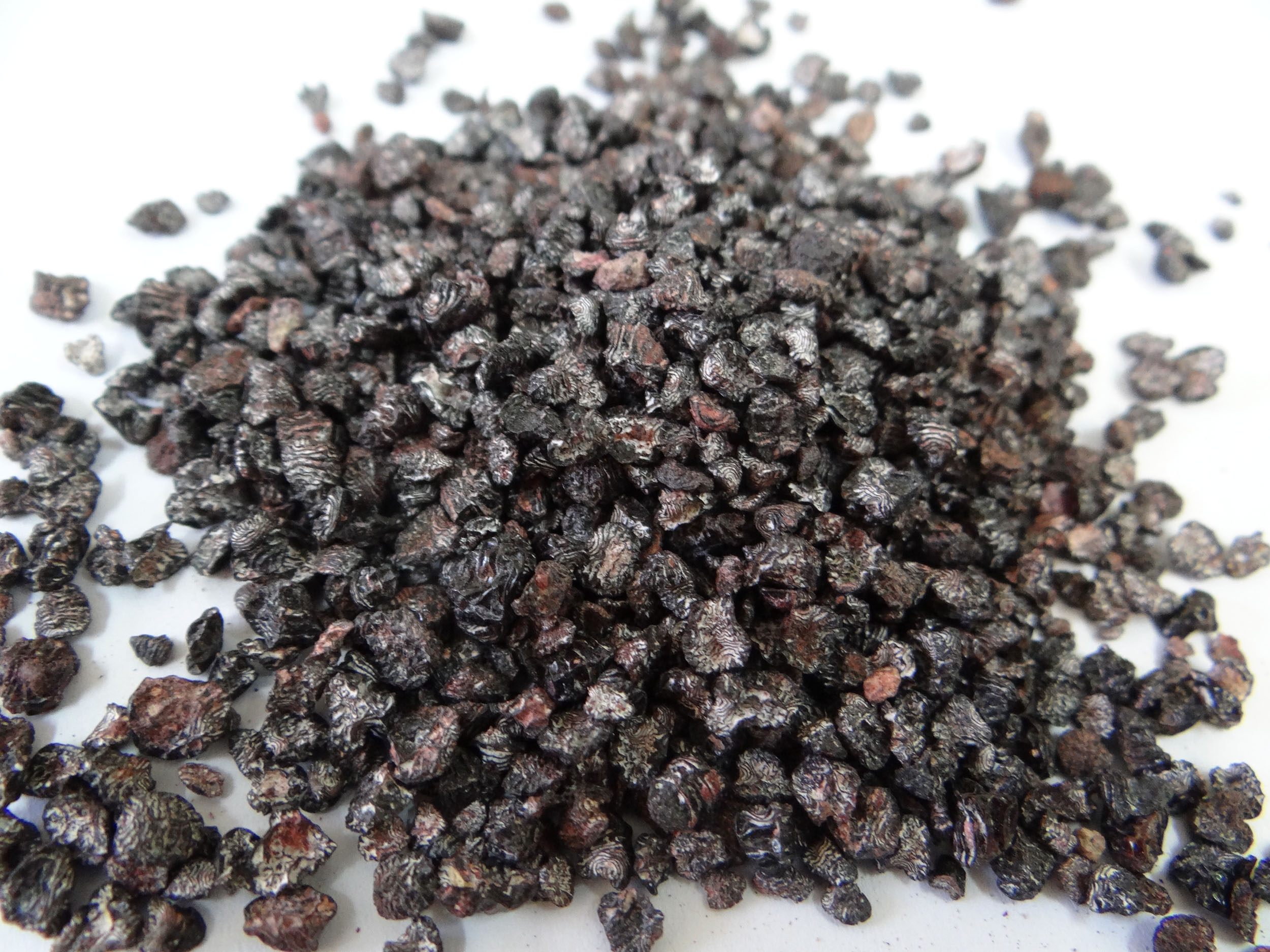
Kermez- oder Cochenilleläuse
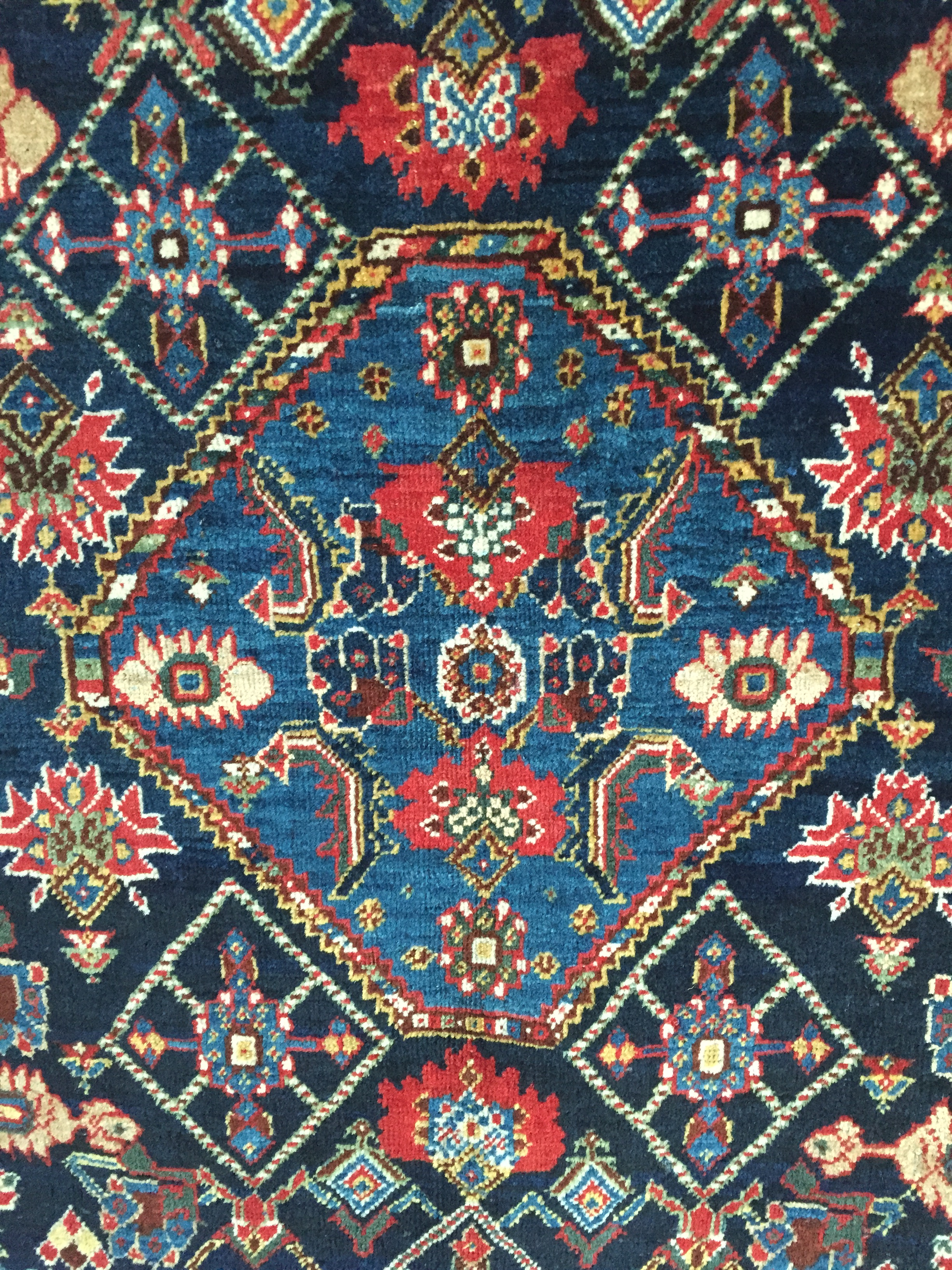
Ausschnitt (Zentralmedaillon) eines südpersischen Teppichs mit unregelmäßigem blauem Farbverlauf (Abrasch)

### Knüpftechniken
Persische Teppiche werden hauptsächlich mit zwei verschiedenen Knoten geknüpft: Der symmetrische Knoten, auch türkischer oder „Gördes“-Knoten genannt, wird in der Türkei, im Kaukasus, in Ostturkmenistan und einigen Kurdengebieten in Iran verwendet. Der asymmetrische Knoten, auch persischer oder „Senneh“-Knoten, wird außer in Iran auch in Indien, Pakistan, der Türkei (beispielsweise bei den Teppichen der osmanischen Hofmanufaktur oder bei Hereke-Teppichen), Ägypten und China verwendet. Der Begriff „Senneh-Knoten“ ist missverständlich, da in der Stadt Senneh traditionell symmetrische Knoten verwendet werden.
- Um einen symmetrischen Knoten zu knüpfen, wird ein Ende des Garns zwischen zwei nebeneinander liegenden Kettfäden durch- und unter einem Kettfaden nach vorne zurückgeführt, dann um beide Kettfäden kragenartig herumgelegt und zwischen ihnen nach vorne herausgezogen.[46]

- Der asymmetrische Knoten wird geknüpft, indem das Garn nur um einen Kettfaden gewickelt und dann hinter dem danebenliegenden Kettfaden vorbeigeführt und nach vorne gezogen wird, sodass dieser die beiden Enden des Garns trennt. Je nachdem wie der Knoten angesetzt wird, öffnet er sich später nach rechts oder links.[46]

Asymmetrische Knoten erlauben flüssigere, oft kurvilineare („florale“) Muster, während symmetrische Knoten eher für die kräftigen rektilinearen („geometrischen“) Muster geeignet sind. Wie die Senneh-Teppiche mit ihrem ausgearbeitet feinen Muster zeigen, die in symmetrischen Knoten geknüpft werden, hängt die Feinheit des Musters jedoch eher von den Fähigkeiten der Knüpfer ab als vom verwendeten Knotentyp.
- Ein weiterer Knoten, der oft in persischen Teppichen verwendet wird, ist der „Jufti“-Knoten, der um vier Kettfäden geknüpft wird anstatt um zwei. Ein brauchbarer Teppich kann auch mit Jufti-Knoten hergestellt werden, und Jufti-Knoten werden oft in den größeren einfarbigen Bereichen eines Teppichs benutzt, um Material und Zeit zu sparen.[55] Da Teppiche, die teilweise oder ganz mit Jufti-Knoten geknüpft werden, nur die Hälfte des für die traditionelle Knüpfung benötigten Materials erfordern, ist ihr Flor weniger widerstandsfähig und die Teppiche sind nicht so lange haltbar.[46]

Üblicherweise werden die Knoten Reihe für Reihe jeweils übereinander auf denselben Kettfäden geknüpft. Wenn die Knoten pro Reihe um einen Kettfaden seitlich versetzt zueinander eingeknüpft werden, spricht man von „versetzter Reihung“ oder „offset“-Knoten. Diese Technik erlaubt das Knüpfen feinerer kurvilinearer Muster, besonders von Diagonalen, und kommt häufig bei turkmenischen Teppichen, selten bei persischen Teppichen vor.
Daneben gibt es noch weitere Strukturkriterien: Die beiden zu einem Knoten gehörenden Kettfäden liegen entweder in derselben Ebene (wie abgebildet) oder in zwei durch einen straff eingebrachten Schussfaden getrennten Ebenen („geschichtet“). Beim persischen Knoten liegt dann der ganz umschlungene Kettfaden auf der Unterseite des Teppichs. Die meisten im persischen Knoten geknüpften Teppiche sind geschichtet, Teppiche der Nomadenstämme öfter ungeschichtet. Durch den geringeren Platzbedarf der geschichteten Knüpftechnik wirken solche Teppiche feiner als die ungeschichteten. Alte Teppiche aus dem Westen Persiens (Täbris, Heris, Bidschar, Senneh, Hamadan, Farahan) sind im symmetrischen Knoten geknüpft.

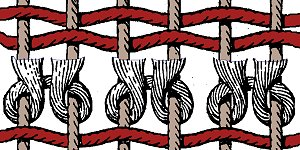
Türkischer (symmetrischer) Knoten
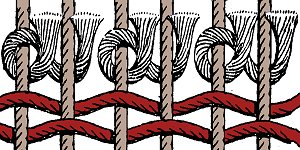
Persischer (asymmetrischer) Knoten, nach rechts offen
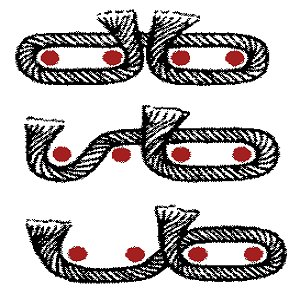
Variante des „Jufti“-Kontens, um vier Kettfäden geknüpft
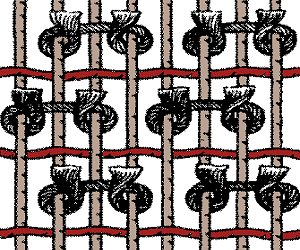
„Offset“-Knoten in versetzter Reihung
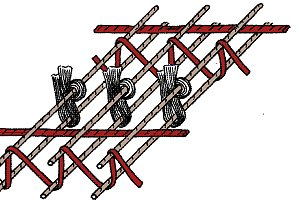
Knüpfung mit geschichtetem Schussfaden
Knüpfen eines asymmetrischen, nach rechts offenen Knotens
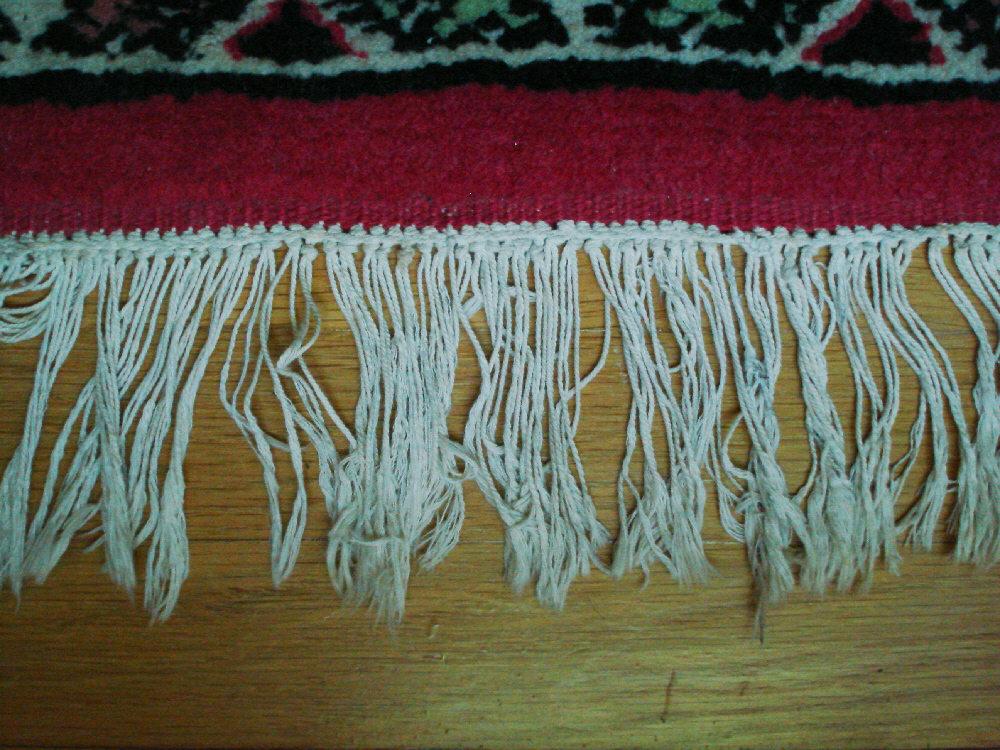
Kelimabschluss und Fransen

### Knotendichte

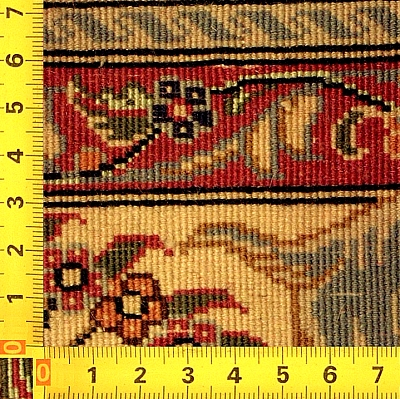
Rückseite eines Teppichs aus Ghom mit sehr hoher Knotendichte

Die Knotenzahl wird in Knoten pro Quadratdezimeter oder, beispielsweise in englischsprachigen Auktionskatalogen, in knots per square inch (kpsi) angegeben (Umrechnung: dm² : 15,5 = si). Am besten lassen sich die Knoten auf der Rückseite des Teppichs zählen. Wenn die Kettfäden nicht zu tief geschichtet sind, bleiben die beiden Schlingen eines Knotens sichtbar und müssen als ein Knoten gezählt werden. Bei tiefer Schichtung ist nur eine Schlinge sichtbar. Am besten erkennt man dies, indem man Abschnitte des Flors mit farblich abgesetzten Einzelknoten sucht, beispielsweise in Diagonalen oder Linien.
Zusätzliche Informationen erhält man, indem horizontale und vertikale Knoten getrennt angegeben werden. Bei besonders fein geknüpften Teppichen (zum Beispiel Seidenteppichen aus Kaschan) findet man oft ein Verhältnis horizontaler zu vertikaler Knoten bei 1:1, wofür der Knüpfer erhebliche Fähigkeiten benötigt. Teppiche in dieser Knüpfweise sind besonders dicht und dauerhaft.
Die Knotendichte informiert über die Feinheit der Knüpfung und somit über den Arbeitsaufwand bei der Herstellung des Teppichs. Der künstlerische und Gebrauchswert des Teppichs hängt aber kaum von der Knotenzahl ab, sondern von der Qualität und Ausführung des Musters und den verwendeten Materialien. Persische Teppiche aus Heris haben beispielsweise oft recht niedrige Knotenzahlen verglichen mit den äußerst fein geknüpften Teppichen aus Kaschan, Ghom oder Nain, sind aber oft künstlerisch befriedigend gestaltet und sehr haltbar.

## Muster und Ornamente
Bestimmte, sich wiederholende Ornamente, Motive und Muster sind ein Hauptmerkmal jedes persischen Teppichs. Die traditionellen Konventionen sind über Jahrhunderte unverändert geblieben. Ein persischer Teppich besitzt ein großes zentrales Feld, das von einer breiten Haupt- und mehreren Neben- oder Wächter-Bordüren umgeben ist. Das Muster der Hauptbordüre ist meist floral, oder enthält Arabesken, oder beides. Die Hauptbordüre kann auch in Kartuschen gegliedert sein. Die Muster der Nebenbordüren sind der Hauptbordüre untergeordnet und entsprechend einfach gehalten. Meist werden kleine Ornamente wiederholt. Auch das Muster des Feldes unterliegt der Konvention. Am wichtigsten ist die Balance. Die beiden Hälften des Feldes müssen identisch sein. Bei den meisten Teppichen müssen auch die obere und untere Hälfte annähernd symmetrisch sein, es kommen aber auch traditionell gerichtete Muster wie beim Gebets- oder Vasenteppich vor. Da die Teppiche der wichtigste Einrichtungsgegenstand des traditionellen Raumarrangements sind, sollten ihre Muster aus jeder Richtung zu betrachten sein.

### Rektilineare und kurvilineare Gestaltung

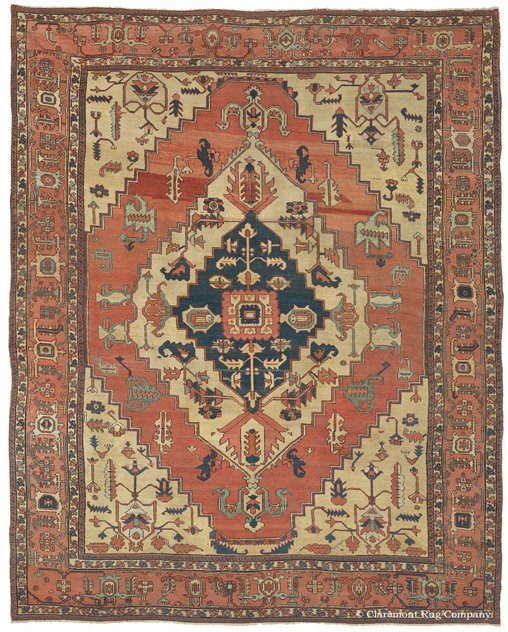
Serapi-Teppich, Herisgebiet, mit überwiegend rektilinearem („geometrischem“) Muster

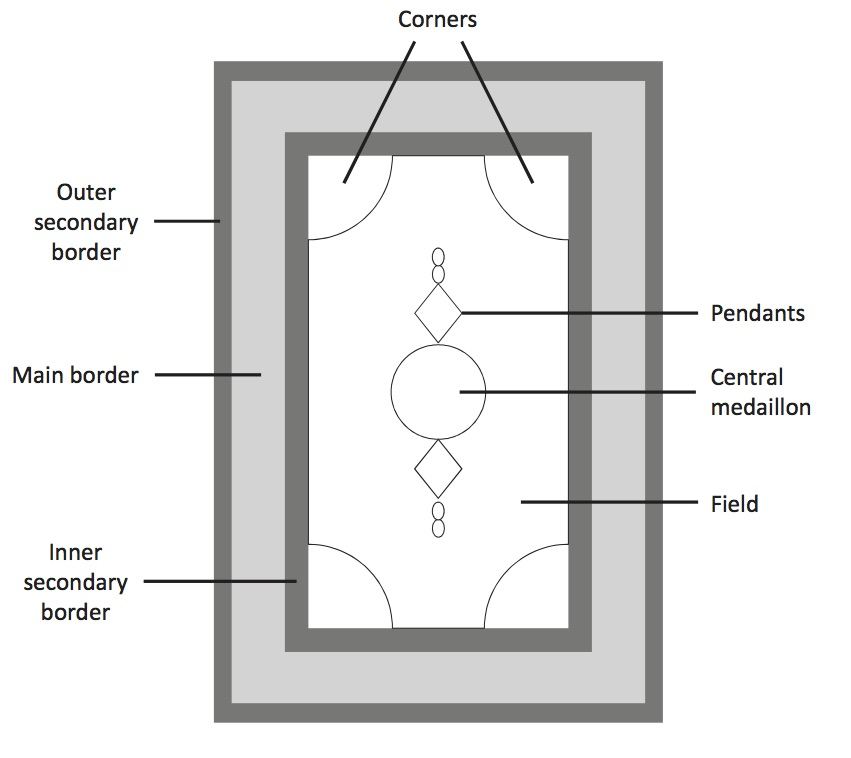
Grundelemente des Teppichmusters

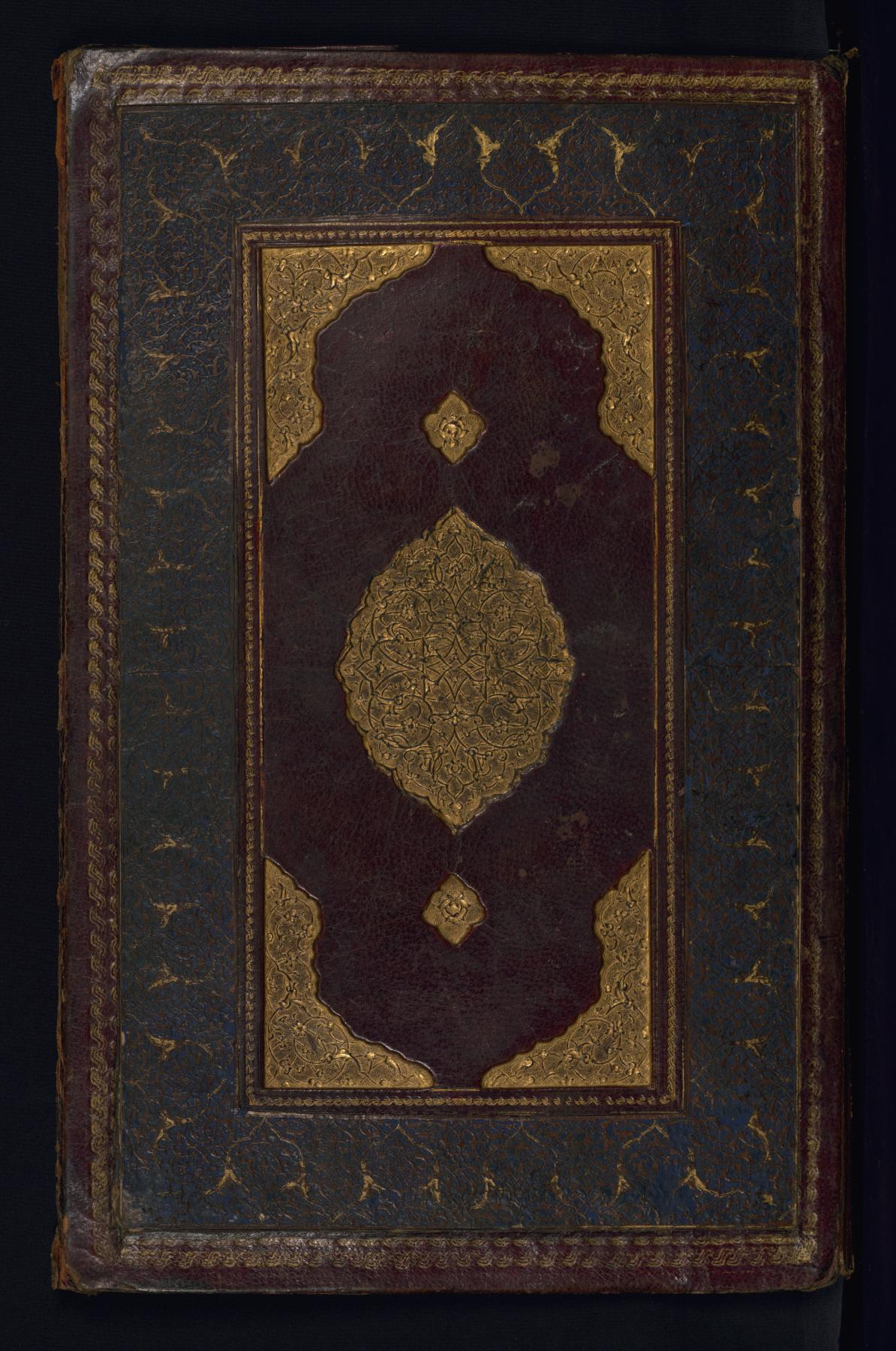
Bucheinband aus einer Literatursammlung (Kulliyat), 10. Jh. AH/AD 16. Jh., Walters Art Museum

Ein Muster kann gestaltlich entweder als rektilinear (oder „geometrisch“), oder kurvilinear (oder „floral“) beschrieben werden. Kurvilineare Muster zeigen abgerundete, fließende Linien, oft in Form pflanzlich wirkender Ornamente wie Ranken oder gekrümmte Blätter. Die Zeichnung ist flüssiger, die Knüpfung oft kompliziert. Rektilineare Muster erscheinen kräftiger und eckiger. Es ist auch möglich, florale Muster in rektilinearer Gestalt zu zeichnen, diese sind dann meist abstrakter, oder stärker stilisiert. Aus diesem Grund wird in der neueren Literatur das Begriffspaar „rekti-/kurvilinear“ gegenüber Bezeichnungen wie „floral/geometrisch“ bevorzugt. Rektilineare Mustergestalt wird mit Dorf- oder Nomadenteppichen in Verbindung gebracht, während die komplizierteren kurvilinearen Muster der künstlerischen Planung einer Manufaktur vorbehalten sind.

### Gliederung des Felds, Medaillon und Bordüre
Das Muster eines Teppichs kann nach der Art beschrieben werden, wie seine Ornamente im Flor angeordnet sind. Ein Grundmuster kann das ganze Feld dominieren, die Fläche kann aber auch durch sich wiederholende Ornamente bedeckt sein.
In Regionen mit traditionellen, seit alters her geachteten lokalen Mustern können die Teppichknüpfer aus dem Gedächtnis arbeiten, da die spezifischen Muster Teil der Familien- oder Stammestradition sind. Für die weniger ausgefeilten, oft rektilinearen Muster reicht dies vollkommen aus. Aufwändigere, vor allem kurvilineare, Muster erfordern einen sorgfältig geplanten Entwurf. Hierzu werden die Muster maßstäblich in den Originalfarben auf Millimeterpapier aufgezeichnet, heute oft mit Hilfe von Computerprogrammen. Den hieraus entstandenen Plan bezeichnet man als „Karton“. Die Knüpfer knüpfen für jedes Kästchen auf dem Millimeterpapier einen Knoten in den Teppich. Jeder Knoten stellt somit einen „Bildpunkt“ dar, aus deren Gesamtheit das Musterbild entsteht. Die traditionellen Hauptmuster blieben über Jahrhunderte hinweg unverändert.
Die Fläche des Teppichfeldes ist der Konvention entsprechend so arrangiert und geordnet, dass das Muster trotz aller Vielfalt im Einzelnen in seiner Gesamtheit immer als „persisch“ erkennbar bleibt. Ein Muster kann wiederholt werden und das Feld vollständig ausfüllen („Musterrapport“ oder „allover“-Muster). Wenn das Ende des Feldes erreicht ist, kommt es vor, dass das Muster am Rand wie abgeschnitten erscheint. Es entsteht dann der Eindruck, das Muster setze sich über die Bordüre hinaus fort. Diese Art mit Mustern, besonders geometrischen, umzugehen, ist generell typisch für die islamische Kunst. Das Feldmuster eines orientalischen Teppichs ist oft auf komplizierten, sich überlagernden Spiral- und Rankenmustern in „unendlichem Rapport“ aufgebaut (Erdmann, 1943, S. 20.).
Die Musterelemente können hierarchisch aufgebaut sein. Ein typisches Muster verwendet das Medaillon, ein symmetrisches Ornament meist im Zentrum des Felds. Abschnitte des Medaillons oder ähnliche, korrespondierende Elemente, füllen die vier Ecken des Felds. Die persische „Lechek Torūnj“ (Medaillon-und-Ecken)-Anordnung entwickelte sich in Persien aus Mustern, die im 15. Jahrhundert für Buchdeckel und Miniaturen entworfen worden sind. Während der Safawidenzeit im 16. Jahrhundert fand es Eingang in das Repertoire der Teppichmuster. Es kann mehr als ein Medaillon verwendet werden, und diese können im Feld in verschiedenen Formen und Abständen auftreten. Das Feld kann in rechteckige, quadratische oder rautenförmige Kompartimente gegliedert sein.
Im Gegensatz zu anatolischen Teppichen stellt das persische Teppichmedaillon meist das primäre Muster dar. Der unendliche Rapport des Feldes ordnet sich ihm unter, sodass der Eindruck entsteht, das Medaillon „treibe“ auf dem Feld (Erdmann, 1965, S. 47–51.).
In den meisten persischen Teppichen ist das Feld umgeben von Streifen, den Bordüren. Deren Anzahl variiert von einer bis zu mehr als zehn, doch meist findet sich eine breitere Hauptbordüre, die von schmaleren Neben- oder Wächterbordüren eingefasst wird. Die Hauptbordüre wird oft mit komplexeren Mustern ausgefüllt. Die Nebenbordüren haben einfachere Muster wie beispielsweise mäandernde Weinranken. Feld und Bordüren sind traditionell immer getrennt, das Muster kann aber auch dahingehend variiert werden, dass das Feld in die Bordüre übergreift. Dies wird häufiger in Teppichen aus Kerman aus dem 19. Jahrhundert beobachtet. Man nimmt an, dass Elemente aus französischen Tapisserien der Manufakturen von Aubusson oder der Savonnerie hier Pate standen.
Die Verbindung der Bordürenecken stellt eine besondere Herausforderung für den Entwurf dar. Die Ornamente sollen in einer Form geknüpft werden, dass das Muster sich um die Ecke zwischen horizontaler und vertikaler Bordüre herum ohne Unterbrechung fortsetzt. Dies fordert der Knüpferin hohe Fertigkeit ab, wenn sie ohne Karton arbeitet. Wenn sich die Ornamente in den Ecken korrekt aneinander anschließen, spricht man von „aufgelösten“ Ecken oder „gelungener Ecklösung“. In Dorf- oder Nomadenteppichen, die ohne Karton geknüpft werden, sind die Ecken oft nicht aufgelöst. Die Knüpfer brechen das Muster einer Bordüre dann einfach ab, wenn beispielsweise die horizontale Bordüre die vorgesehene Höhe erreicht, und beginnen mit der vertikalen Bordüre. Es kommt auch vor, dass die Knüpfer bei der Ecklösung improvisieren, also das Ornament nicht vollständig passend um die Ecke führen. Die Analyse der Ecklösungen erlaubt es, Nomaden- oder Dorfteppiche von der Produktion der städtischen Manufakturen zu unterscheiden.

### Feldmotive
Das Feld, oder Abschnitte davon, ist meist von kleineren Motiven bedeckt. Obwohl das Muster des einzelnen Ornaments sehr kompliziert sein kann, ist der Gesamteindruck trotzdem homogen. Einzelne Musterelemente können auch gruppiert werden und ein komplexeres Motiv bilden:
- Boteh: Das Boteh-Muster (pers.: Busch oder Blätterbündel) wird ebenfalls in allen Teppiche knüpfenden Ländern verwendet. Boteh können sowohl im kurvilinearen, als auch im rektilinearen Stil abgebildet werden. Wie bei vielen der sehr alten Muster ist seine Bedeutung unklar. Es wird als „Flamme des Zarathustra“, Kiefer, Palme, Mandel oder Birne oder Abdruck einer geballten Faust in Lehm interpretiert. Tatsächlich entspricht es einem Blattmuster und ist in seiner einfachsten Form einem gezahnten Blatt sehr ähnlich. Die am feinsten ausgearbeiteten Boteh-Muster sieht man auf den Teppichen aus Kerman. Teppiche aus Saraband, Hamadan und Fars zeigen manchmal das Boteh als kontinuierliches Muster. Auf den alten Mir- und Saraband-Teppichen bildet es durchgehend gereiht oft das einzige Muster des Feldes.
- Gül: (pers./türk.: Rose): Das Gül-Muster findet man häufig auf turkmenischen Teppichen, die auch in Iran hergestellt werden. Kleine runde oder oktogonale Medaillons sind in Reihen auf dem gesamten Feld angeordnet. Obwohl das Gül-Motiv selbst sehr kompliziert und farbenprächtig aufgebaut ist, erweckt die aufgereihte Darstellung auf dem meist monochrom roten Feld eher einen strengen und monotonen Eindruck. In kaukasischen Teppichen wird den Gül-Motiven eine heraldische Funktion zugeschrieben, weil man anhand der Musterung des Gül den jeweiligen Turkmenenstamm identifizieren kann.[65]
- Herati: benannt nach der Stadt Herat im heutigen Afghanistan; zusammengesetztes Motiv aus einer Raute, die eine Rosette umschließt. Die Ecken der Raute sind mit kleineren Rosetten verbunden. Dieses Ornament ist wiederum von Lanzettblättern umgeben, die manchmal auch als Fische (mahi) bezeichnet werden. Das Muster ist wahrscheinlich in Ostpersien entstanden, wird aber in allen Regionen des „Teppichgürtels“ verwendet. Besonders oft tritt das Herati-Muster in Teppichen aus Bidschar auf.
- Chartschang: (pers. Krabbe) Das Hauptmotiv besteht aus einem großen ovalen Motiv, das einer Krabbe ähnlich sieht. Das Muster ist weit verbreitet, zeigt manchmal aber deutliche Ähnlichkeit mit Palmettenmustern der Safawidenzeit und dem „Schah-Abbasi“-Muster. Die „Beine“ der Krabbe könnten demnach stilisierten Arabesken in rektilinearem Stil entsprechen.
- Minah Chani: Das Muster besteht aus in einer Reihe angeordneten Blumen, die durch (oft gebogene oder kreisförmige) Linien untereinander verbunden sind und in deren Mitte sich eine kleinere Blume befindet. Das Muster bedeckt oft das ganze Feld. Man sieht es häufig auf Teppichen aus dem Gebiet von Waramin.
- Sil-e Sultan: besteht aus zwei übereinander gestellten Vasen, die mit Rosen und blühenden Zweigen geschmückt sind. Meistens befinden sich außerdem Vögel auf der Vase. Dieses sehr junge Motiv entstand im 19. Jahrhundert.
- Schah Abbasi: Dieses Muster ist aus gruppierten Palmetten zusammengesetzt. Man sieht es häufig in Stadtteppichen aus Kaschan, Isfahan, Maschhad und Nain.
- Das Gol Henai (pers.: Hennablüte) ist der Namen gebenden Pflanze nicht sehr ähnlich, sondern gleicht eher dem persischen Gartenbalsam (Impatiens balsamina), und wird in der westlichen Literatur auch mit einer Roßkastanienblüte verglichen.
- Das Bid Majnūn- oder Trauerweiden-Motiv wird oft mit Zypressen-, Pappel- und Obstbäumen zusammen dargestellt, meist in rektilinearer Gestaltung. Es hat seinen Ursprung wohl in der kurdischen Mustertradition, da die frühesten Teppiche dieser Art aus dem Gebiet von Bidschar stammen.
- Dschangali ist ein vielfarbiges Blütenmotiv[66]
- Andere Musterelemente bestehen aus alten Motiven wie dem Lebensbaum, oder floralen und geometrischen Elementen wie Sternen, Rosetten oder Palmetten.

### Randmotive
- Tosbagheh: Einer sehr alten Tradition entsprechend wird das Herati-Muster im Feld von einer Hauptbordüre begleitet, deren Muster aus wechselständig nach innen zum Feld hin oder nach außen gerichteten großen Rosetten oder Palmetten besteht, die jeweils von einem Blattornament zu beiden Seiten begleitet sind. Das zusammengesetzte Ornament weist abwechselnd nach außen oder nach innen zum Feld hin. Die Rosetten sind durch Rankenwerk verbunden, von denen die Blätter ausgehen. Das Ornament sieht einer Schildkröte (von vorne gesehen) entfernt ähnlich. Eine Bordüre mit diesem Ornament wird deshalb als „Tosbagheh“- oder „Schildkröten“-Bordüre bezeichnet. In Täbris war das Ornament als „Samowar“-Ornament bekannt.[67]
- Rand-Boteh: entspricht dem normalen Boteh-Motiv
- Kufi-Rand: trägt seinen Namen wegen der Ähnlichkeit zu einer arabischen Schriftart. Die Ornamente erscheinen meist weiß auf rotem Grund.
- gezahnte Blätter: besteht aus einer Folge gezahnter Blätter (beispielsweise Weinreben)

### Ornamente
- achtarmiger Stern
- Rosette
- Swastika
- Griechisches Kreuz, seltener Tatzenkreuz

### Galerie: Häufige Motive auf persischen Teppichen

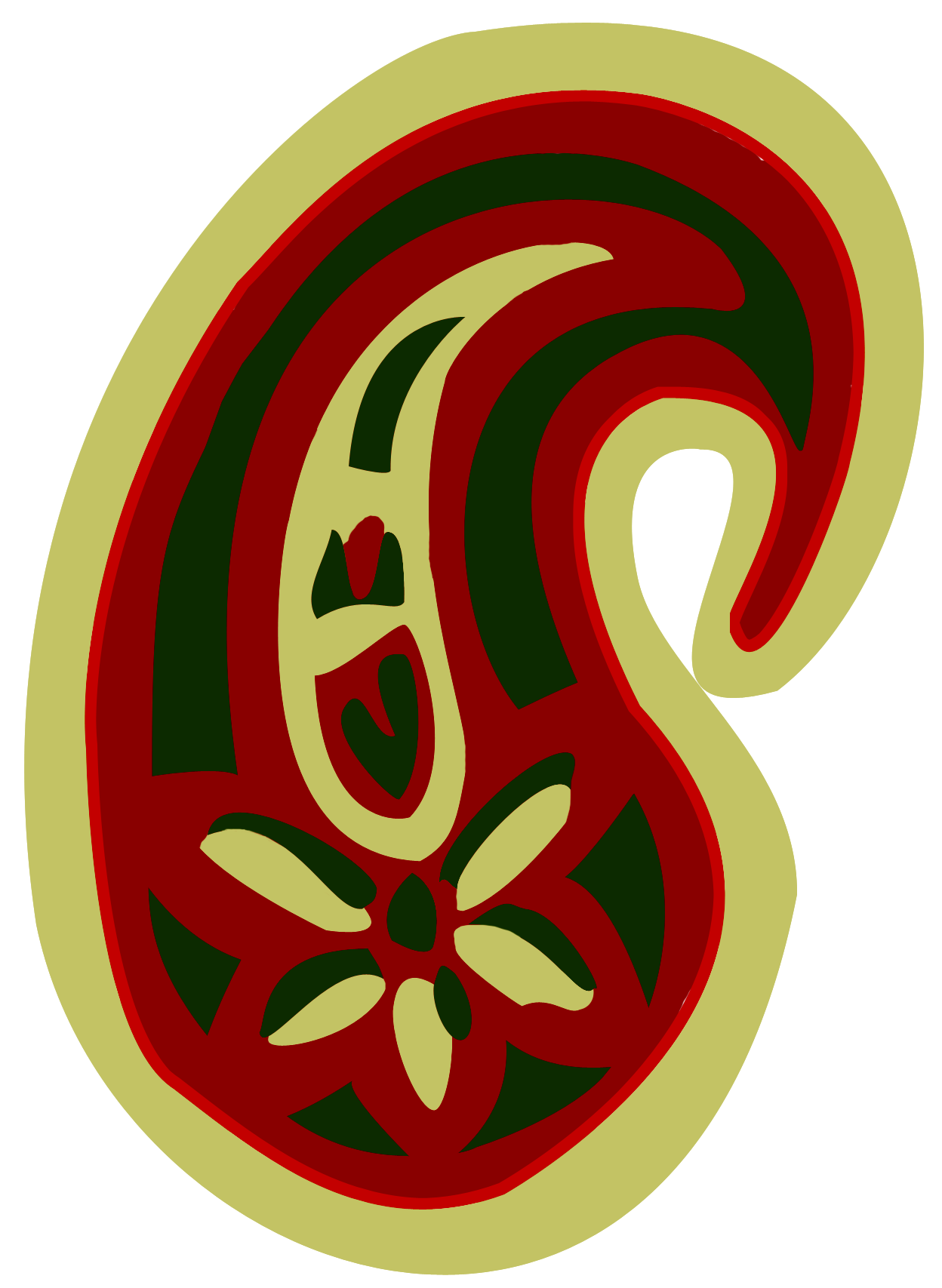
Boteh-Muster
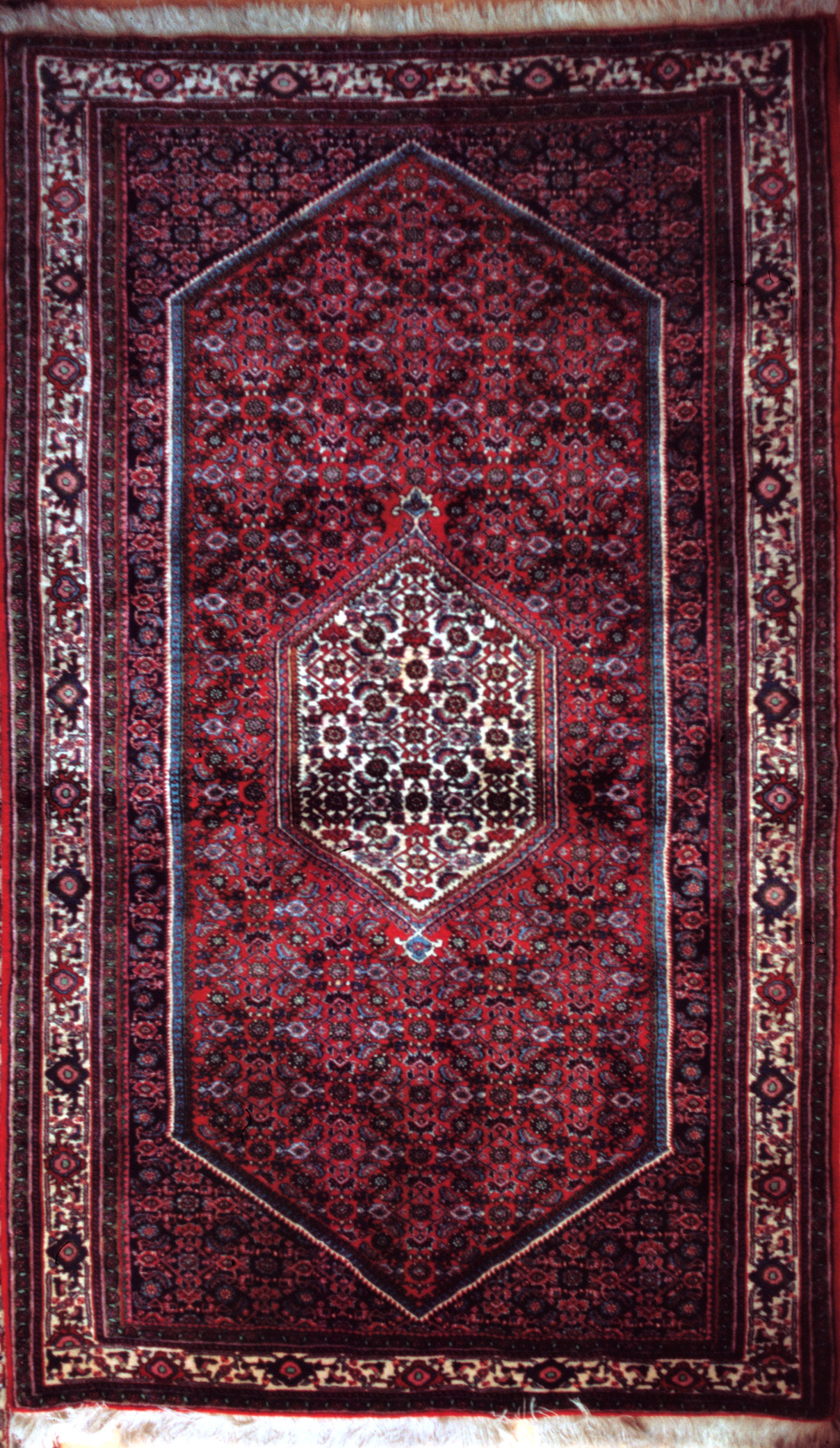
Bidschar-Teppich mit durchgehendem Herati-Muster
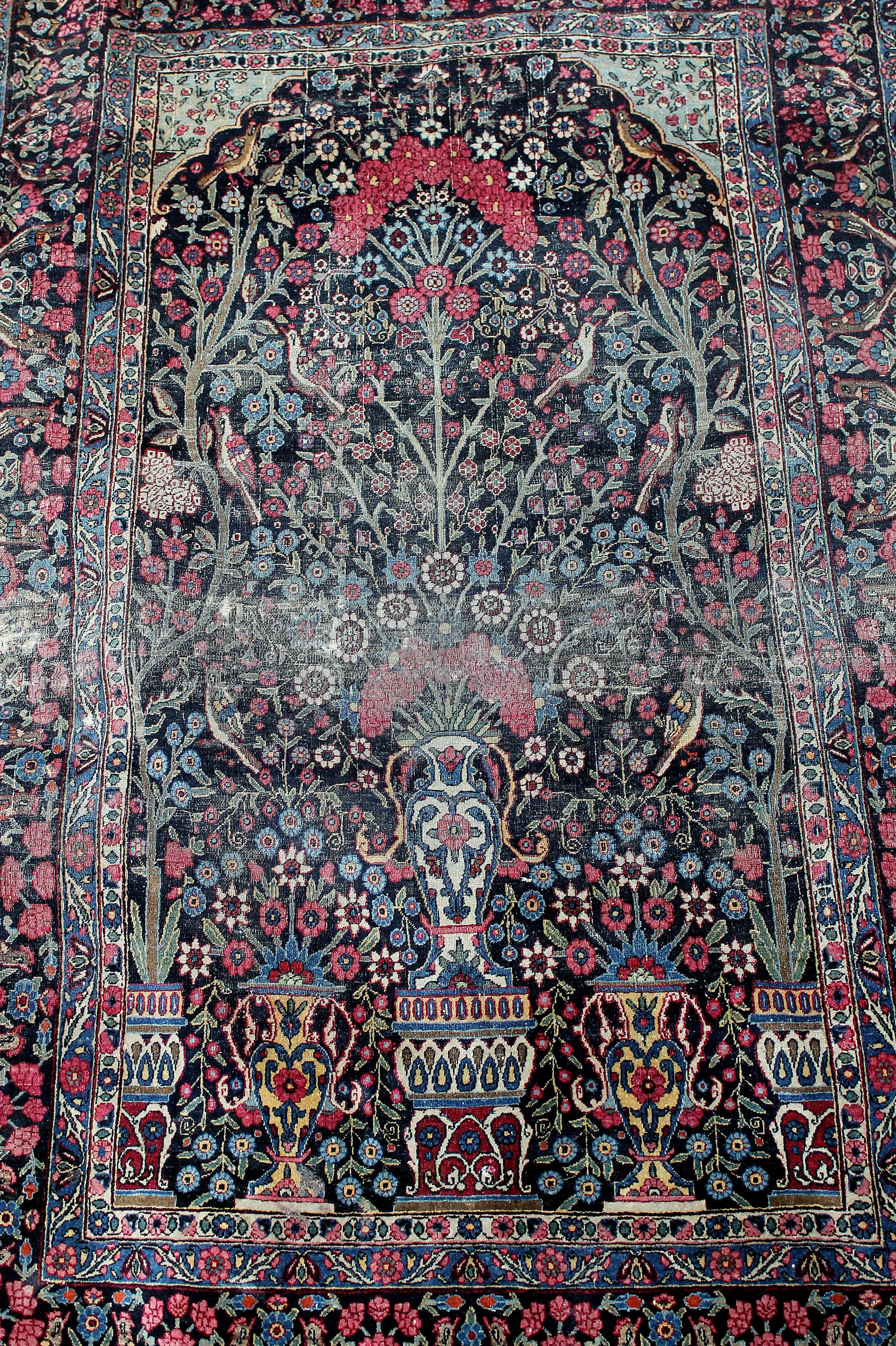
Bildteppich mit Lebensbaum, Vögeln, Pflanzen, Blumen und Vasenmotiv
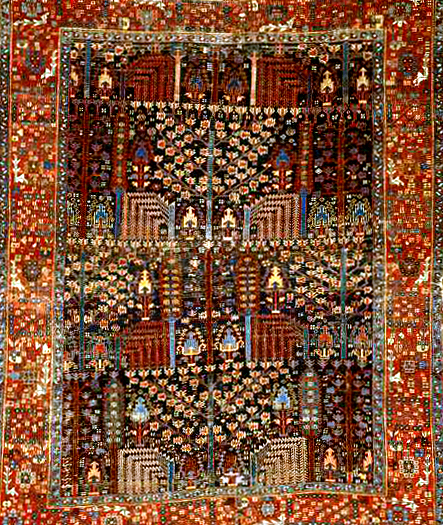
Teppich aus Karadscha mit Bid Majnūn, oder „Trauerweiden“-Motiv
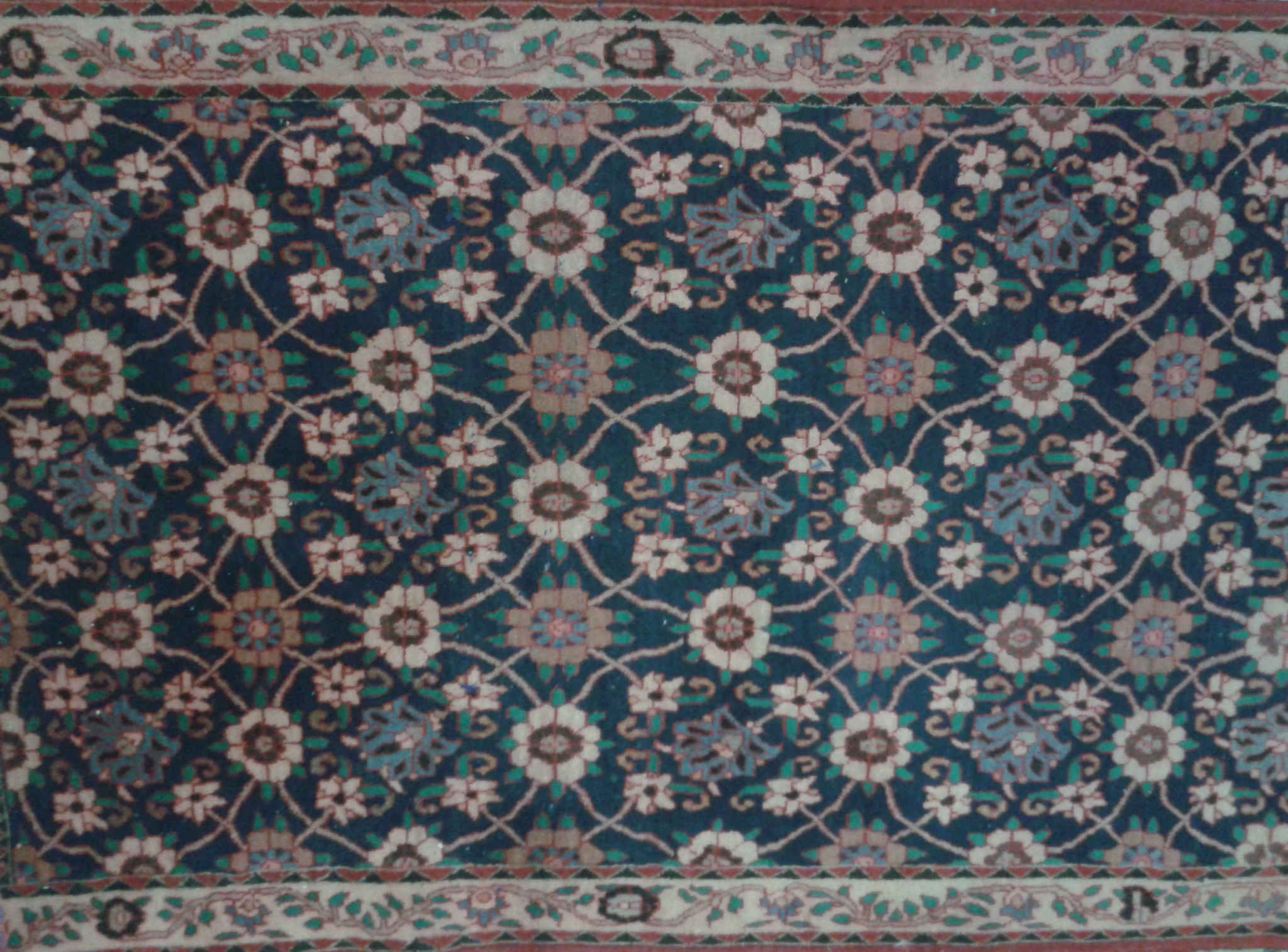
Teppich aus Varamin mit Mina Khani-Motiv
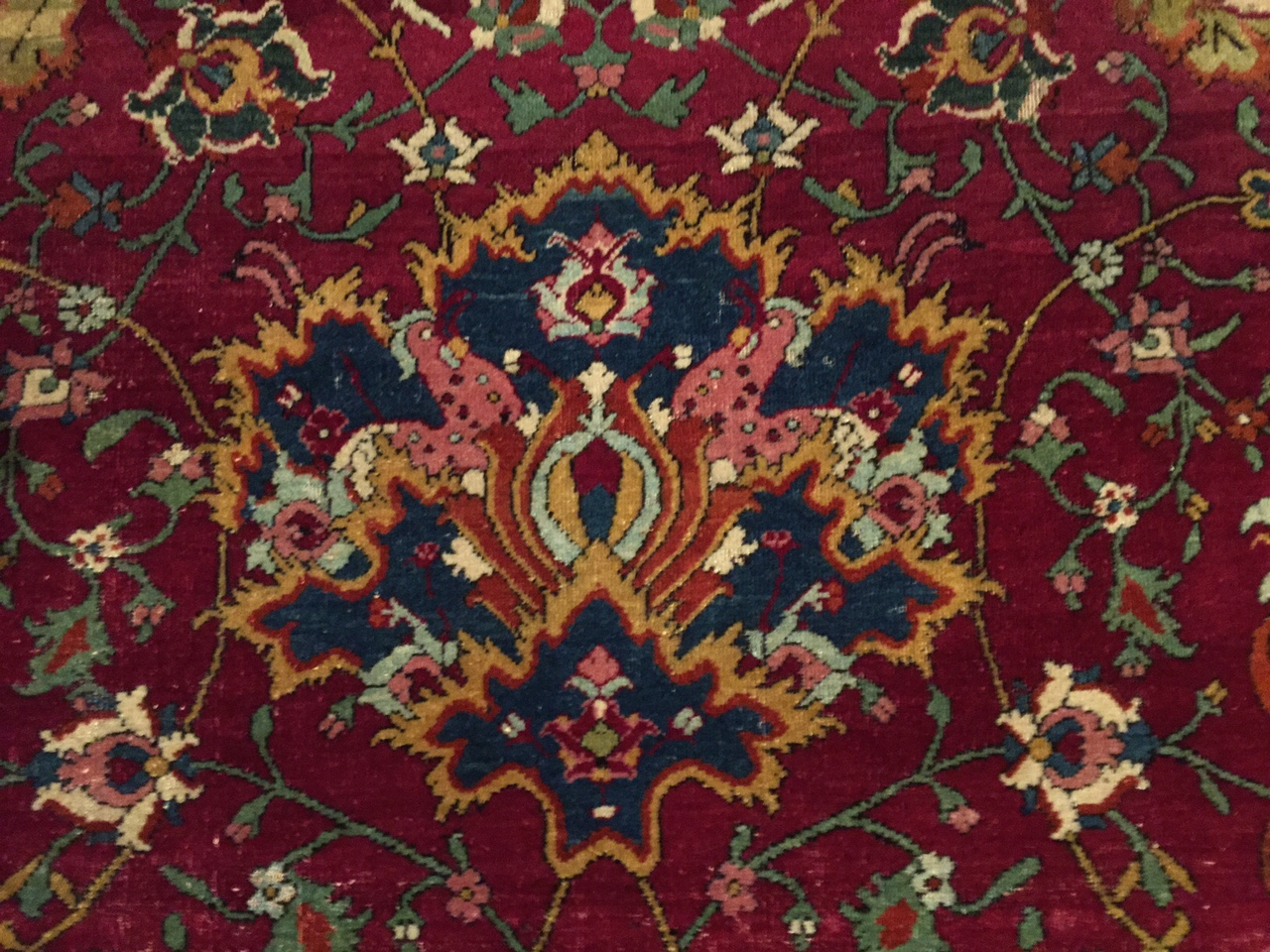
Detail eines safawidischen Teppichs, 16. Jh.: „Schah Abbasi“-Motiv
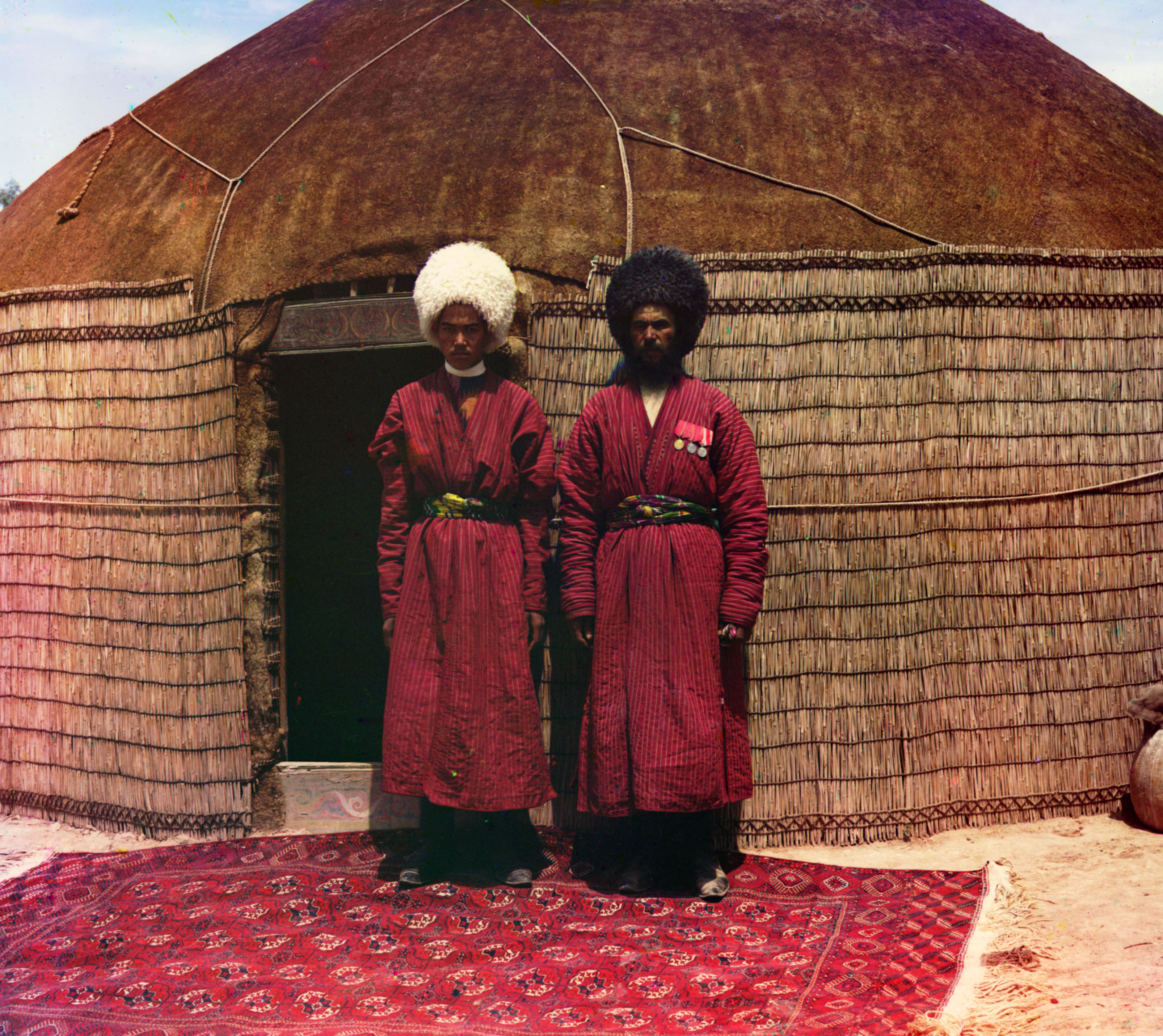
Zwei Turkmenen auf einem Halı-Hauptteppich mit den Güls des Tekke-Stamms (1905–1915)

## Formate
Die klassischen, in Persien selbst verwendeten Teppichformate unterscheiden sich von den für den Exportmarkt hergestellten Formaten. Traditionelle persische Räume sind eher lang und schmal, da lange Holzbalken für die Decken nur eingeschränkt verfügbar waren. In der Mitte des Raums lag meist ein prachtvoller Hauptteppich, Ghali (persisch قالی) oder „mian farsh“ genannt, der selten betreten wurde. Am Kopf des Raumes befand sich ein Kopfteppich, Kelleghi, seitlich des Hauptteppichs zwei längere, schmale Seitenläufer im Kenareh-Format. Größere und breitere Teppiche wurden in traditionellen Wohnräumen seltener verwendet und eher für den westeuropäischen und amerikanischen Markt hergestellt.
- Ghali (persisch قالی, ‚(Haupt)teppich‘): großformatiger Teppich für die Raummitte (190 × 280 cm).
- Dosar oder Sedschadeh: Der Begriff stammt von Persisch do, „zwei“ und sar, eine persische Maßeinheit, die etwa 105 cm entspricht. Teppiche in Dozar-Größe messen ungefähr 130–140 cm × 200–210 cm.
- Ghalitcheh (persisch قالیچه): Teppich sehr feiner Qualität im Dosarformat.
- Kelleghi oder Kelley: Langformat, ca. 150–200 × 300–600 cm. Dieses Format wird traditionell am Kopfende eines ghali-Teppichs ausgelegt (kalleh bedeutet „Kopf“ in Persisch).
- Kenareh: Kleineres Langformat, 80–120 cm × 250–600 cm. Traditionell entlang der Langseite des Hauptteppichs ausgelegt (kenār bedeutet „Seite“ in Persisch).
- Saronim: Entspricht 1 ½ sar. Diese kleineren Teppiche sind etwa 150 cm lang.
- Sartscharak: Format ca. 0,80 m × 1,30 m
- Poschti: Kissen, ca. 0,40 m × 0,60 m
- Pardeh: Format ca. 2,40 m × 1,40 m

Teppiche in Übergrößen wurden von den Schahs der Pahlavi-Dynastie zur Ausschmückung des Saadabad- und Golestanpalasts bestellt; Riesenformate werden heute beispielsweise für neu erbaute große Moscheen wie die Große Sultan-Qabus-Moschee angefertigt. Sonderformate wie quadratische oder runde Teppiche kommen selten, meist als Exportware, vor.

## Einteilung

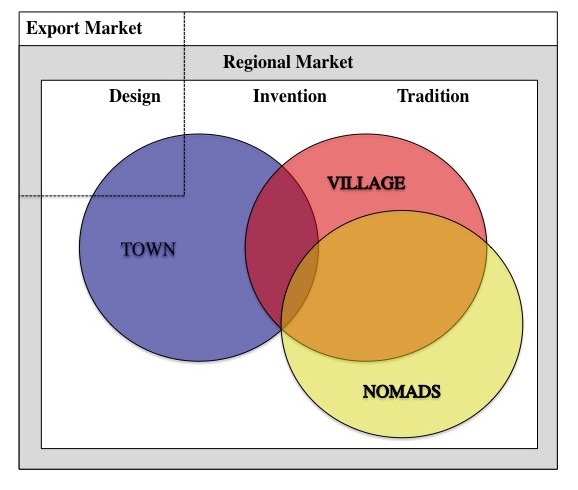
Kultureller Kontext der Teppichfabrikation: Stadt-Dorf-Nomadenstamm

Persische Teppiche können – neben dem Ort ihrer Herstellung – zunächst grob anhand des gesellschaftlichen Kontexts ihrer Knüpfer eingeteilt werden. Teppiche wurden und werden sowohl von Nomadenstämmen als auch in Dörfern, städtischen oder (früher) in Hofmanufakturen produziert.

### Nomaden- und Volksstämme
Die Teppiche der Nomaden werden von verschiedenen ethnischen Stammesgruppen geknüpft, die sich durch unterschiedliche Geschichte und Traditionen voneinander absetzen. Ursprünglich stellten die Stämme Teppiche hauptsächlich für ihren eigenen Gebrauch her, deshalb haben die Nomadenteppiche noch stärker die ursprünglichen Muster und Knüpfweisen bewahrt, als die stärker kommerziellen Bedingungen unterworfenen Teppiche aus den Siedlungen und Städten. Nachdem sich im Laufe des 20. Jh. die Lebensweise der Nomaden stark zu mehr Sesshaftigkeit hin verändert hatte, war die traditionelle Teppichproduktion in den 1970er Jahren fast zum Erliegen gekommen, wurde aber in den darauf folgenden Jahrzehnten wiederbelebt.
Kriterien für eine Knüpfung in nomadischer Tradition sind (Brüggemann/Boehmer 1982, S. 58 f.):
- Ungewöhnliche Materialien wie Kettfäden aus Ziegenhaar, oder Kamelwolle im Flor;
- Wolle hoher Qualität mit langem Flor;
- kleines Format, wie es auf einen horizontalen Webstuhl passt;
- unregelmäßiges Format aufgrund des häufigen Auf- und Abbaus des Webstuhls, was zu ungleichmäßiger Spannung der Kettfäden führt;
- stärkerer Abrasch;
- längere Flachgewebe bilden die Abschlüsse.

#### Technische Charakterisierung persischer Nomadenteppiche
|                | Kurden                                                                  | Bakhtiari & Luri                                                            | Chahar Mahal                     | Qashqai & Khamseh                                                                                                  | Afscharen                                                     | Belutschen                                                              |
| -------------- | ----------------------------------------------------------------------- | --------------------------------------------------------------------------- | -------------------------------- | --- | ------------------------------------------------------------- | ----------------------------------------------------------------------- |
| Knoten         | symmetrisch                                                             | symmetrisch                                                                 | symmetrisch                      | symmetrisch & asymmetrisch, linksöffnend                                                                           | symmetrisch & asymmetrisch, rechtsöffnend                     | überw. asymmetrisch linksöffnend, selten rechtsöffnend oder symmetrisch |
| Kette & Schuss | Wolle, manchmal Baumwolle. Kette weiß oder braun, Schuss braun oder rot | Wolle, Ziegenhaar, Baumwolle. Kette braun oder weiß, Schuss braun oder rot. | Baumwolle, Schuss manchmal blau  | Wolle, Schuss weiß (Q.) oder weiß und braun (Kh.), Schuss natürliche Farbe oder rot (Q.), oder rot und braun (Kh.) | Wolle, Kette weiß und braun, Schuss orangerot oder rosa       | Kette weiß, Schuss dunkelbraun, später auch Baumwolle                   |
| Schirazeh      | Schussumkehr oder Umwicklung                                            | dunkelbraun oder Ziegenhaar, umwickelt                                      | umwickelt, schwarze Wolle        | umwickelt, zweifarbig (Q.), Schussumkehr und Umwicklung, naturfarbene oder gefärbte Wolle (Kh.)                    | Schussumkehr, gefärbte Wolle                                  | umwickelt in brauner Wolle oder Ziegenhaar                              |
| Abschlüsse     | Flachgewebe, 2 cm bis sehr breit                                        | Flachgewebe, 2–8 cm, natürliche Farbe oder gestreift                        | Flachgewebe, 2–5 cm              | Flachgewebe, 2–5 cm, oft mit verschlungenen oder broschierten Streifen                                             | Flachgewebe, 2–15 cm, natürliche Farben oder farbige Streifen | 2–25 cm, gefärbte Streifen, broschiert                                  |
| Hauptfarben    | Gelb, natürliches oder korrodiertes Braun                               | Dunkelblau, Hellrot, tiefes Gelb                                            | Dunkelblau, Hellrot, tiefes gelb | helles, strahlendes Rot, unterschiedliche Blautöne, selten Gelb, Grün                                              | Gelb, Lachsrot                                                | Leuchtendblau                                                           |

Daten zusammengefasst aus O’Bannon, 1995

#### Kurden
Die Kurden sind eine ethnische Gruppe, die überwiegend in einem Gebiet leben, das die Gebiete in der jeweiligen Grenzregion der südöstlichen Türkei, den Westen Irans, Nordirak, und Nordsyrien umfasst. Die hohe Bevölkerungszahl und weite geographische Verbreitung der Kurden bedingt ein breites Spektrum an Mustern, das von den groben und naiv gestalteten Nomadenteppichen bis zu den ausgefeiltesten Mustern städtischer Manufaktur reicht. Die Teppiche können so fein und leicht geknüpft sein wie die aus Senneh oder so schwer und dicht wie die Bidschar-Teppiche.

##### Senneh-Teppiche

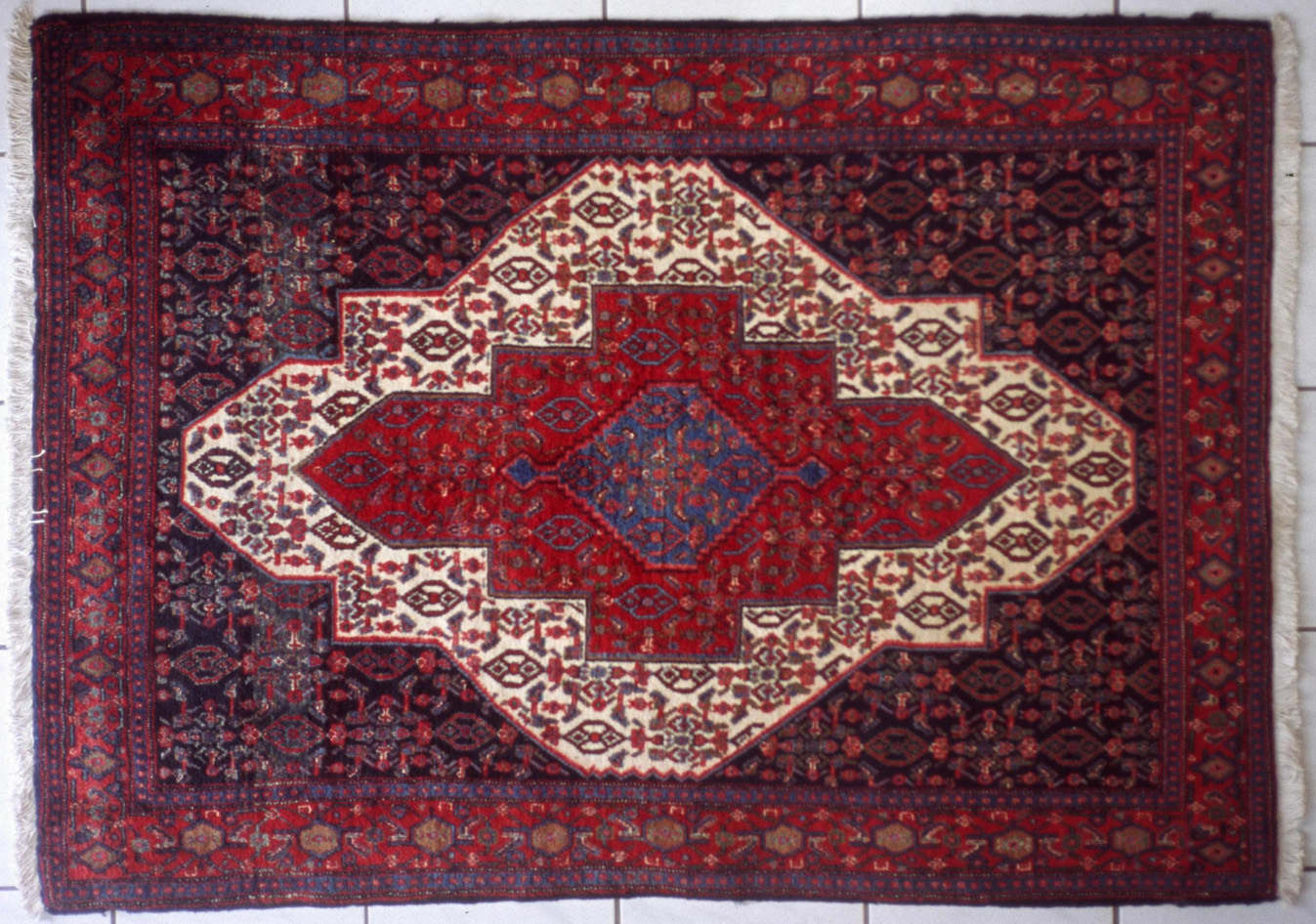
Teppich aus Senneh

Die Stadt Sanandadsch, früher Senneh genannt, ist die Hauptstadt der iranischen Provinz Kurdistan. Die hier geknüpften Teppiche sind immer noch, auch im heutigen Iran, unter dem Handelsnamen „Senneh“ bekannt. Sie gehören mit zu den am feinsten geknüpften persischen Teppichen, mit Knotenzahlen bis zu 6200/ dm². Der Flor ist sehr flach geschoren, der Grund aus Baumwolle, in antiken Sennehteppichen auch aus Seide. Der typische Senneh-Teppich ist relativ fein geknüpft und hat durch den stark gezwirnten Florfaden und einfachen Baumwollschuss eine 'körnige' Rückseite. Manche Teppiche haben Kettfäden aus Seide, die, in verschiedenen Farben gefärbt, verschiedenfarbige Fransen ergeben, die im Handel oft als „Regenbogenfransen“ bezeichnet werden. Diese, wie auch die häufig wiederholten Boteh-Muster, deuten auf einen möglichen Einfluss aus dem Indien der Moghulzeit hin. Das Feld erscheint oft in der Grundfarbe Blau oder Blassrot. Das häufigste Muster ist das Herati-Muster auf kontrastierender Grundfarbe. Auch realistischer dargestellte florale Muster treten auf, scheinen aber eher für den Export geknüpft worden zu sein.

##### Bidschar-Teppiche

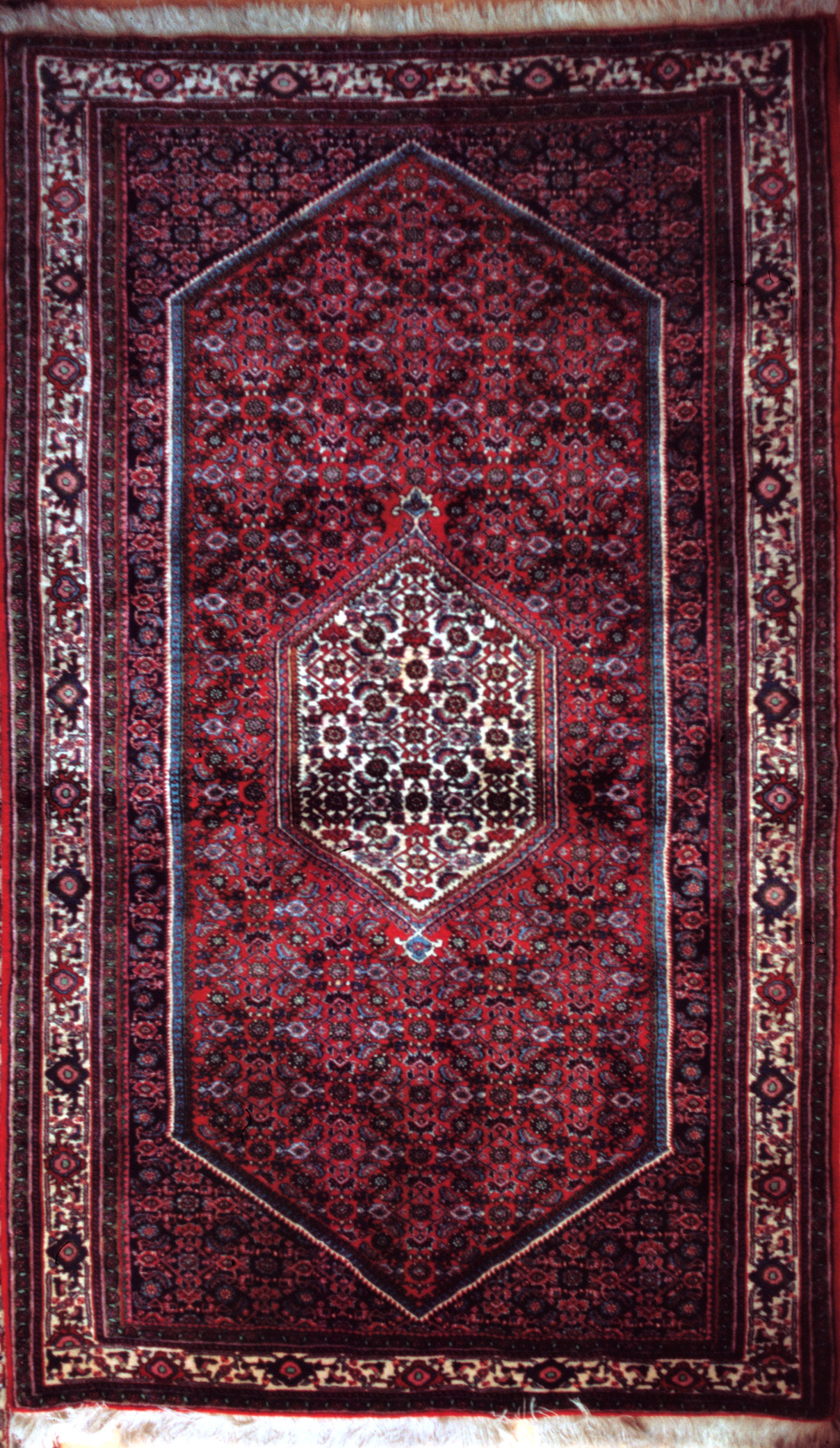
Bidschar-Teppich

Die Stadt Bidschar liegt rund 80 km nordöstlich von Sanandadsch. Diese beiden Städte und ihre Umgebung waren schon im 18. Jh. als große Zentren der Teppichknüpferei bekannt. Die Teppiche aus der Bidschar-Region zeigen andere Muster als die Senneh-Teppiche. Man unterscheidet „städtische“ von „dörflichen“ Bidschar-Teppichen. Bidscharteppiche zeichnen sich durch ihren dichtgepackten Flor aus, der durch die spezielle Technik des Nasswebens und mithilfe eines speziellen Werkzeugs entsteht. Kette, Schuss und Florgarn werden während des Knüpfvorgangs durchgehend nass gehalten. Wenn der fertige Teppich trocknet, dehnt sich die Wolle aus, und das Gewebe wird sehr kompakt. Darüber hinaus wird das Gewebe während des Knüpfens durch kräftiges Hämmern auf eine nagelartiges Gerät verdichtet, das während des Knüpfens zwischen die Kettfäden geführt wird. Abwechselnd sind die Kettfäden tief geschichtet, das Gewebe wird darüber hinaus nochmals verdichtet, indem Schussfäden unterschiedlicher Dicke verwendet werden. Üblicherweise ist einer von drei Schussfäden deutlich dicker als die anderen. Die Knoten sind symmetrisch, ihre Dichte beträgt 930–2100/ dm², seltener sogar über 6200/ dm².
Die Farben der Bidscharteppiche sind sehr erlesen, Hell- und dunkelblau und sattes bis blasses Krapprot. Die Muster sind traditionelle persische, überwiegend Herati, man sieht aber auch Mina Khani, Harshang, und einfachere Medaillonformen. Oft ist das Muster eher rektilinear. Ein Kennzeichen ist, dass den Ornamenten oft die sonst üblichen, begleitenden Konturen in Kontrastfarbe fehlen, besonders häufig bei den kleinteiligen Musterelementen. Bidscharteppiche sind aber leichter an ihrer besonderen, steifen und schweren Webart zu erkennen, als anhand ihrer Musterung. Teppiche aus der Bidscharregion können nur schwer gefaltet werden, ohne dass die Grundlage beschädigt wird. Teppiche in voller üblicher Größe, die aber nur Beispiele möglicher Feld- und Bordürenmuster zeigen, werden im Handel oft als „Wagireh“ (Musterteppich) bezeichnet. Man sieht sie im Bidschargebiet häufig. Bidschar exportiert immer noch neue Teppiche, oft mit nicht ganz so ausgefeilten Heratimustern, und mit guten synthetischen Farben.

##### Kurdische Dorfteppiche
Aus westlicher Perspektive liegt nicht viel Information zur Produktion speziell kurdischer Dorfteppiche vor. Wahrscheinlich verfügen wir deshalb nur über unzureichendes Wissen, weil kurdische Teppiche im Westen nie speziell gesammelt und publiziert worden sind. Meistens kann ein Teppich nur als „nordwestpersisch, vielleicht kurdisch“ identifiziert werden.
Wie so häufig bei Dorf- und Nomadenteppichen, besteht die Grundlage von Dorfteppichen meist aus Wolle. Kurdische Schafwolle ist von besonders guter Qualität und nimmt Farben gut an. Ein Teppich mit den charakteristischen Eigenschaften „dörflicher Produktion“ aus hochwertiger Wolle mit besonders sorgfältiger Färbung kann kurdischer Produktion zugeordnet werden. In den meisten Fällen bleibt diese Zuordnung aber spekulativ. Die meisten Teppichmuster und Ornamente sind so weit verbreitet, dass sie die Zuordnung zu einem bestimmten Stamm oder einer Region auch nicht erlauben. Es gibt eine Tendenz, im Zuge der so genannten „Musterwanderung“ Traditionen der umgebenden türkischen und persischen Regionen zu adaptieren. Wenn hierbei ungewöhnliche Abweichungen auftreten, kann eine kurdische Produktion aus der jeweiligen Umgebung angenommen werden. Im umgekehrten Fall haben aber auch nordwestpersische Städte wie Hamadan, Zandschan oder Mahabad (Sauj Bulagh) in der Vergangenheit kurdische Designs übernommen. Die moderne, in den „Grand Persian Exhibitions“ gezeigte Produktion scheint hiervon aber wieder abgekommen zu sein.

#### Kaschgai

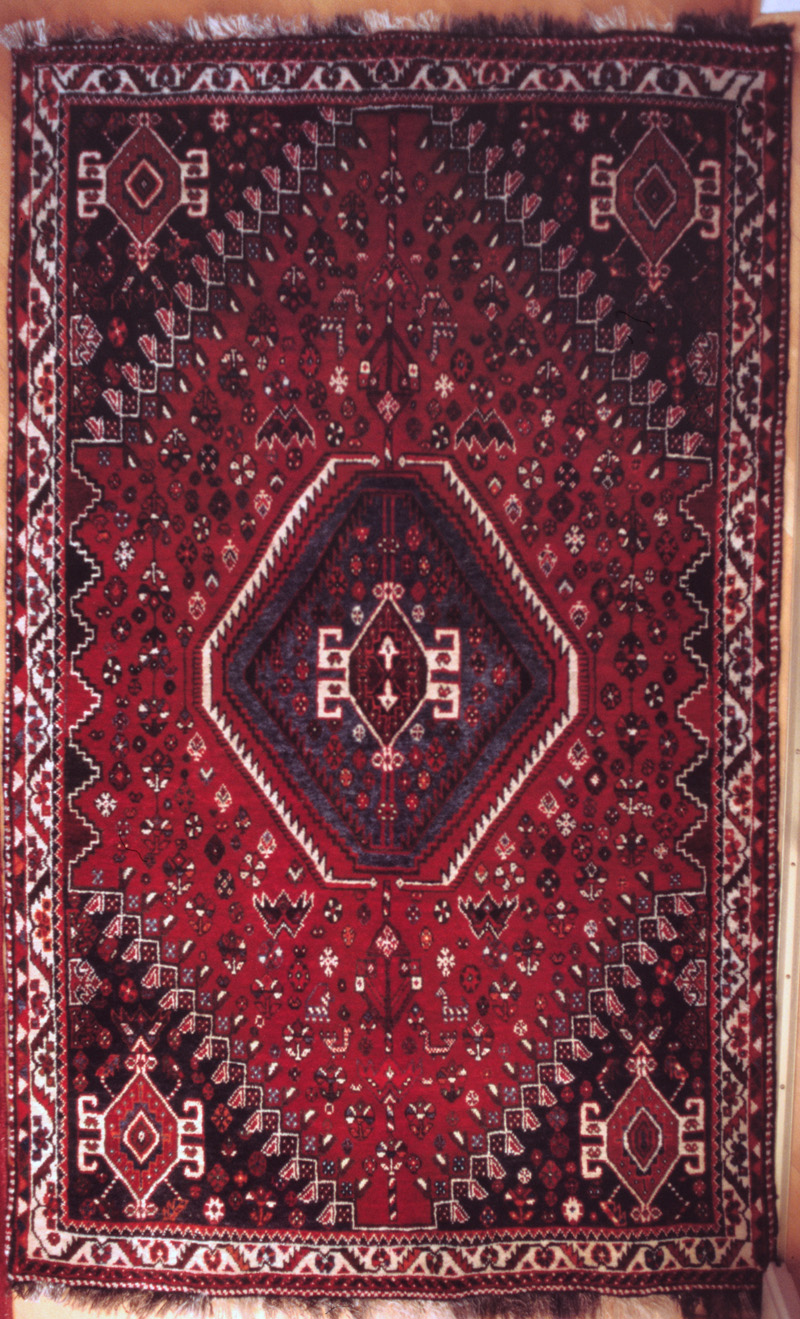
Kaschgai-Teppich

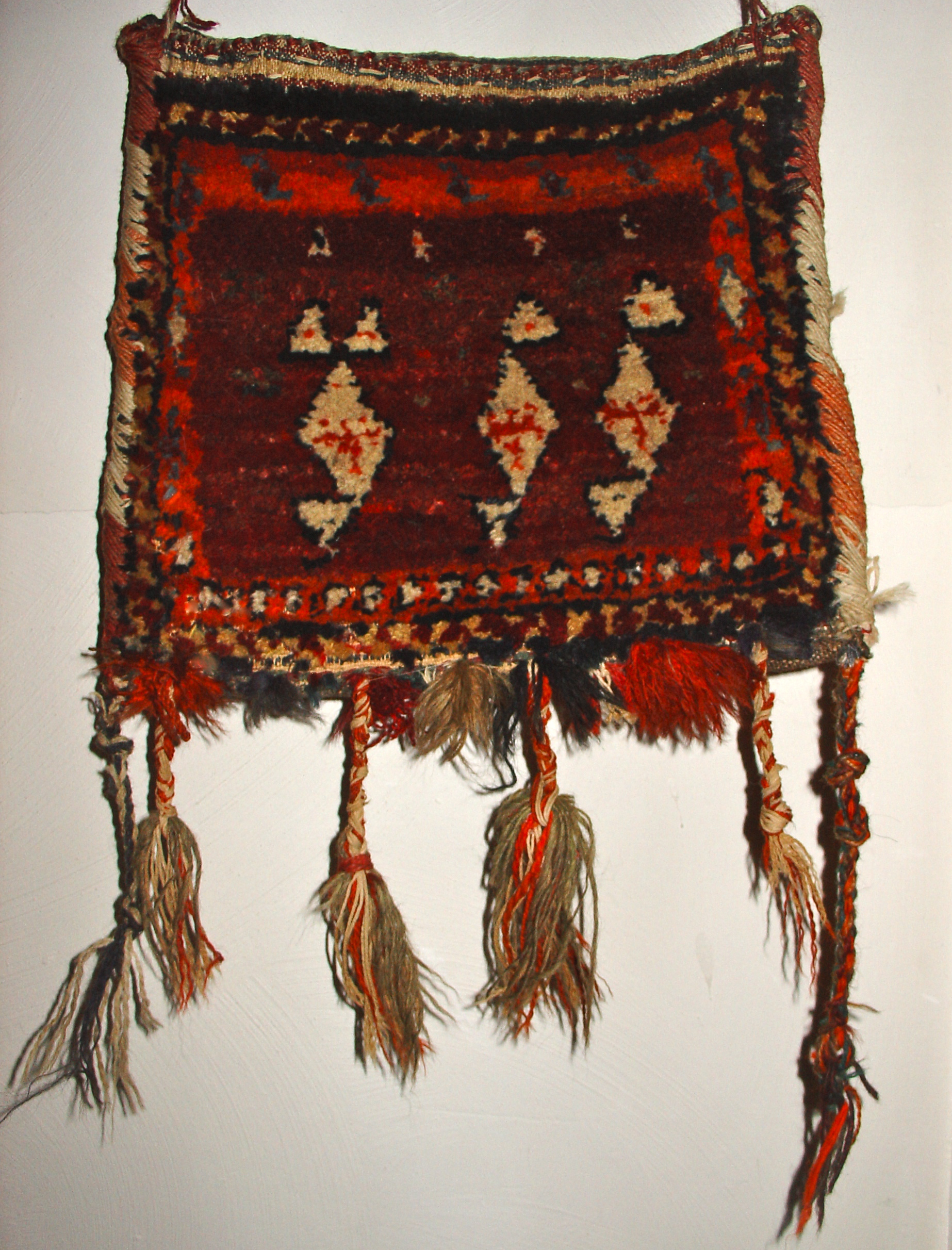
Geknüpfte Vorderseite einer Kaschgai-Tasche

Die Frühgeschichte der Kaschgai liegt im Dunkeln. Sie sprechen einen Turksprachen-Dialekt ähnlich dem in Aserbaidschan gebräuchlichen und sind wohl unter dem Druck des Mongolensturms während des 13. Jahrhunderts aus dem Norden in die Provinz Fars eingewandert. Karim Khan Zand ernannte den Anführer des Clans der Chahilu zum ersten Il-Chan der Kaschgai. Die wichtigsten Unterstämme der Kaschgai sind die Qashguli, Schischbuluki, Daraschuri, Farsimadan, und Amaleh. Die Gallanzan, Rahimi und Ikdir knüpften auch Teppiche mittlerer Qualität. Die von den Unterstämmen der Safi Khani und Bulli hergestellten Teppiche galten als diejenigen von höchster Qualität. Die Teppiche sind ganz aus Wolle, meist mit elfenbeinweißen Kettfäden, wodurch Kaschgai- von den im Muster nahe verwandten Khamseh-Teppichen unterschieden werden können. Kaschgai-Teppiche werden mit asymmetrischen Knoten geknüpft, während Kashgai-Gabbeh meist symmetrische Knoten aufweisen. Die Kettfäden sind alternierend tief gestaffelt. Die Schussfäden sind in der natürlichen Wollfarbe oder rot gefärbt. Die Ränder sind mit verschiedenfarbiger Wolle umwickelt, wodurch ein „Zuckerstangen“-Farbeffekt (englisch: „barber pole“) entsteht. Beide Enden des Teppichs weisen kurze gestreifte Flachgewebe auf. Schon im 19. Jahrhundert entstanden Werkstätten um die Stadt Firuzabad herum. In diesen Werkstätten wurden Teppiche mit wiederholten Boteh- oder Herati-Mustern und Gebetsteppiche, die den „millefleurs“-Teppichen zeitgenössischer Produktion ähneln, hergestellt. Das Heratimuster erscheint oft auseinandergezogen und fragmentiert. Die Kaschgai sind ebenfalls für ihre Flachgewebe bekannt sowie für die Herstellung kleinerer, geknüpfter Satteltaschen, größerer Taschen in Flachgewebetechnik (mafrash), und ihre Gabbeh-Teppiche.
Die Teppiche des Stamms der Schischbuluki (wörtlich „Sechs Distrikte“) zeichnet sich durch kleine zentrale rautenförmige Medaillons aus, die konzentrisch aus der Mitte heraus angeordnet sind. Das Feld ist meistens rot, Details erscheinen in Gelb oder Elfenbein. Daraschuri-Teppiche sind denjenigen der Schischbuluki sehr ähnlich, aber gröber geknüpft.
Nachdem der ursprüngliche Lebensstil der Nomaden während des 20. Jahrhunderts fast zum Erliegen gekommen ist, werden die meisten Kaschgai-Teppiche heute in den Dörfern auf aufrechten Webstühlen geknüpft und haben Baumwoll-Kett- und oft auch Schussfäden. Man verwendet weiterhin die traditionell mit den Kaschgai in Verbindung gebrachten Muster, aber es ist kaum noch möglich, einen Teppich einer speziellen Stammestradition zuzuordnen. Bei vielen Mustern, darunter dem traditionellen „Kaschgai-Medaillon“, von denen man früher angenommen hatte, dass sie echter nomadischer Tradition entstammen, ist heute nachgewiesen, dass sie eigentlich der Stadtmanufaktur entstammen. Sie wurden durch einen Stilisierungsprozess in die Knüpftradition der ländlichen Dörfer integriert.
Die Wiederbelebung des Färbens mit Naturfarben hatte einen starken Einfluss auf die Teppichknüpferei der Kaschgai. Beginnend in der Stadt Schiras, wo der Färbemeister Abbas Sayahi lebte, fanden besonders die Gabbeh-Teppiche großes Käuferinteresse. Diese waren ursprünglich für den Eigengebrauch grob aus ungefärbter Wolle geknüpft worden. Seit dem Wiederaufkommen der Naturfarben wurden sie in der ganzen Bandbreite der verfügbaren Farben geknüpft. In der modernen Produktion bleibt das Design von Gabbeh-Teppichen immer noch einfach, aber folgt modernen Vorstellungen.

#### Khamseh-Konföderation

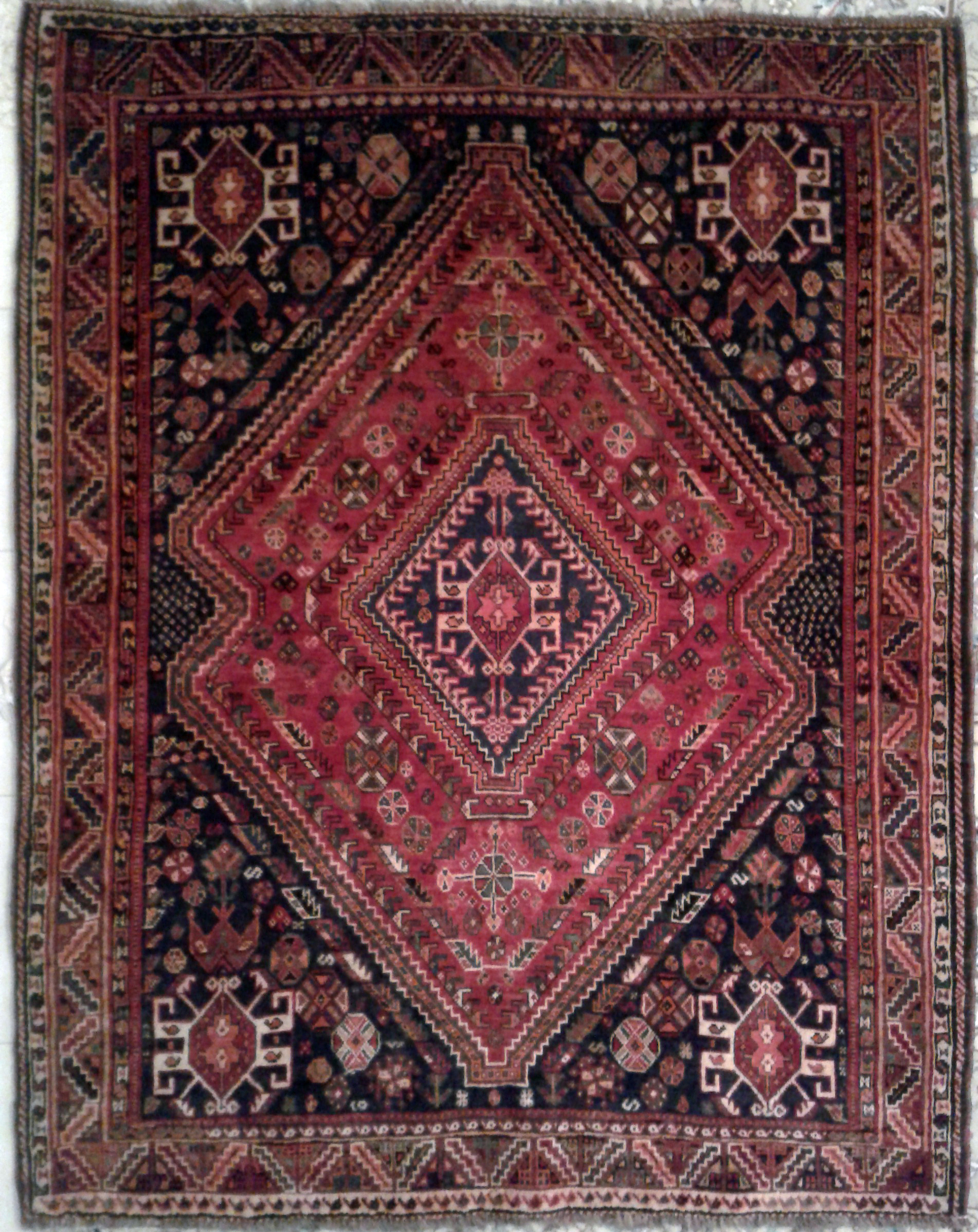
Ein Teppich der Basseri

Die Khamseh-Konföderation (von arab. خمسة ḵamsa, fünf [Stämme]) wurde im 19. Jahrhundert von der persischen Regierung unter den Kadscharen gegründet, um die Macht der Kaschgai-Stämme zu schwächen. Fünf Stammesgruppen arabischer, persischer und türkischer Abstammung mit den arabischen Stämmen, den Basseri, Bahārlu, Aynallu, und Nafar wurden zusammengefasst. Es ist oft schwierig, einen Teppich aus Khamseh-Herstellung eindeutig zu identifizieren. Der Name „Khamseh“ wird oft als Handelsname oder aus Konvention verwendet. Kettfäden und Seitenbefestigungen aus dunkler Wolle werden meist den arabischen Khamseh-Stämmen zugeordnet. Die Kettfäden sind meist nicht geschichtet, das Farbschema eher dunkel. Ein stilisiertes Vogelmuster („murgh“), angeordnet um eine Abfolge von kleinen rautenförmigen Medaillons, wird oft den Khamseh zugeordnet. Basseri-Teppiche sind asymmetrisch geknotet, von hellerer Farbe, mit mehr freien Flächen und kleineren Ornamenten und Figuren. Aus der eher landwirtschaftlich geprägten Region des Dārāb, in der die Baharlu leben, sind kaum Teppiche bekannt.

#### Luri
Die Luren leben überwiegend im westlichen und südwestlichen Iran. Sie sind indo-europäischer Herkunft. Ihre Sprache ist dem Dialekt der Bachtiari und der südlichen Kurden eng verwandt. Ihre Teppiche kommen in Schiras zum Markt. Sie haben meist eine Grundlage aus dunkler Wolle, mit je zwei Schussfäden nach jeder Knotenreihe. Symmetrische und asymmetrische Knoten werden verwendet. Oft ist das Muster in kleinen Abteilungen sich wiederholender Sterne gegliedert. Rautenförmige Medaillons mit ankerartigen Haken an beiden Spitzen kommen ebenfalls vor.

#### Afshari
Die Afschari, ein Turkstamm lebten im äußersten Osten Irans im Grenzgebiet zu Afghanistan und insbesondere heute – aufgrund zwangsweiser Umsiedlung – im südpersischen Raum zwischen Schiras und Kerman. Sie stellten hauptsächlich Teppich im Läuferformat und Taschen unterschiedlicher Größe mit rektilinearen oder kurvilinearen Designs her, sowohl mit Zentralmedaillons als auch über das ganze Feld laufenden „allover“-Mustern. Die häufigsten Farben sind Hell- und Blassrot. Die Enden der Teppiche in Flachgewebe haben oft viele schmale farbige Streifen.

#### Belutschen
Die Belutschen leben im östlichen Iran. Sie knüpfen hauptsächlich kleinformatige Teppiche und verschiedene Taschen in dunkelroten und dunkelblauen Farbtönen, oft mit dunkelbraun und weiß kombiniert. Auch Kamelwolle wird verwendet.

### Teppiche aus dörflicher Herstellung
Die in den iranischen Dörfern geknüpften Teppiche kommen üblicherweise in regionalen Marktzentren zum Verkauf und tragen dann oft den Namen dieses Zentrums als Handelsnamen. Manchmal, wie beispielsweise beim „Serapi“-Teppich, dient der Name des Dorfes (Sarab) als Qualitätsmerkmal: Ein „Serapi“-Teppich ist ein Heristeppich höherer Qualität. Dorfteppiche können anhand ihres gröberen, stärker stilisierten Musters erkannt werden.
Folgende Kriterien deuten darauf hin, dass ein Teppich aus dörflicher Produktion stammt (Wilber, 1989, S. 6–10.):
1. Kleineres Format, oft Dosar;
2. ohne Vorlage geknüpft;
3. Ecken nicht aufgelöst oder improvisiert;
4. Unregelmäßigkeiten im Musteraufbau oder in einzelnen Ornamenten.

Dorfteppiche haben eher Kettfäden aus Wolle. Ihre Muster sind nicht so ausgefeilt wie die kurvilinearen Muster der Stadt- oder Manufakturteppiche. Sie weisen öfter Abrasch auf, und deutlich sichtbare Irrtümer im Detail. Wenn einfache aufrechte Webstühle verwendet wurden, kann die Spannung der Kettfäden nicht gleichmäßig gehalten werden, sodass Dorfteppiche unregelmäßig verzogen sein können, unregelmäßige Seiten haben, und manchmal nicht vollkommen flach auf dem Boden aufliegen. Die Schirazeh und Fransen werden unterschiedlich ausgearbeitet, nicht so regelmäßig wie bei Manufakturteppichen. Dorfteppiche haben seltener geschichtete Kettfäden, und schmalere Flachgewebe an den Enden, die nicht so lang sind wie oft bei Nomadenteppichen. Die unterschiedlichen Arten wie Enden und Fransen gearbeitet sind, geben manchmal Hinweise auf die Herkunft des Teppichs. Da die gebräuchlichsten Muster überall in Iran verwendet wurden und werden, sind die Teppichmuster oft bei der Provenienzbestimmung nicht hilfreich. Einige wenige Strukturmerkmale unterstützen die Identifikation und sind entsprechend aufgeführt. Um sie zu beurteilen, muss der Teppich zur Untersuchung vorliegen; Abbildungen helfen nur dann weiter, wenn die Strukturmerkmale darauf erkennbar dargestellt sind.
Seit der klassischen Beschreibung der Teppiche durch Edwards, 1952, sind viele der damaligen Dörfer zu modernen Großstädten angewachsen. Alte Teppiche aus ehemals dörflicher Produktion sind noch im Handel und können anhand der unten beschriebenen Merkmale identifiziert werden. Wenn neu hergestellte Teppiche die beschriebenen Merkmale aufweisen, könnten sie in einem Dorf aus der Umgebung der genannten Zentren stammen oder in bewusstem Bezug auf die regionale Tradition hergestellt worden sein.

#### Nordwestliches Iran
Täbris ist das Marktzentrum des iranischen Nordwestens. Die Teppiche aus dieser Region haben meist symmetrische Knüpfung. Heris ist ein lokales Produktionszentrum, in dem hauptsächlich großformatige, Raum füllende Teppiche geknüpft werden. Kette und Schuss sind meist aus Baumwolle, die Knüpfung eher grob, aber mit Wolle guter Qualität. Prominente Zentralmedaillons sind charakteristisch für Heristeppiche, mit kräftigen, rektilinearen Ornamenten, manchmal im Rapport. Heristeppiche von besserer Qualität sind unter dem Namen Serapi bekannt. In Sarab werden Läufer und Galerien mit breiten Hauptbordüren geknüpft, oft wird Kamelwolle oder mit kamelhaarfarben gefärbte Schafwolle benutzt. Große, verbundene Medaillons füllen das Feld aus. Die meist rektilinearen, geometrischen Ornamente sind rosarot und blau gefärbt. Bakschaisch-Teppiche haben ein schildförmiges großes Medaillon und gröber gezeichnete Muster in Lachsrot und Blau. Karadscha produziert Läuferformate mit speziellen quadratischen und oktogonalen Medaillonreihen.

#### Westiran
Wichtige Produktionszentren im Nordwesten sind Hamadan, Sarūk mit seiner Nachbarstadt Arak mit der umliegenden Provinz Markazi, deren Teppiche auch unter dem Handelsnamen Lilihan bekannt sind, Serabend, der Herkunftsort des Mir-Teppichs Maslaghan, Malayer, und Feraghan.
- Teppiche aus Maslaghan sind für gewöhnlich kleinformatig (120 × 180 cm), die Kettfäden aus Baumwolle, die Schussfäden aus Wolle oder Baumwolle. Das Medaillon zeigt oft ein gelapptes Gol-Muster, dessen Farben in starkem Kontrast zum Feld stehen, mit schmalen Bordüren. Malayer, Saruk und Feraghan liegen nahe beieinander. Sie haben eine Grundlage aus Baumwolle[54]
- Malayer-Teppiche sind einschüssig und haben symmetrische Knoten. Rapport- und Medaillonmuster sind häufig, auch das Boteh-Muster wird häufig verwendet.[54]
- Das ursprüngliche Sarouk-Muster bestand aus einem abgerundeten Sternmedaillon mit umgebenden Anhängern. Aufgrund der Nachfrage, vor allem aus den USA, veränderten die Knüpfer ihr traditionelles Design hin zu einem Rapport einzelner unabhängiger floraler Motive. Um eine marktgängigere Färbung zu entwickeln, wurden die Teppiche (meist in Europa oder in USA) chemisch gewaschen, wobei die unerwünschten Farben ausbleichten, und anschließend neu eingefärbt.[73] Als „amerikanische Saruk“-Teppiche wurden sie später nach Europa reimportiert und werden immer noch im Handel angeboten.
- Feraghan-Teppiche sind weniger fein geknüpft als die aus Saruk. Ein rapportierendes Herati-Muster ist nicht selten zu sehen. Wenn Medaillons auftreten, zeigen sie eher ein geometrisches Design. Korrodierendes Grün (gefärbt mit einer korrodierenden Beize) ist typisch für Feraghan-Teppiche.[54]

#### Südiran
Die kommerzielle Teppichproduktion in den Städten Abadeh und Yalameh begann erst Mitte des 20. Jahrhunderts. Teppiche aus Abadeh übernahmen traditionelle Muster der Kashgai, verwenden aber Baumwolle für Kette und Schuss, letztere sind oft blau gefärbt. Teppiche aus Yalameh ähneln eher den Khamseh-Teppichen und haben als Besonderheit hakenverzierte Medaillons. Kette und Schuss sind oft in ihrer weißen Naturfarbe gehalten.

#### Ostiran
Doroksh ist ein Zentrum in Ostiran. Die Teppiche weisen hier charakteristische Orangetöne auf und zeigen häufig das Boteh-Motiv. Sie haben für gewöhnlich nur eine Bordüre. Die Knüpfung ist asymmetrisch.

### Teppichmanufakturen der Städte

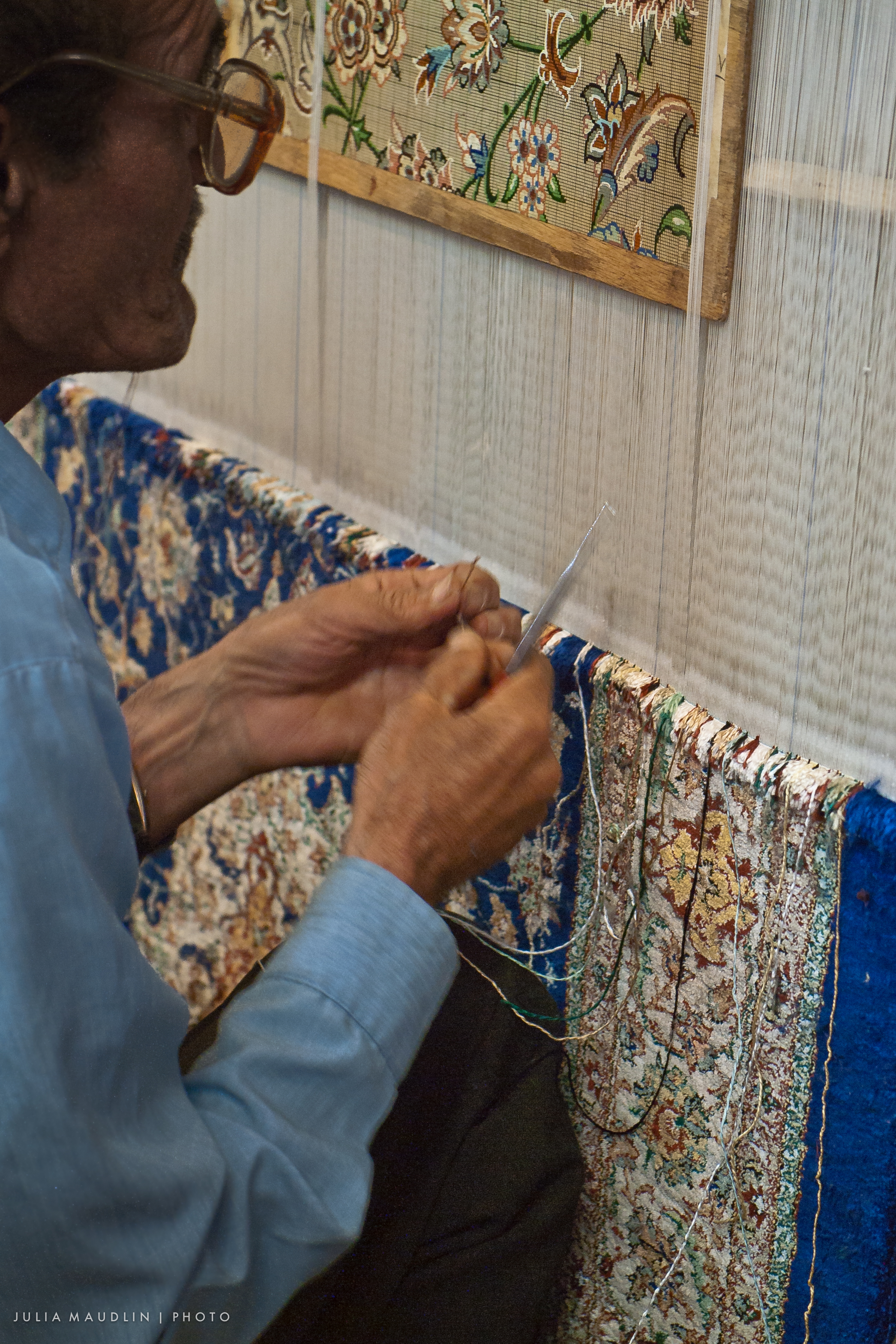
Teppichknüpfer mit Knüpfplan (Karton), Isfahan, Iran

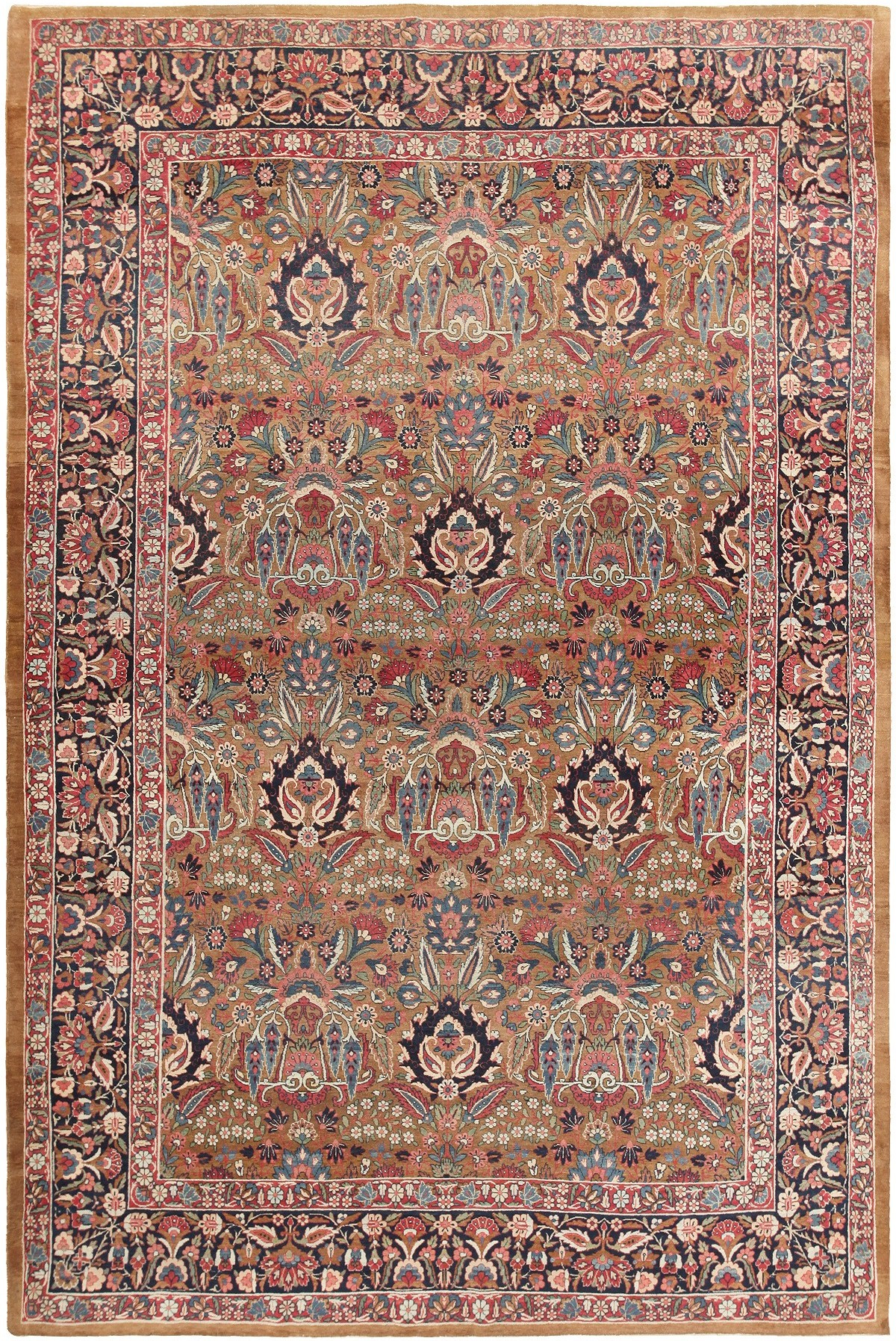
Antiker Teppich aus Kerman mit typischem Musterrapport

In Täbris im Westen, Kerman im Süden, und Maschhad im Nordosten Irans, sowie in den zentraliranischen Städten Kaschan, Isfahan, Nain und Ghom stehen große Teppichmanufakturen.
- Täbris ist seit Jahrhunderten Zentrum der Teppichknüpferei. Die Manufakturen der Stadt spielten eine entscheidende Rolle bei der Wiederbelebung der Knüpfkunst in den 80er Jahren des 19. Jahrhunderts. Die Knüpfer aus Täbris reproduzieren jedes bekannte Muster, mit Woll- oder Seidenflor, und Wolle, Seide oder Baumwolle in der Grundlage.
- Kerman ist für seine fein geknüpften, eleganten Teppiche bekannt. Sie sind oft in leuchtendem Cochenillerot, Elfenbein und Goldgelb gefärbt. Die Medaillons sind elegant gezeichnet. Häufig sieht man sehr elegant ausgeführte Boteh-Ornamente im Feld.
- Maschhad produziert Teppiche eher durchschnittlicher Qualität. Auch hier wird oft Cochenillerot verwendet. Emogli-Teppiche bestehen aus Seide und stellen die höchste Qualitätsstufe dar. Sie zeigen dichte Arabesken auf rotem Grund.
- Kaschan ist das älteste Zentrum der Teppichproduktion in Zentraliran. Seit alters war die Stadt berühmt für ihre Seidenindustrie und seidenen Teppiche. Mit dem Niedergang der Produktion von Seidentextilien Ende des 19. Jahrhunderts besannen sich die Hersteller in Kaschan wieder auf die alte Teppichtradition. Die frühesten Teppiche aus dieser Herstellungsperiode zeigen noch einige Unsicherheiten und Unausgewogenheiten im Design, die in der Folge aber überwunden werden konnten.[74] Kaschanteppiche haben meist ein rotes oder elfenbeinfarbenes Feld und sehr fein ausgearbeitete Zentralmedaillons. Die „Kunst des Teppichknüpfens in Kaschan“ zählt zum immateriellen Kulturerbe der Menschheit.
- Isfahan, Nain und Ghom haben ihre Teppichindustrie Mitte des 20. Jahrhunderts wiederbelebt. Feinste Teppiche ganz aus Seide oder mit Baumwollgrund und Seidenflor werden mit asymmetrischen Knoten hergestellt. Ihre Muster sind oft durch Bezüge auf die Teppichkunst der Safawidenzeit inspiriert. Teppiche aus Ghom und Nain haben reich dekorierte Medaillons und blaue und Elfenbein-Farbtöne. Teppiche aus Isfahan weisen eher blaue und rote Farbtöne auf.

## Tabellarische Übersicht wichtiger Provenienzen
| Maku          | Marand    | Täbris    | Ahar     | Heris         | Meschkin Schahr | Ardabil     | Saraband | Sarab       |
| Mahabad       | Afschar   | Sandschar | Bidschar | Sanandadsch   | Saraband        | Kermānschāh | Haris    | Qazvin      |
| Hamadan       | Malayer   | Sarugh    | Farahan  | Ghom          | Teheran         | Borudscherd | Arak     | Moschk Abad |
| Mahalat       | Joschghan | Kaschan   | Semnan   | Schahr-e Kord | Isfahan         | Ardestan    | Nā’in    | Schahr Resa |
| Mamasani      | Abadeh    | Yazd      | Schiras  | Rafsandschan  | Kerman          | Mahan       | Ravar    | Gorgan      |
| Gonbad Ghabus | Nischapur | Torghabeh | Maschhad | Kāschmar      | Gonabad         | Ferdos      | Qāen     | Dorochsch   |
| Birdschand    | Mud       | Zābol     | Herat    |               |                 |             |          |             |

## Ausländische Unternehmen in Persien
Die Weltausstellungen in Wien (1873) und Paris (1878) hatten eine ansehnliche Nachfrage nach „Türkischen Teppichen“ geweckt. Diesen Namen hatten sie damals, weil der Export über Istanbul erfolgte. Das Unternehmen vom Winterthurer Auswanderer Philipp Ziegler gegründete Unternehmen  Ziegler bediente erfolgreich den Markt und exportierte Teppiche von Persien nach Europa, sowie in die Anrainerländer, zum Beispiel in das damals unter britischer Herrschaft stehende Indien. Um über größere Mengen verfügen zu können, musste man auf den europäischen Geschmack ausgerichtete Teppiche in Persien produzieren lassen, und zwar regelmäßig und in ausreichenden Stückzahlen. Doch dazu fehlte es noch an leistungsstarken Knüpfereien.
Um 1875 begannen Kaufleute aus Täbris, für ihre europäische Kundschaft Teppichmanufakturen in Soltanabad (heute Arak) aufzubauen. Anfangs kooperierte Ziegler mit den damals bereits vor Ort tätigen Sudetendeutschen Ginzkey und Reichert, die allerdings 1883 das Unternehmen verließen und von Ziegler abgefunden wurden. 1883 richteten Ziegler and Company eine Weberei in Mahal ein. 1885 folgten das deutsche Unternehmen Persische Teppich-Gesellschaft (Petag) in Täbris und das niederländisch-britische Unternehmen P. Hotz & Sons.

Musterknüpferei der Pers. Teppich-Ges. in Täbris

Auch die Oriental Carpet Manufacturers (OCM) of London (später Eastern Kayam) dehnte ihre Geschäfte ab 1908 von der Türkei nach Persien aus. Von 1908 bis 1924 war Arthur Cecil Edwards Geschäftsführer der Oriental Carpet Manufacturers in Hamadan. Er schrieb später eines der klassischen Werke über den persischen Teppich. Weitere Unternehmen wurden 1890 in Kaschan, 1885 in Kerman und 1880 in Sarough gegründet. Auch etliche Armenier waren mittlerweile in der Teppichproduktion engagiert, wie beispielsweise Tauschandjian mit seinem persischen Vertreter Tyriakian, sowie Edward Benlian. Schon weit vor dem Ersten Weltkrieg standen allein 3000 Knüpfstühle im Raum Soltanabad. Keines der mitziehenden Unternehmen erreichte allerdings jemals die Umsatzgröße von Ziegler & Co. Ltd. Ungefähr von 1890 bis 1930 wurde Merinowolle aus Manchester (dem Hauptsitz von Ziegler) importiert und verarbeitet, da diese besonders weich und fein war.
Auch Nāser ad-Din Schāh machte den persischen Teppich im Ausland bekannt. Bei seinem Besuch in England 1876 schenkte er Königin Victoria 14 persische Teppiche aus Kurdistan und Chorasan. Diese Teppiche gingen an das South Kensington Museum – heute das Victoria and Albert Museum – und begründeten dort das Interesse an weiteren Stücken Ardabil-Teppichen. 1891 sandte der Schah Teppiche in die Wiener Ausstellung, wo sie ebenfalls großes Interesse fanden.
1904, acht Jahre nach dem Tod von Schah Naser al-Din Schah, verbot die persische Regierung den Import von synthetischen Anilin-Farben.
1914 hatten sowohl Ziegler als auch OCM jeweils ca. 200.000 £ in die persische Teppich-Industrie investiert. Als dann durch den Ersten Weltkrieg der europäische Markt zusammenbrach, verloren auch die auf relativ hohe Kapazitäten ausgerichteten Knüpfereien ihre Absatzmärkte. Als Rettung erwies sich das wachsende Interesse der Käufer in den USA.
Die Armenier verfügten zudem über gut funktionierende geschäftlich-verwandtschaftliche Beziehungen in den USA, woraus sich während des Ersten Weltkriegs ein Absatzerfolg des „Amerikanischen Saroughs“ entwickelte.
Das gute Geschäft endete mit der Weltwirtschaftskrise 1929. Die großen englischen und deutschen Teppichmanufakturen konnten ihren Verpflichtungen nicht mehr nachkommen. Reza Schah griff ein und verstaatlichte 1935 die großen Teppichhersteller, indem er die persische Iran Carpet Company gründete. Den ausländischen Unternehmen blieb jedoch der Vertrieb erhalten.

## Wichtige Sammlungen und Museen
- Iranisches Teppichmuseum, Teheran[80]
- Museum für Islamische Kunst, Doha
- Sammlung Al-Sabbah im Dar al-Athar al-Islamyya, Kuwait.[81][13]
- Metropolitan Museum of Art, New York
- Los Angeles County Museum of Art (zweiter Ardabilteppich)
- Textile Museum (Washington, D.C.), Sammlung 2015 wiedereröffnet (Hali 182, 2014, S. 68–79.[82])
- Museum für angewandte Kunst, Wien, Teppichausstellung 2014 wiedereröffnet (Hali 181 2014, S. 43, 60–61.[83][84])
- Museum für Islamische Kunst, Berlin,[85]
- Museum Angewandte Kunst, Frankfurt am Main – zurzeit keine Teppiche der Sammlung ausgestellt (2015)
- Museum für Kunst und Gewerbe, Hamburg – Fragment eines safawidischen Tierteppichs und neu eröffnete Sammlung (2015) islamischer Kunst
- Victoria and Albert Museum, London (Ardabilteppich)
- Musée du Louvre, Paris
- Musée des Arts décoratifs, Paris
- Musée des Tissus, Lyon
- Museo Poldi Pezzoli, Mailand[86]
- Schloss Rosenborg, Kopenhagen – „Krönungsteppich“ (safawidischer „Schah-Abbas-Teppich“, nicht ausgestellt)
- Miho Museum, Japan („Sanguszko“ Tierteppich)

## Trivia
- Fliegender Teppich

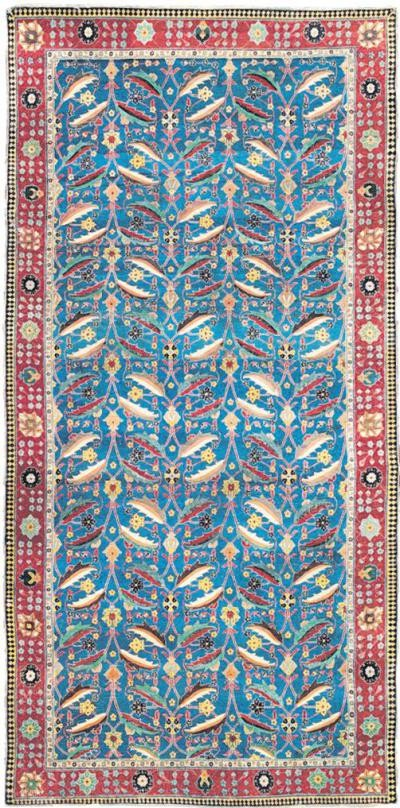
Für 7,2 Millionen bei Christie’s versteigerter Teppich

Ein fliegender Teppich ist ein Teppich, der auf ihm sitzende Personen auf der Stelle oder schnell an ihr Ziel befördert.
Der fliegende Teppich von Tangu, auch Prinz Hosseins Teppich genannt, war ein scheinbar wertloser Teppich aus Tangu in Persien, der magische Kräfte besaß. Er kommt in der Erzählung über Aladin und in den Geschichten von Tausendundeine Nacht vor.
Es gibt noch weitere alte Mythen rund um den Teppich. Noch immer haben fliegende Teppiche ihren Platz in moderner Literatur oder im Film.
- Teuerste Teppiche der Welt
  - Im April 2010 wurde vom Londoner Auktionshaus Christie’s ein persischer Vasenteppich aus dem 17. Jahrhundert nach einem Bieterwettstreit für umgerechnet 7,2 Millionen Euro an einen arabischen Interessenten versteigert. Das Augsburger Auktionshaus Georg Rehm hatte denselben Teppich zuvor mit nur 900 Euro katalogisiert. Der Vasenteppich war einst im Besitz der Comtesse Martine Marie-Pol de Béhague (1870–1939), einer bedeutenden französischen Kunstmäzenin.
  - Im Juni 2013 wurde ein persischer Teppich in Vasenstil-Technik für 33,8 Millionen US-Dollar verkauft.[87]